# Tractatus de herbis
Vous lisez un « article de qualité » labellisé en 2021.
Pour les articles homonymes, voir Tractatus.
Le Tractatus de herbis (Traité des herbes), parfois appelé Secreta Salernitana (Secrets de Salerne), est une tradition textuelle et figurative d'herbiers transmise par plusieurs manuscrits enluminés du Moyen Âge tardif et remontant peut-être à la seconde moitié du XIIIe siècle. Ces traités présentent des simples, c'est-à-dire des substances végétales, minérales ou animales pures, possédant des vertus thérapeutiques. En fonction des versions, les recueils comptent entre 500 et plus de 900 entrées regroupées par ordre alphabétique. Originaires d'Italie, ils ont été diffusés dans toute l'Europe et ont participé à la transmission et à la popularité de la pharmacopée de l'école de médecine de Salerne.
Les illustrations de ces manuscrits ont attiré l'attention des historiens de l'art à partir des années 1950 en raison de leur forte valeur descriptive qui a été interprétée comme un renouveau de l'illustration botanique grecque. Certaines images de plantes représentent en effet les premières études d'après nature réalisées depuis l'Antiquité. Le texte latin original, dont l'auteur reste inconnu, est issu du Circa instans, un ouvrage de la deuxième moitié du XIIe siècle attribué à Matthieu Platearius, et rédigé dans le milieu salernitain. Il est augmenté d'extraits d'autres sources de l'Antiquité tardive et du haut Moyen Âge comme le Pseudo-Apulée, de la médecine arabe transmise par Constantin l'Africain, de versions latines médiévales de l'œuvre de Dioscoride, des principes diététiques d'Isaac Israeli et incluent peut-être des connaissances pharmaco-botaniques issues de la tradition orale.
Les deux plus anciennes versions du Tractatus de herbis, dont le lien de parenté est débattu, sont conservées dans le manuscrit Egerton 747 de la British Library de Londres et dans le manuscrit latin 6823 de la Bibliothèque nationale de France à Paris. Les manuscrits qui en sont dérivés se divisent principalement entre un groupe originaire d'Italie du Nord, dont certaines copies sont dépourvues de texte, et une traduction française comptant près de trente témoignages et connue collectivement sous le nom de Livre des simples médecines. Ce dernier est à l'origine de la publication du premier herbier imprimé en français, Le Grant Herbier en françoys, qui a connu plusieurs rééditions entre la fin du XVe siècle et le début du XVIe, et sera à son tour traduit en anglais comme The Grete Herball.
L'origine de la tradition et la fonction exacte des herbiers restent obscures et discutées. Si les premiers manuscrits ont vraisemblablement été compilés comme de vrais traités scientifiques, certaines versions dérivées sont plutôt des réalisations de prestige destinés à une élite fortunée. Malgré la concurrence dès le début du XVe siècle d'ouvrages au naturalisme plus poussé, comme l'Herbier de Carrare, les images schématiques et aplaties du Tractatus de herbis ont connu plus de deux siècles de popularité, avant d'être définitivement écartées par l'exotisme chatoyant des végétaux du Nouveau Monde.

## Historiographie
Le titre Tractatus de herbis apparaît pour la première fois dans un catalogue de la fin du XVIIIe siècle de la bibliothèque Estense de Modène pour désigner, au sein d'une collection de textes médicaux plus larges, un traité spécifique de matière médicale en latin attribué à Dioscoride. Il est issu de l'explicit du texte qui débute par la phrase Explicit tractatus herbarum (« Se termine le traité des herbes »). Le traité attire l'attention du botaniste autodidacte Jules Camus, qui y reconnaît une version amplifiée et illustrée du Circa instans, un texte latin du XIIe siècle attribué à Matthieu Platearius et connu depuis la deuxième moitié du XVIIIe siècle à travers les travaux d'Albrecht von Haller puis surtout de Kurt Sprengel. Dans son étude publiée en 1886, Camus analyse également un second manuscrit de la bibliothèque Estense qu'il identifie comme la traduction française du Tractatus de herbis et comme la version primitive d'un ouvrage imprimé à la fin du XVe siècle sous le titre de Le Grant Herbier en françoys.
En 1950, l'historien autrichien de l'art Otto Pächt remarque que le Tractatus de Modène n'est que la copie d'un manuscrit de la British Library de Londres, le ms. Egerton 747, et que ce dernier a été compilé 150 ans plus tôt. Il établit aussi que deux autres versions, conservées respectivement à Florence et à Rome, sont directement dérivées de celle du manuscrit de Londres et appartiennent à une même tradition figurative, qu'il nomme Secreta Salernitana. En 1974, le Suisse Felix Baumann étudie les axes de développement de cette tradition, en marge de son travail sur l'herbier de Carrare, et popularise l'usage du terme Tractatus de herbis pour qualifier les textes contenus dans de nombreux codex des XIIIe et XIVe siècles et les distinguer du Circa instans dont ils sont issus. Il confirme la place centrale du ms. Egerton 747 et identifie une version dérivée plus ou moins contemporaine transmise par un codex de la Bibliothèque nationale de France – le manuscrit latin 6823. Baumann propose également une division en deux catégories des différents Tractatus : le « groupe d'Italie du Nord » (Oberitalienische Gruppe) et les « manuscrits français » (Französische Handschriften). Ces derniers rassemblent les nombreux Livre des simples médecines du XVe siècle, dont fait partie le manuscrit modénais étudié par Jules Camus, et sont à leur tour divisés par Baumann en trois groupes en fonction de l'ordre des phrases de leur incipit.

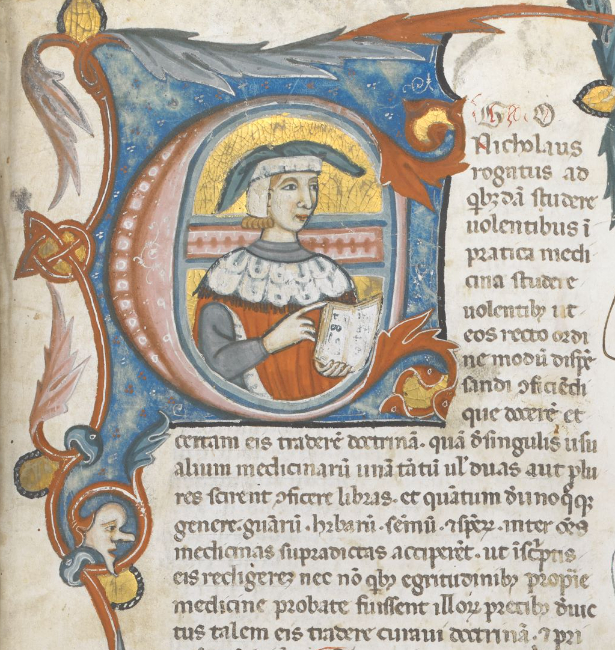
Détail de l'incipit de l'antidotaire du,. D'après Minta Collins, le style de ces enluminures indiquerait une origine salernitaine pour le codex.

Cette classification est remise en question par François Avril à l'occasion de la publication d'une édition critique du texte français contenu dans le ms. français 12322 de la Bibliothèque nationale de France. L'historien français de l'art propose plutôt deux grands regroupements géographiques : les manuscrits de la France du Nord et des États bourguignons, et ceux de l'Ouest de la France. Ces conclusions sont partiellement contredites par les travaux de l'historienne belge Carmélia Opsomer, auteur d'une édition en deux volumes d'un manuscrit bruxellois vraisemblablement originaire du Sud de la France. Ces travaux démontrent en effet que les Livre des simples médecines sont plus nombreux que ceux pris en compte par les chercheurs précédents, et qu'ils mériteraient d'être classés non seulement en fonction de leur iconographie, mais aussi par rapport à la rédaction du texte qu'ils contiennent.
Au XXIe siècle, le cycle figuratif du Tractatus de herbis fait tout d'abord l'objet d'un chapitre détaillé de l'ouvrage de Minta Collins dédié aux traditions illustratives des herbiers médiévaux. La chercheuse américaine n'y remet pas en question les classifications proposées par Baumann et Avril, mais argumente une origine campanienne pour les deux plus anciens manuscrits. Ses travaux sont complétés par l'analyse du corpus illustratif du ms. 459 de la bibliothèque Casanatense par Vera Segre Rutz, qui identifie l'influence des différents manuscrits nord-italiens sur la production artistique de la cour des Visconti. En 2006, Jean Givens analyse l'évolution de la transmission du savoir médical et botanique à travers l'étude de trois versions du Tractatus de herbis : le ms. Egerton 747 de Londres, un Livre des simples médecines de la Bibliothèque royale de Copenhague et une édition imprimée du Grete Herball. Alors que la plupart des travaux de recherche se sont intéressés à l'iconographie seule, Iolanda Ventura publie en 2009 la première édition critique du texte latin contenu dans le ms. Egerton 747. Son analyse met en lumière les relations qu'entretient le Tractatus de herbis avec les autres rédactions du Circa instans et avec les principales sources pharmacologiques de l'Antiquité et du Moyen Âge.

## Transmission
Le Tractatus de herbis existe sous deux rédactions distinctes, probablement apparentées, et transmises par les deux plus anciens manuscrits de la tradition : la version du « Pseudo-Barthélémy Mini de Sienne », contenue dans le ms. Egerton 747 de la British Library, et la version de Manfred de Monte Imperiale, présente dans le ms. latin 6823 de la Bibliothèque nationale de France. Chacune d'elles a donné lieu à des copies, des versions dérivées et des traductions en langue vernaculaire.
| \| LONDRES Egerton 747 1280-1350 \| LONDRES Egerton 747 1280-1350 \| LONDRES Egerton 747 1280-1350 \| LONDRES Egerton 747 1280-1350 \| LONDRES Egerton 747 1280-1350 \| LONDRES Egerton 747 1280-1350 \| \| \| \| \| \| \| \| \| \| \| \| \| \| \| PARIS Latin 6823 1301-1350 \| PARIS Latin 6823 1301-1350 \| PARIS Latin 6823 1301-1350 \| PARIS Latin 6823 1301-1350 \| PARIS Latin 6823 1301-1350 \| PARIS Latin 6823 1301-1350 \| \| \| \| \| \| \| \| \| \| \| \| \| \| \| \| \| \| \| \| \| \| \| \| \| \| \| \| \| \| \| \| \| \| \| \| \| \| \| \| \| \| \| \| LONDRES Egerton 747 1280-1350 \| LONDRES Egerton 747 1280-1350 \| LONDRES Egerton 747 1280-1350 \| LONDRES Egerton 747 1280-1350 \| LONDRES Egerton 747 1280-1350 \| LONDRES Egerton 747 1280-1350 \| \| \| \| \| \| \| \| \| \| \| \| \| \| \| PARIS Latin 6823 1301-1350 \| PARIS Latin 6823 1301-1350 \| PARIS Latin 6823 1301-1350 \| PARIS Latin 6823 1301-1350 \| PARIS Latin 6823 1301-1350 \| PARIS Latin 6823 1301-1350 \| \| \| \| \| \| \| \| \| \| \| \| \| \| \| \| \| \| \| \| \| \| \| \| \| \| \| \| \| \| \| \| \| \| \| \| \| \| \| \| \| \| \| \| \| \| \| \| \| \| \| \| \| \| \| \| \| \| \| \| \| \| \| \| \| \| \| \| \| \| \| \| \| \| \| \| \| \| \| \| \| \| \| \| \| \| \| \| \| \| \| \| \| \| \| \| \| \| \| \| \| \| \| \| \| \| \| \| \| \| \| \| \| \| \| \| \| \| \| \| \| \| \| \| \| \| \| \| \| \| \| \| \| \| \| \| \| \| \| \| \| \| \| \| \| \| \| \| \| \| \| \| \| \| \| \| \| \| \| \| \| \| \| \| \| \| \| \| \| \| \| \| \| \| \| \| \| \| \| \| \| \| \| \| \| \| \| \| \| \| FLORENCE Pal. 586 1350 \| FLORENCE Pal. 586 1350 \| FLORENCE Pal. 586 1350 \| FLORENCE Pal. 586 1350 \| FLORENCE Pal. 586 1350 \| FLORENCE Pal. 586 1350 \| \| \| \| \| \| \| \| \| \| \| NEW YORK Morgan M. 873 1350-1375 \| NEW YORK Morgan M. 873 1350-1375 \| NEW YORK Morgan M. 873 1350-1375 \| NEW YORK Morgan M. 873 1350-1375 \| NEW YORK Morgan M. 873 1350-1375 \| NEW YORK Morgan M. 873 1350-1375 \| \| \| PARIS Masson 116 1365-1375 \| PARIS Masson 116 1365-1375 \| PARIS Masson 116 1365-1375 \| PARIS Masson 116 1365-1375 \| PARIS Masson 116 1365-1375 \| PARIS Masson 116 1365-1375 \| \| \| \| \| \| \| \| \| \| \| \| \| \| \| \| \| \| \| \| \| \| \| \| \| \| \| \| \| \| \| \| \| \| \| \| \| \| \| \| FLORENCE Pal. 586 1350 \| FLORENCE Pal. 586 1350 \| FLORENCE Pal. 586 1350 \| FLORENCE Pal. 586 1350 \| FLORENCE Pal. 586 1350 \| FLORENCE Pal. 586 1350 \| \| \| \| \| \| \| \| \| \| \| NEW YORK Morgan M. 873 1350-1375 \| NEW YORK Morgan M. 873 1350-1375 \| NEW YORK Morgan M. 873 1350-1375 \| NEW YORK Morgan M. 873 1350-1375 \| NEW YORK Morgan M. 873 1350-1375 \| NEW YORK Morgan M. 873 1350-1375 \| \| \| PARIS Masson 116 1365-1375 \| PARIS Masson 116 1365-1375 \| PARIS Masson 116 1365-1375 \| PARIS Masson 116 1365-1375 \| PARIS Masson 116 1365-1375 \| PARIS Masson 116 1365-1375 \| \| \| ROME Casan. 459 1395-1400 \| \| \| \| \| \| \| \| \| \| \| \| \| \| \| \| \| \| \| \| \| \| \| \| \| \| \| \| \| \| \| \| \| \| \| \| \| \| \| \| \| \| \| \| \| \| \| \| \| \| \| \| \| \| \| \| \| \| \| \| \| \| \| \| \| \| \| \| \| \| \| \| \| \| \| \| \| \| \| \| \| \| \| \| \| \| \| \| \| \| \| \| \| \| \| \| \| \| \| \| \| \| Livre des simples médecines (28 manuscrits) 1425-1540 \| Livre des simples médecines (28 manuscrits) 1425-1540 \| Livre des simples médecines (28 manuscrits) 1425-1540 \| Livre des simples médecines (28 manuscrits) 1425-1540 \| Livre des simples médecines (28 manuscrits) 1425-1540 \| Livre des simples médecines (28 manuscrits) 1425-1540 \| \| \| \| \| \| \| \| \| \| \| \| \| \| \| VATICAN Chigi F.VII.158 Début XVe siècle \| VATICAN Chigi F.VII.158 Début XVe siècle \| VATICAN Chigi F.VII.158 Début XVe siècle \| VATICAN Chigi F.VII.158 Début XVe siècle \| VATICAN Chigi F.VII.158 Début XVe siècle \| VATICAN Chigi F.VII.158 Début XVe siècle \| \| \| \| \| \| \| \| \| \| \| \| \| \| \| \| \| \| \| \| \| \| \| \| \| \| \| \| \| \| \| \| \| \| \| \| \| \| \| \| \| \| \| \| Livre des simples médecines (28 manuscrits) 1425-1540 \| Livre des simples médecines (28 manuscrits) 1425-1540 \| Livre des simples médecines (28 manuscrits) 1425-1540 \| Livre des simples médecines (28 manuscrits) 1425-1540 \| Livre des simples médecines (28 manuscrits) 1425-1540 \| Livre des simples médecines (28 manuscrits) 1425-1540 \| \| \| \| \| \| \| \| \| Petroneller Kräuterbuch Milieu XVe siècle \| Petroneller Kräuterbuch Milieu XVe siècle \| Petroneller Kräuterbuch Milieu XVe siècle \| Petroneller Kräuterbuch Milieu XVe siècle \| Petroneller Kräuterbuch Milieu XVe siècle \| Petroneller Kräuterbuch Milieu XVe siècle \| VATICAN Chigi F.VII.158 Début XVe siècle \| VATICAN Chigi F.VII.158 Début XVe siècle \| VATICAN Chigi F.VII.158 Début XVe siècle \| VATICAN Chigi F.VII.158 Début XVe siècle \| VATICAN Chigi F.VII.158 Début XVe siècle \| VATICAN Chigi F.VII.158 Début XVe siècle \| \| \| \| \| \| \| \| \| \| \| \| \| \| \| LONDRES Sloane 4016 1440 \| LONDRES Sloane 4016 1440 \| LONDRES Sloane 4016 1440 \| LONDRES Sloane 4016 1440 \| LONDRES Sloane 4016 1440 \| LONDRES Sloane 4016 1440 \| \| \| MUNICH Cim. 79 1440 \| MUNICH Cim. 79 1440 \| MUNICH Cim. 79 1440 \| MUNICH Cim. 79 1440 \| MUNICH Cim. 79 1440 \| MUNICH Cim. 79 1440 \| \| \| \| \| \| \| \| \| \| \| \| \| \| \| \| \| \| \| \| \| \| \| \| \| \| \| \| \| \| Petroneller Kräuterbuch Milieu XVe siècle \| Petroneller Kräuterbuch Milieu XVe siècle \| Petroneller Kräuterbuch Milieu XVe siècle \| Petroneller Kräuterbuch Milieu XVe siècle \| Petroneller Kräuterbuch Milieu XVe siècle \| Petroneller Kräuterbuch Milieu XVe siècle \| \| \| \| \| \| \| \| \| \| \| \| \| \| \| \| \| \| \| \| \| LONDRES Sloane 4016 1440 \| LONDRES Sloane 4016 1440 \| LONDRES Sloane 4016 1440 \| LONDRES Sloane 4016 1440 \| LONDRES Sloane 4016 1440 \| LONDRES Sloane 4016 1440 \| \| \| MUNICH Cim. 79 1440 \| MUNICH Cim. 79 1440 \| MUNICH Cim. 79 1440 \| MUNICH Cim. 79 1440 \| MUNICH Cim. 79 1440 \| MUNICH Cim. 79 1440 \| \| \| \| \| \| \| \| \| \| \| \| \| \| \| \| \| \| \| \| \| \| \| \| \| \| \| \| \| \| \| \| \| \| \| \| \| \| \| \| \| \| \| \| \| \| \| \| \| \| \| \| \| \| \| \| \| \| \| \| \| \| \| \| \| \| \| \| \| \| \| \| \| \| \| \| \| \| \| \| \| MODÈNE alfa.l.09.28 1458 \| MODÈNE alfa.l.09.28 1458 \| MODÈNE alfa.l.09.28 1458 \| MODÈNE alfa.l.09.28 1458 \| MODÈNE alfa.l.09.28 1458 \| MODÈNE alfa.l.09.28 1458 \| \| \| \| \| \| \| BÂLE K II 11 Milieu XVe siècle \| BÂLE K II 11 Milieu XVe siècle \| BÂLE K II 11 Milieu XVe siècle \| BÂLE K II 11 Milieu XVe siècle \| BÂLE K II 11 Milieu XVe siècle \| BÂLE K II 11 Milieu XVe siècle \| \| \| VATICAN Chigi F.VIII.188 Milieu XVe siècle \| VATICAN Chigi F.VIII.188 Milieu XVe siècle \| VATICAN Chigi F.VIII.188 Milieu XVe siècle \| VATICAN Chigi F.VIII.188 Milieu XVe siècle \| VATICAN Chigi F.VIII.188 Milieu XVe siècle \| VATICAN Chigi F.VIII.188 Milieu XVe siècle \| \| \| VATICAN Ross. 1067 XVe siècle \| VATICAN Ross. 1067 XVe siècle \| VATICAN Ross. 1067 XVe siècle \| VATICAN Ross. 1067 XVe siècle \| VATICAN Ross. 1067 XVe siècle \| VATICAN Ross. 1067 XVe siècle \| \| \| SIENNE L. VIII. 18 Fin XVe siècle \| SIENNE L. VIII. 18 Fin XVe siècle \| SIENNE L. VIII. 18 Fin XVe siècle \| SIENNE L. VIII. 18 Fin XVe siècle \| SIENNE L. VIII. 18 Fin XVe siècle \| SIENNE L. VIII. 18 Fin XVe siècle \| \| \| COPENHAGUE Thott 191 2° Fin XVe siècle \| COPENHAGUE Thott 191 2° Fin XVe siècle \| COPENHAGUE Thott 191 2° Fin XVe siècle \| COPENHAGUE Thott 191 2° Fin XVe siècle \| COPENHAGUE Thott 191 2° Fin XVe siècle \| COPENHAGUE Thott 191 2° Fin XVe siècle \| \| \| \| \| \| \| \| \| \| \| \| \| \| \| \| \| \| \| |                               |                               |                               |                                                       |                                                       |                                                       |                                                       |                                                       |                                                       |                        |                        |                                |                                |                                |                                |                                |                                |                                           |                                           |                                            |                                            |                                            |                                            |                                            |                                            |                                          |                                          |                                          |                                          |                               |                               |                               |                               |                            |                            |                                   |                                   |                                   |                                   |                                   |                                   |  |  |                                        |                                        |                                        |                                        |                                        |                                        |  |  |                     |                     |                     |                     |                     |                     |  |  |  |  |  |  |  |  |  |  |
| LONDRES Egerton 747 1280-1350 | LONDRES Egerton 747 1280-1350 | LONDRES Egerton 747 1280-1350 | LONDRES Egerton 747 1280-1350 | LONDRES Egerton 747 1280-1350                         | LONDRES Egerton 747 1280-1350                         |                                                       |                                                       |                                                       |                                                       |                        |                        |                                |                                |                                |                                |                                |                                |                                           |                                           | PARIS Latin 6823 1301-1350                 | PARIS Latin 6823 1301-1350                 | PARIS Latin 6823 1301-1350                 | PARIS Latin 6823 1301-1350                 | PARIS Latin 6823 1301-1350                 | PARIS Latin 6823 1301-1350                 |                                          |                                          |                                          |                                          |                               |                               |                               |                               |                            |                            |                                   |                                   |                                   |                                   |                                   |                                   |  |  |                                        |                                        |                                        |                                        |                                        |                                        |  |  |                     |                     |                     |                     |                     |                     |  |  |  |  |  |  |  |  |  |  |
| LONDRES Egerton 747 1280-1350 | LONDRES Egerton 747 1280-1350 | LONDRES Egerton 747 1280-1350 | LONDRES Egerton 747 1280-1350 | LONDRES Egerton 747 1280-1350                         | LONDRES Egerton 747 1280-1350                         |                                                       |                                                       |                                                       |                                                       |                        |                        |                                |                                |                                |                                |                                |                                |                                           |                                           | PARIS Latin 6823 1301-1350                 | PARIS Latin 6823 1301-1350                 | PARIS Latin 6823 1301-1350                 | PARIS Latin 6823 1301-1350                 | PARIS Latin 6823 1301-1350                 | PARIS Latin 6823 1301-1350                 |                                          |                                          |                                          |                                          |                               |                               |                               |                               |                            |                            |                                   |                                   |                                   |                                   |                                   |                                   |  |  |                                        |                                        |                                        |                                        |                                        |                                        |  |  |                     |                     |                     |                     |                     |                     |  |  |  |  |  |  |  |  |  |  |
| |                               |                               |                               |                                                       |                                                       |                                                       |                                                       |                                                       |                                                       |                        |                        |                                |                                |                                |                                |                                |                                |                                           |                                           |                                            |                                            |                                            |                                            |                                            |                                            |                                          |                                          |                                          |                                          |                               |                               |                               |                               |                            |                            |                                   |                                   |                                   |                                   |                                   |                                   |  |  |                                        |                                        |                                        |                                        |                                        |                                        |  |  |                     |                     |                     |                     |                     |                     |  |  |  |  |  |  |  |  |  |  |
| |                               |                               |                               |                                                       |                                                       |                                                       |                                                       |                                                       |                                                       |                        |                        |                                |                                |                                |                                |                                |                                |                                           |                                           |                                            |                                            |                                            |                                            |                                            |                                            |                                          |                                          |                                          |                                          |                               |                               |                               |                               |                            |                            |                                   |                                   |                                   |                                   |                                   |                                   |  |  |                                        |                                        |                                        |                                        |                                        |                                        |  |  |                     |                     |                     |                     |                     |                     |  |  |  |  |  |  |  |  |  |  |
| |                               |                               |                               |                                                       |                                                       |                                                       |                                                       | FLORENCE Pal. 586 1350                                | FLORENCE Pal. 586 1350                                | FLORENCE Pal. 586 1350 | FLORENCE Pal. 586 1350 | FLORENCE Pal. 586 1350         | FLORENCE Pal. 586 1350         |                                |                                |                                |                                |                                           |                                           |                                            |                                            |                                            |                                            | NEW YORK Morgan M. 873 1350-1375           | NEW YORK Morgan M. 873 1350-1375           | NEW YORK Morgan M. 873 1350-1375         | NEW YORK Morgan M. 873 1350-1375         | NEW YORK Morgan M. 873 1350-1375         | NEW YORK Morgan M. 873 1350-1375         |                               |                               | PARIS Masson 116 1365-1375    | PARIS Masson 116 1365-1375    | PARIS Masson 116 1365-1375 | PARIS Masson 116 1365-1375 | PARIS Masson 116 1365-1375        | PARIS Masson 116 1365-1375        |                                   |                                   |                                   |                                   |  |  |                                        |                                        |                                        |                                        |                                        |                                        |  |  |                     |                     |                     |                     |                     |                     |  |  |  |  |  |  |  |  |  |  |
| |                               |                               |                               |                                                       |                                                       |                                                       |                                                       | FLORENCE Pal. 586 1350                                | FLORENCE Pal. 586 1350                                | FLORENCE Pal. 586 1350 | FLORENCE Pal. 586 1350 | FLORENCE Pal. 586 1350         | FLORENCE Pal. 586 1350         |                                |                                |                                |                                |                                           |                                           |                                            |                                            |                                            |                                            | NEW YORK Morgan M. 873 1350-1375           | NEW YORK Morgan M. 873 1350-1375           | NEW YORK Morgan M. 873 1350-1375         | NEW YORK Morgan M. 873 1350-1375         | NEW YORK Morgan M. 873 1350-1375         | NEW YORK Morgan M. 873 1350-1375         |                               |                               | PARIS Masson 116 1365-1375    | PARIS Masson 116 1365-1375    | PARIS Masson 116 1365-1375 | PARIS Masson 116 1365-1375 | PARIS Masson 116 1365-1375        | PARIS Masson 116 1365-1375        |                                   |                                   | ROME Casan. 459 1395-1400         |                                   |  |  |                                        |                                        |                                        |                                        |                                        |                                        |  |  |                     |                     |                     |                     |                     |                     |  |  |  |  |  |  |  |  |  |  |
| |                               |                               |                               |                                                       |                                                       |                                                       |                                                       |                                                       |                                                       |                        |                        |                                |                                |                                |                                |                                |                                |                                           |                                           |                                            |                                            |                                            |                                            |                                            |                                            |                                          |                                          |                                          |                                          |                               |                               |                               |                               |                            |                            |                                   |                                   |                                   |                                   |                                   |                                   |  |  |                                        |                                        |                                        |                                        |                                        |                                        |  |  |                     |                     |                     |                     |                     |                     |  |  |  |  |  |  |  |  |  |  |
| |                               |                               |                               | Livre des simples médecines (28 manuscrits) 1425-1540 | Livre des simples médecines (28 manuscrits) 1425-1540 | Livre des simples médecines (28 manuscrits) 1425-1540 | Livre des simples médecines (28 manuscrits) 1425-1540 | Livre des simples médecines (28 manuscrits) 1425-1540 | Livre des simples médecines (28 manuscrits) 1425-1540 |                        |                        |                                |                                |                                |                                |                                |                                |                                           |                                           |                                            |                                            |                                            |                                            | VATICAN Chigi F.VII.158 Début XVe siècle   | VATICAN Chigi F.VII.158 Début XVe siècle   | VATICAN Chigi F.VII.158 Début XVe siècle | VATICAN Chigi F.VII.158 Début XVe siècle | VATICAN Chigi F.VII.158 Début XVe siècle | VATICAN Chigi F.VII.158 Début XVe siècle |                               |                               |                               |                               |                            |                            |                                   |                                   |                                   |                                   |                                   |                                   |  |  |                                        |                                        |                                        |                                        |                                        |                                        |  |  |                     |                     |                     |                     |                     |                     |  |  |  |  |  |  |  |  |  |  |
| |                               |                               |                               | Livre des simples médecines (28 manuscrits) 1425-1540 | Livre des simples médecines (28 manuscrits) 1425-1540 | Livre des simples médecines (28 manuscrits) 1425-1540 | Livre des simples médecines (28 manuscrits) 1425-1540 | Livre des simples médecines (28 manuscrits) 1425-1540 | Livre des simples médecines (28 manuscrits) 1425-1540 |                        |                        |                                |                                |                                |                                |                                |                                | Petroneller Kräuterbuch Milieu XVe siècle | Petroneller Kräuterbuch Milieu XVe siècle | Petroneller Kräuterbuch Milieu XVe siècle  | Petroneller Kräuterbuch Milieu XVe siècle  | Petroneller Kräuterbuch Milieu XVe siècle  | Petroneller Kräuterbuch Milieu XVe siècle  | VATICAN Chigi F.VII.158 Début XVe siècle   | VATICAN Chigi F.VII.158 Début XVe siècle   | VATICAN Chigi F.VII.158 Début XVe siècle | VATICAN Chigi F.VII.158 Début XVe siècle | VATICAN Chigi F.VII.158 Début XVe siècle | VATICAN Chigi F.VII.158 Début XVe siècle |                               |                               |                               |                               |                            |                            |                                   |                                   |                                   |                                   |                                   |                                   |  |  | LONDRES Sloane 4016 1440               | LONDRES Sloane 4016 1440               | LONDRES Sloane 4016 1440               | LONDRES Sloane 4016 1440               | LONDRES Sloane 4016 1440               | LONDRES Sloane 4016 1440               |  |  | MUNICH Cim. 79 1440 | MUNICH Cim. 79 1440 | MUNICH Cim. 79 1440 | MUNICH Cim. 79 1440 | MUNICH Cim. 79 1440 | MUNICH Cim. 79 1440 |  |  |  |  |  |  |  |  |  |  |
| |                               |                               |                               |                                                       |                                                       |                                                       |                                                       |                                                       |                                                       |                        |                        |                                |                                |                                |                                |                                |                                | Petroneller Kräuterbuch Milieu XVe siècle | Petroneller Kräuterbuch Milieu XVe siècle | Petroneller Kräuterbuch Milieu XVe siècle  | Petroneller Kräuterbuch Milieu XVe siècle  | Petroneller Kräuterbuch Milieu XVe siècle  | Petroneller Kräuterbuch Milieu XVe siècle  |                                            |                                            |                                          |                                          |                                          |                                          |                               |                               |                               |                               |                            |                            |                                   |                                   |                                   |                                   |                                   |                                   |  |  | LONDRES Sloane 4016 1440               | LONDRES Sloane 4016 1440               | LONDRES Sloane 4016 1440               | LONDRES Sloane 4016 1440               | LONDRES Sloane 4016 1440               | LONDRES Sloane 4016 1440               |  |  | MUNICH Cim. 79 1440 | MUNICH Cim. 79 1440 | MUNICH Cim. 79 1440 | MUNICH Cim. 79 1440 | MUNICH Cim. 79 1440 | MUNICH Cim. 79 1440 |  |  |  |  |  |  |  |  |  |  |
| |                               |                               |                               |                                                       |                                                       |                                                       |                                                       |                                                       |                                                       |                        |                        |                                |                                |                                |                                |                                |                                |                                           |                                           |                                            |                                            |                                            |                                            |                                            |                                            |                                          |                                          |                                          |                                          |                               |                               |                               |                               |                            |                            |                                   |                                   |                                   |                                   |                                   |                                   |  |  |                                        |                                        |                                        |                                        |                                        |                                        |  |  |                     |                     |                     |                     |                     |                     |  |  |  |  |  |  |  |  |  |  |
| MODÈNE alfa.l.09.28 1458 | MODÈNE alfa.l.09.28 1458      | MODÈNE alfa.l.09.28 1458      | MODÈNE alfa.l.09.28 1458      | MODÈNE alfa.l.09.28 1458                              | MODÈNE alfa.l.09.28 1458                              |                                                       |                                                       |                                                       |                                                       |                        |                        | BÂLE K II 11 Milieu XVe siècle | BÂLE K II 11 Milieu XVe siècle | BÂLE K II 11 Milieu XVe siècle | BÂLE K II 11 Milieu XVe siècle | BÂLE K II 11 Milieu XVe siècle | BÂLE K II 11 Milieu XVe siècle |                                           |                                           | VATICAN Chigi F.VIII.188 Milieu XVe siècle | VATICAN Chigi F.VIII.188 Milieu XVe siècle | VATICAN Chigi F.VIII.188 Milieu XVe siècle | VATICAN Chigi F.VIII.188 Milieu XVe siècle | VATICAN Chigi F.VIII.188 Milieu XVe siècle | VATICAN Chigi F.VIII.188 Milieu XVe siècle |                                          |                                          | VATICAN Ross. 1067 XVe siècle            | VATICAN Ross. 1067 XVe siècle            | VATICAN Ross. 1067 XVe siècle | VATICAN Ross. 1067 XVe siècle | VATICAN Ross. 1067 XVe siècle | VATICAN Ross. 1067 XVe siècle |                            |                            | SIENNE L. VIII. 18 Fin XVe siècle | SIENNE L. VIII. 18 Fin XVe siècle | SIENNE L. VIII. 18 Fin XVe siècle | SIENNE L. VIII. 18 Fin XVe siècle | SIENNE L. VIII. 18 Fin XVe siècle | SIENNE L. VIII. 18 Fin XVe siècle |  |  | COPENHAGUE Thott 191 2° Fin XVe siècle | COPENHAGUE Thott 191 2° Fin XVe siècle | COPENHAGUE Thott 191 2° Fin XVe siècle | COPENHAGUE Thott 191 2° Fin XVe siècle | COPENHAGUE Thott 191 2° Fin XVe siècle | COPENHAGUE Thott 191 2° Fin XVe siècle |  |  |                     |                     |                     |                     |                     |                     |  |  |  |  |  |  |  |  |  |  |

### Manuscrit Egerton 747 et dérivés

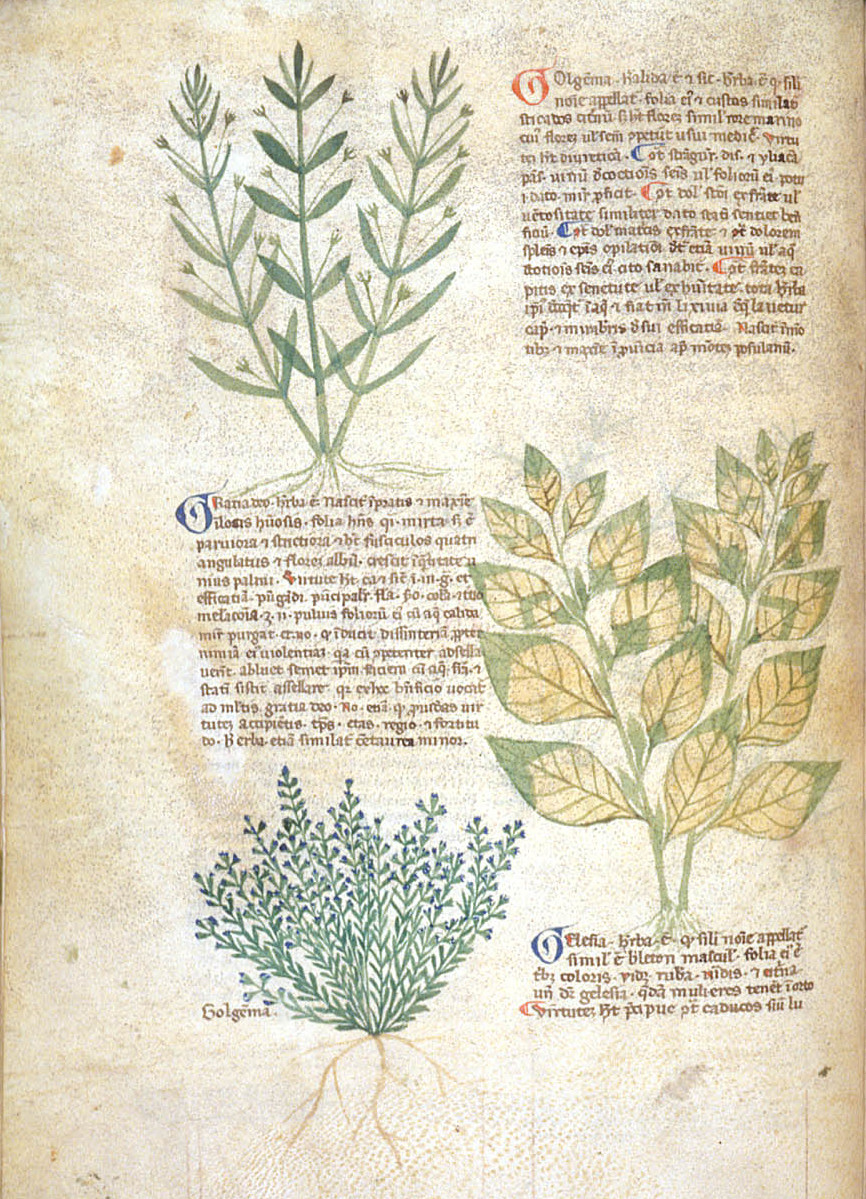
, : les chapitres De gratiadeo, De golgema et De gelesia.

Le Tractatus de herbis contenu dans le manuscrit Egerton 747 de la British Library de Londres est le plus ancien témoignage du traité et pourrait en constituer la version originelle, dont seraient dérivées toutes les autres. Il occupe les 109 premiers folios du codex, qui contient également d'autres textes, dont un Antidotaire Nicolas. Le traité est signé par un dénommé Barthélémy Mini de Sienne, qui n'en est certainement pas l'auteur original (voir infra).
Sur la base de son corpus illustratif et de son écriture gothique, le manuscrit lui-même est daté d'une période s'étendant entre le dernier quart du XIIIe siècle et les premières décennies du XIVe siècle. L'analyse des sources du Tractatus ne montre cependant aucune utilisation d'œuvres postérieures à 1250, et il est possible que l'œuvre ait été copiée d'un codex plus ancien, ou qu'elle soit basée sur un texte préexistant, probablement non illustré, dont la trace a été perdue. L'absence de références à l'Opus pandectarum medicinae de Matthieu Silvaticus offre un terminus ante quem potentiel pour le traité : l'encyclopédie médico-botanique de Silvaticus, dédicacée en 1317 à Robert d'Anjou, a connu un très grand succès et était largement utilisée par les enseignants de l'école de Salerne. Il est peu probable que le Tractatus ait été rédigé après cette date et que son auteur aurait ignoré l'existence d'une telle source ou choisi de ne pas l'inclure dans sa compilation. L'origine géographique du ms. Egerton 747 est elle aussi obscure : certains auteurs ont avancé qu'il a été compilé en Toscane, et plus précisément à Sienne, alors que d'autres le considèrent comme provenant d'Italie du Sud, dans la région de Naples ou de Salerne. Ces tentatives de localisation sont toutes fondées sur les illustrations du manuscrit (voir infra), car le texte lui-même n'offre aucun indice sur son origine, et il peut avoir été rédigé dans n'importe quelle partie de la péninsule italienne, puis recopié dans le codex. Quelle que soit sa provenance exacte, le manuscrit a rapidement traversé les Alpes et a dû se trouver en mains françaises à une date assez précoce. Il existe en effet une version abrégée du traité traduite en occitan vers 1350, et une copie directe du manuscrit effectuée en Bresse en 1458. Les nombreux témoignages de la rédaction française connue sous le titre de Livre des simples médecines semblent également issus d'une traduction unique d'un texte très similaire à celui du manuscrit londonien (voir infra).
Deux indices font penser que le Tractatus de herbis du ms. Egerton 747 constitue une compilation originale. D'une part, des extraits d'Isaac Israeli ont manifestement été ajoutés dans les marges du manuscrit après la première rédaction, alors que ces passages sont intégrés au corps du texte et cités dans les sommaires des versions ultérieures (voir infra). D'autre part, la réglure des derniers folios du traité ne s'étend que sur la partie supérieure des colonnes, afin de permettre l'insertion des illustrations et d'éviter que la peinture ne s'accumule dans les lignes en creux. Cette adaptation du procédé d'enluminure, intervenue en cours de réalisation, indique une collaboration proche entre le scribe et les illustrateurs, ce qui pourrait être le signe d'une entreprise de création originale au niveau figuratif, plutôt que de la copie d'un ouvrage existant.

#### Traduction provençale

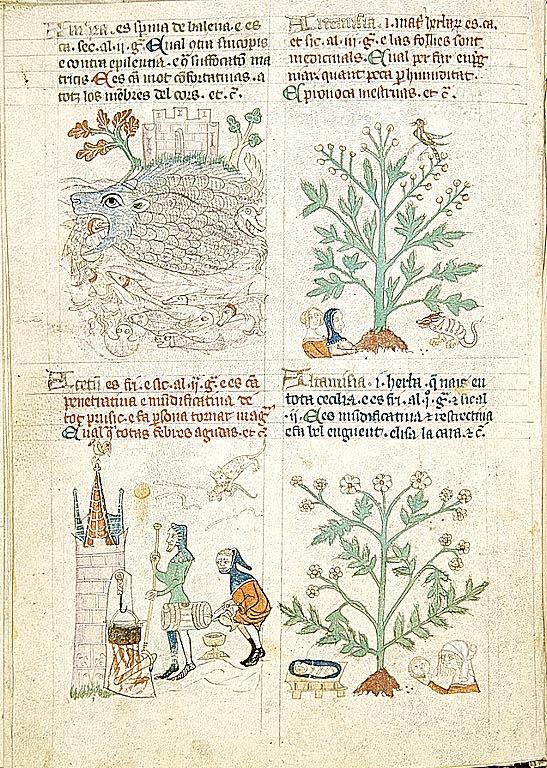
, : De ambra, De aceto, De arthemisia tagantes et De arthemisia leptaphilos.

Le manuscrit Palatino 586 de la Bibliothèque nationale centrale de Florence contient la version la plus insolite du traité : chaque folio présente quatre images surmontées de trois à six lignes de texte, rarement une ou deux, en occitan, comportant de nombreuses abréviations. Elles correspondent à des traductions très condensées de chaque chapitre de la rédaction du ms. Egerton 747. Le codex, par ailleurs incomplet, a été réalisé en deux campagnes distinctes. Il s'ouvre par une série de quatrains contenant les Dits de philosophes, au bas desquels le copiste donne son nom (« Aguiton ») dans une formule latine répandue parmi les scribes médiévaux : « Nomen scriptoris: aguito plenus amoris ». Suivent les portraits de sept « docteurs » prononçant des aphorismes en latin et en occitan (voir infra). Les folios 9 à 29 contiennent la première série de simples, qui suit très fidèlement l'ordre des chapitres du ms. Egerton 747. Les plantes sont entourées de personnages et de grotesques, ce qui constitue une caractéristique unique au sein de la tradition iconographique du Tractatus de herbis. La première partie du manuscrit, qui est datée du milieu du XIVe siècle, s'achève avec la lettre F. Les folios 30 à 65 ne comprennent que des images, et à partir du folio 38, seuls les dessins préparatoires au trait noir sont présents. Cette seconde campagne d'illustration a été réalisée selon une technique différente et dans un style très comparable à celui du Maître de la Bible de Jean de Sy. Cet enlumineur serait apparu durant les dernières années du règne de Jean le Bon et aurait fréquemment travaillé pour Charles V. Il est ainsi possible que le ms. Pal. 586 ait été apporté à Paris depuis le Sud de la France afin d'y être décoré pour un patron royal dans les années 1370-1375.

#### Copie bressane

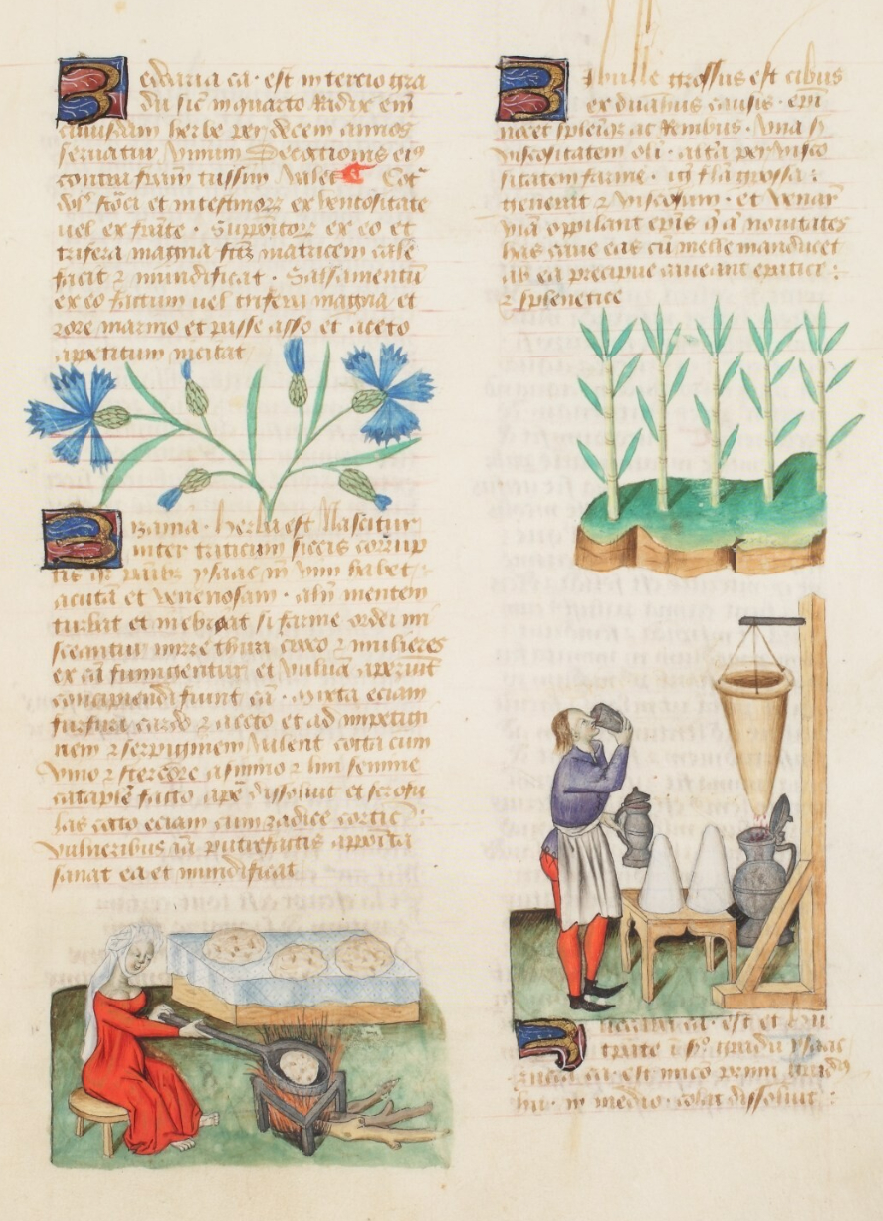
, : De zedoaria, De zizania, De zibullis et De zuchara.

Le manuscrit alfa.l.09.28 (anciennement ms. Lat. 993) de la bibliothèque Estense de Modène est une version latine du XVe siècle, très proche de celle du ms. Egerton 747, et la première à avoir reçu le titre de Tractatus de herbis. Elle contient même l'explicit avec la signature (usurpée) de Barthélémy Mini de Sienne, dont le patronyme a été retranscrit de manière erronée comme « Mundsens » dans le catalogue de la bibliothèque. Le traité comprend 390 images de plantes, 50 de minéraux et d'autres substances, souvent représentés dans des boîtes, et 22 scènes enluminées sans cadres. L'illustrateur pourrait être le Maître du Prince de Piémont, un artiste connu par son travail pour le futur duc Amédée IX de Savoie. Le dernier folio du traité comprend un second explicit en français à la suite de celui déjà présent dans le ms. Egerton 747, qui renseigne sur la provenance du manuscrit (Bourg-en-Bresse), la date de sa réalisation (1458) et le nom de son copiste (« Le petit pelous ») :
Explicit cest herbollaire

Auquel a heu assés affaire

A bourg il a este escript

Mil CCCC cinquante et huit

Et l'a escript cest tout certain

Le patron de sa propre main

Priés pour luy je vous en prye

Pour amour de la compagnye
— Le petit pelous, etc., 1458

#### Kräuterbuchd'Europe centrale

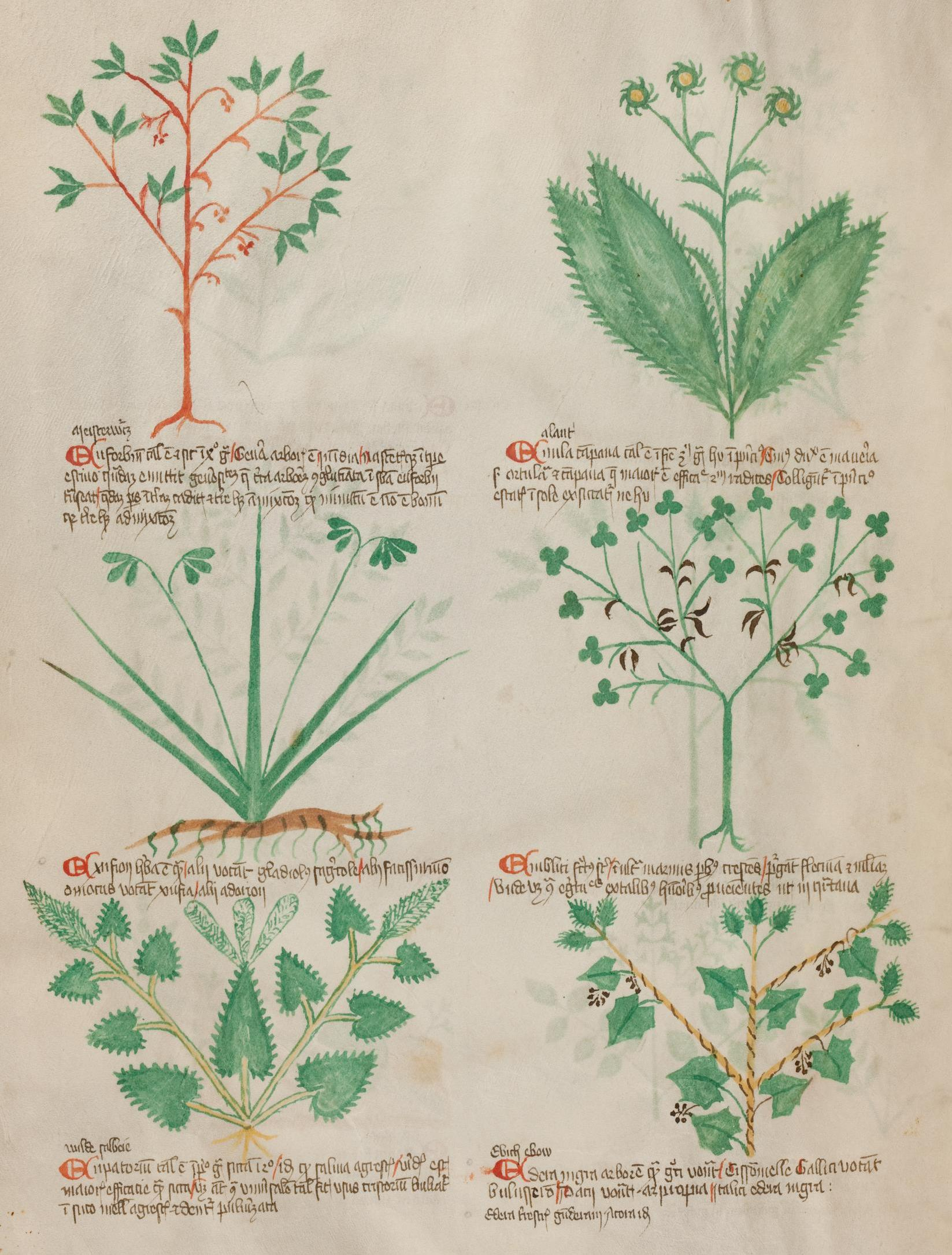
, : plantes de l'initiale E.

En dehors des deux groupes de manuscrits définis par Felix Baumann, une version abrégée du Tractatus de herbis a été transmise par deux manuscrits originaires de l'aire culturelle germanique. Elle est limitée aux seules substances d'origine végétale et a été épurée de toutes données relatives à la médecine pour ne conserver que les informations lexicographiques. Le texte, qui est accompagné d'illustrations plutôt grossières, est cependant clairement assimilable à la rédaction du ms. Egerton 747.
L'un de ces Kräuterbuch (« livre des herbes »), qui ne comprend que 200 chapitres, est contenu dans le ms. K II 11 de la Bibliothèque universitaire de Bâle. Il a fait l'objet d'une édition critique en 1961 qui l'a daté de la fin du XIVe siècle sur la base du costume porté par le personnage de son unique scène figurée. Mais, en 1990, la découverte d'un second manuscrit a rendu cette première analyse caduque : le « Petroneller Kräuterbuch », ainsi surnommé parce qu'il était conservé dans la bibliothèque du château des comtes de Abensberg-Traun à Petronell en Autriche, s'avère être le modèle de celui de Bâle et date du milieu du XVe siècle. Le codex a été vendu aux enchères chez Sotheby's en 1985 et se trouve désormais en mains privées. Il présente une spécificité importante pour l'histoire de la transmission du Tractatus de herbis : un lecteur anonyme de la fin du XVe siècle a inséré entre les pages des folios supplémentaires avec la traduction complète du texte en allemand, dans un dialecte du groupe austro-bavarois.

### Manuscrit latin 6823 et groupe d'Italie du Nord

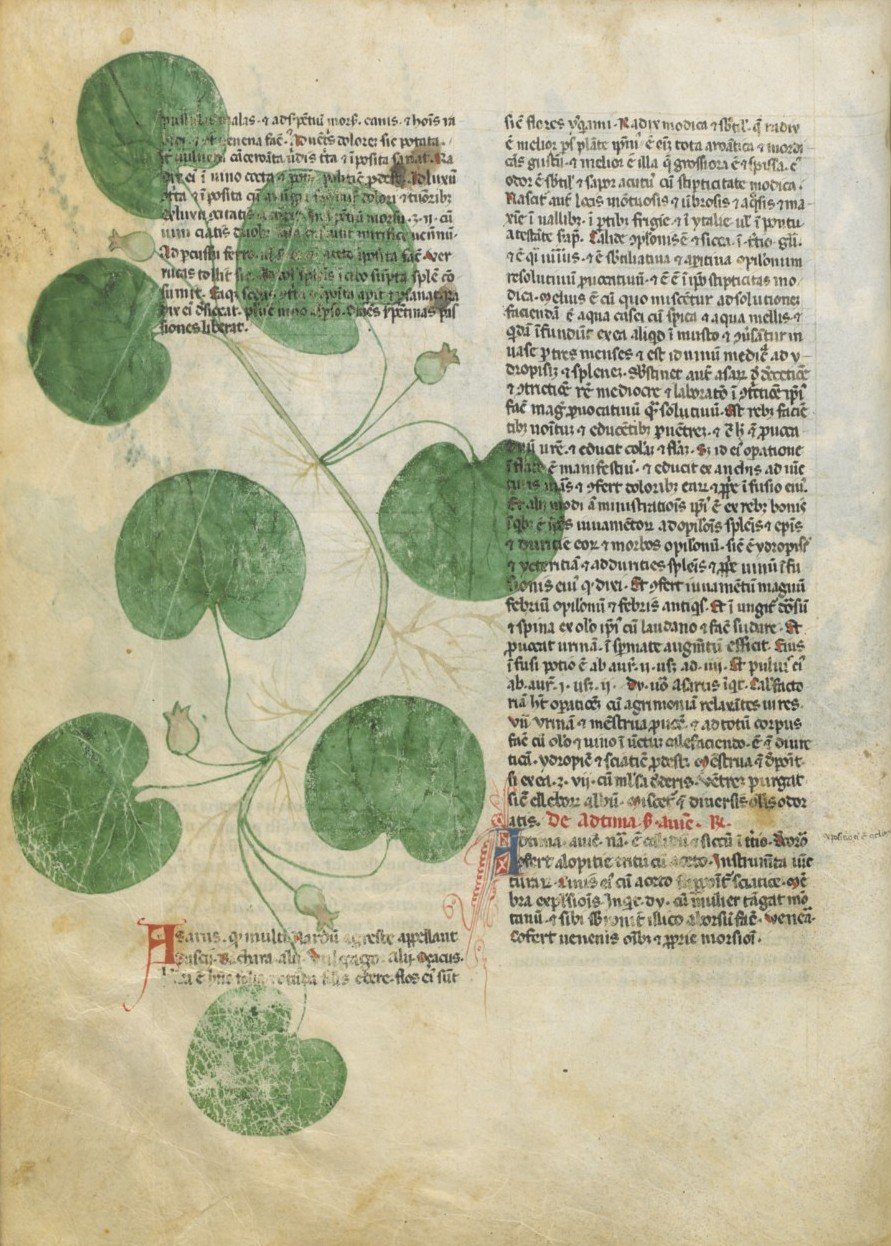
, : De asaro.

Le manuscrit latin 6823 de la Bibliothèque nationale de France à Paris contient une version du Tractatus de herbis, intitulée « Liber de herbis et plantis », qui est sensiblement différente de celle du ms. Egerton 747. Sa signature indique qu'elle a été écrite et illustrée par un dénommé Manfred de Monte Imperiale, un auteur inconnu dont l'origine fait l'objet de débats (voir infra). L'œuvre n'a pu être datée avec précision et aurait été rédigée entre la fin du XIIIe siècle et le début du XIVe siècle. La date terminus post quem de 1296 est cependant retenue en raison de la présence d'extraits de la Clavis sanationis de Simon de Gênes, apparue au plus tard cette année-là. L'origine géographique du ms. latin 6823 est aussi discutée que celle du ms. Egerton 747, bien que les illustrations des folios de préface puissent indiquer une réalisation napolitaine (voir infra). En dehors du manuscrit de Paris, la « version de Manfred » a été transmise par quatre autres codex datés du XVe siècle : les mss. Ross. 1067 et Chigi F. VIII. 188 de la Bibliothèque apostolique vaticane, le ms. L. VIII. 18 de la Biblioteca comunale degli Intronati de Sienne et le ms. Thott 191 2° de la Bibliothèque royale de Copenhague, lequel est incomplet et dépourvu d'illustrations.
La rédaction de Manfred est bien plus complète et sophistiquée que celle du Pseudo-Barthélémy Mini, et balaie un horizon culturel plus varié et plus profond. Le lien entre les deux œuvres n'a par ailleurs pas été élucidé et est débattu par les spécialistes. Ceux-ci s'accordent à tracer des parallèles entre le corpus illustratif des codex de Londres et de Paris, ce dernier représentant les espèces végétales de manière plus développée et perfectionnée. Le texte en revanche montre des différences importantes qui rendent peu probable l'hypothèse d'une relation directe entre les deux manuscrits. En effet, si Manfred avait vraiment eu le ms. Egerton 747 sur sa table de travail, il aurait alors consciemment et systématiquement remplacé le contenu de certains chapitres par des textes extraits d'autres sources (voir infra). Une autre explication est qu'il se serait servi d'une version du traité contenant des illustrations dérivées de celle du manuscrit londonien, mais un texte sensiblement différent. Une troisième hypothèse est que les deux versions descendent d'un archétype commun, qui aurait connu des développements distincts.
Quelle que soit la réponse à cette question, la version de Manfred constitue une étape essentielle de l'histoire de la transmission du Tractatus de herbis et des versions étendues et illustrées du Circa instans. S'étant vraisemblablement trouvée en Lombardie dès la deuxième moitié du XIVe siècle, elle a servi de base à certains des plus célèbres témoignages de l'œuvre, rassemblés par Baumann sous le nom de « groupe d'Italie du Nord ». Cette migration depuis le sud de la péninsule, si tant est que le ms. latin 6823 a bien été réalisé dans cette région, fait l'objet d'une hypothèse élaborée : le manuscrit aurait pu appartenir à Francesco da Carrara, seigneur de Padoue à partir de 1350. Cette acquisition est peut-être liée au transfert progressif du centre de connaissances et d'enseignement médicaux de Salerne vers le nord, à Bologne d'abord, puis à Padoue par les efforts de la maison de Carrare pour en développer l'université. Lors de la prise de la ville par Jean Galéas Visconti en 1388, des livres sont indiqués comme butin de guerre, et en 1426 le ms. latin 6823 est mentionné dans le catalogue de la bibliothèque des ducs de Milan. Quelques années plus tard, le fils de Francesco, Francesco II, se fait réaliser un superbe manuscrit connu sous le nom d'Herbier de Carrare, dont les images s'inspirent partiellement du traité de Manfred. Ne pouvant pas récupérer physiquement les livres de son père, Francesco II aurait peut-être tenté de remplacer la perte par la création d'un nouveau manuscrit enluminé.

#### Livres d'images padouans et lombards

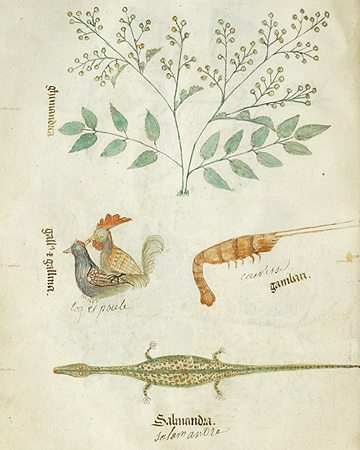
, : Une plante (De ghimandrea) et quelques animaux : coq et poule, écrevisse, salamandre.

Le plus ancien des manuscrits du groupe d'Italie du Nord semble être le ms. M. 873 de la Morgan Library and Museum de New York, qui est titré Compendium Salernitanum. Il a la particularité de ne comprendre que des illustrations, même si un volume séparé avec le texte a peut-être existé. Les 488 images, toutes de la même main, suivent l'ordre de celles de la version de Manfred. Les chapitres sans illustrations ne sont pas représentés, mais le manuscrit new-yorkais intègre, aux côtés des simples, les animaux du Liber medicinae ex animalibus (voir infra). L'analyse des costumes et de l'écriture a permis d'en situer l'origine en Italie du Nord, probablement en Vénétie, et de le dater du troisième quart du XIVe siècle. Comme le signale une note sur le folio 94, le codex a appartenu à Marcellin-Hercule Bompart, médecin de Louis XIII, dont la bibliothèque a ensuite été transmise à Antoine Vallot, archiatre de Louis XIV. De nombreux titres sont d'ailleurs traduits en français dans une écriture cursive du XVe ou du XVIe siècle.
Un deuxième manuscrit sans texte est conservé par la bibliothèque de l'École nationale des Beaux-Arts de Paris sous la cote Masson 116. Une note difficilement déchiffrable au bas du premier folio, ainsi que plusieurs indices iconographiques, relient le codex à la ville de Padoue. Les 580 illustrations, dont le niveau non homogène traduit la participation de plusieurs artistes, sont présentées dans un ordre désormais perturbé par une restauration maladroite de la reliure et qui ne correspond pas à la séquence originale. Contrairement au manuscrit de la Morgan Library, le ms. Masson 116 n'était initialement pas conçu pour ne contenir que des images : les folios montrent en effet la trace d'une discrète réglure à la plume, et les arbres sont placés au centre des pages afin de permettre l'insertion de deux colonnes de texte. Les détails des costumes et certaines scènes figurées présentent beaucoup de similitudes avec les illustrations d'un Guiron le Courtois et d'un Lancelot du Lac transmis par deux manuscrits parisiens, suggérant qu'ils pouvaient provenir d'un même atelier, et ont permis de dater le ms. Masson 116 des années 1370 ou 1380. Le travail de certains des illustrateurs du manuscrit correspond aussi étroitement aux canons stylistiques d'Altichiero da Zevio ou de Jacopo Avanzi, deux artistes qui œuvraient à Padoue entre 1376 et 1379.

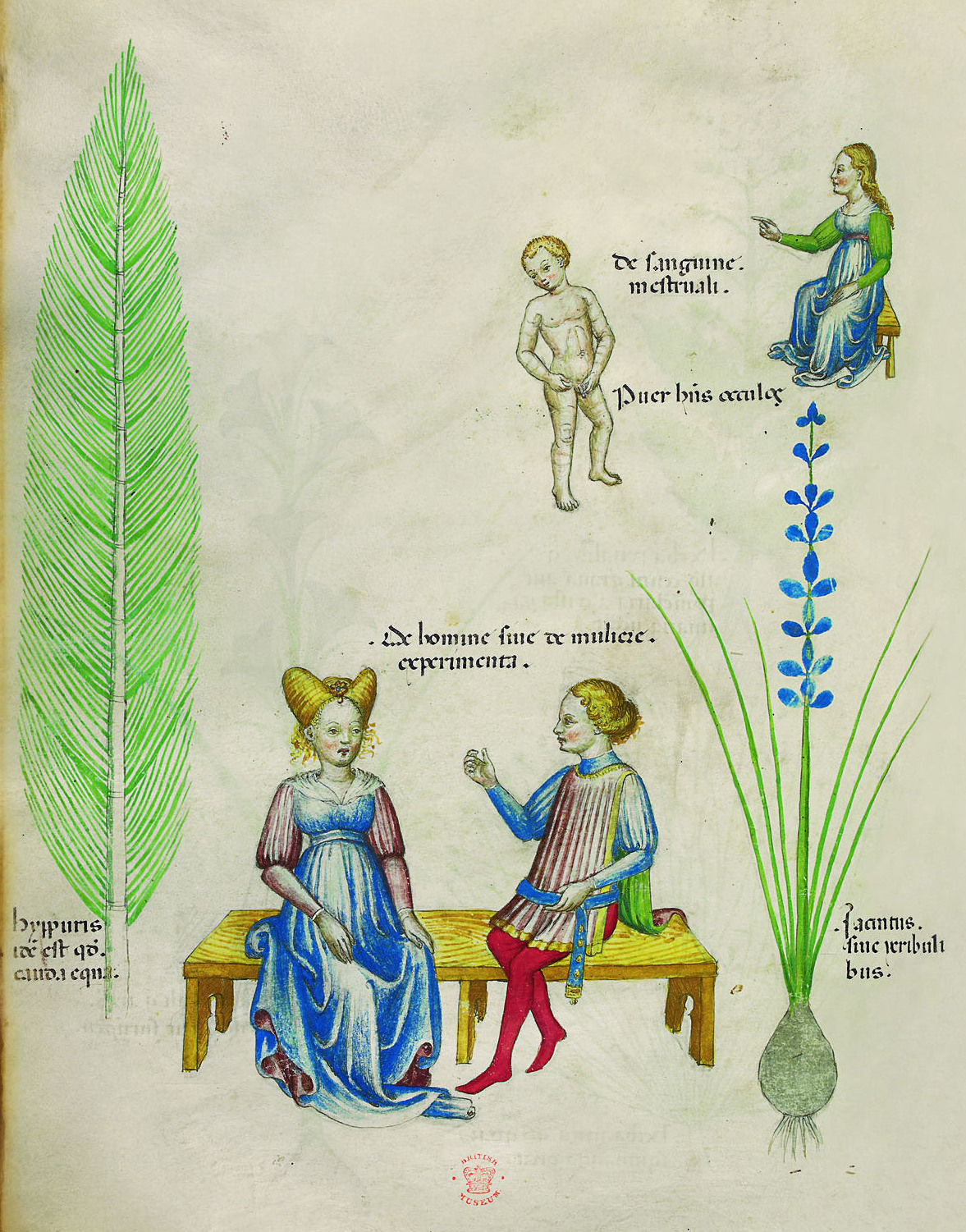
, : scène courtoise au milieu des simples médecines.

Bien qu'elle soit apparemment involontaire, l'absence de texte du ms. Masson 116 semble avoir servi une tendance remarquable des XVe et XVIe siècles à préférer les livres d'images aux traités scientifiques. Le manuscrit de l'École des Beaux-Arts, ou une copie de celui-ci, a ainsi servi de base à deux ouvrages conçus pour ne présenter que des illustrations. Le premier est le ms. Chigi F. VII. 158 de la Bibliothèque apostolique vaticane, daté de la fin du XIVe siècle ou du début du XVe siècle. Bien qu'il soit étiqueté « Dioscoride latin » et qu'il ait été étudié comme tel, le codex ne contient que des images appartenant à la tradition figurative du Tractatus de herbis. Le second est le manuscrit Sloane 4016 de la British Library, dont les illustrations sont des copies presque identiques de celles du ms. Masson 116, mais ajustées et regroupées pour remplir toute la surface des folios. Elles sont accompagnées de légendes indiquant le nom du simple et ses synonymes, et comportent des scènes qui indiquent une nette prédilection de leur commanditaire pour les aspects courtois et mondains, témoignant d'une réalisation à but principalement esthétique. Les détails des costumes et des coiffures ont été altérés par rapport à l'original et ont servi à dater le manuscrit aux années 1440, par comparaison avec les fresques attribuées aux Zavattari dans la chapelle de la reine Théodelinde de la cathédrale de Monza. Le lien avec cette famille de peintres lombards, ainsi que la présence d'emblèmes des Visconti, permettrait de situer l'origine du ms. Sloane 4016 à Pavie ou à Milan. D'autres auteurs ont cependant proposé une réalisation plutôt vénitienne autour de 1450.
Certaines illustrations du ms. Masson 116 apparaissent encore dans une tradition distincte du XVe siècle communément appelée « herbiers alchimiques », dont on dénombre une vingtaine de manuscrits originaires d'Italie. Les exemples les plus connus sont le ms. 106 de la bibliothèque de botanique de l'université de Florence et le ms. Aldini 211 de la Bibliothèque universitaire de Pavie, qui ont fait tous deux l'objet d'études détaillées. Ces codex se divisent en deux parties : une première présentant 98 plantes « alchimiques » illustrées et une seconde contenant une sélection d'images de la tradition du Tractatus de herbis intercalées de textes.

#### Historia plantarum: une somme pour Venceslas

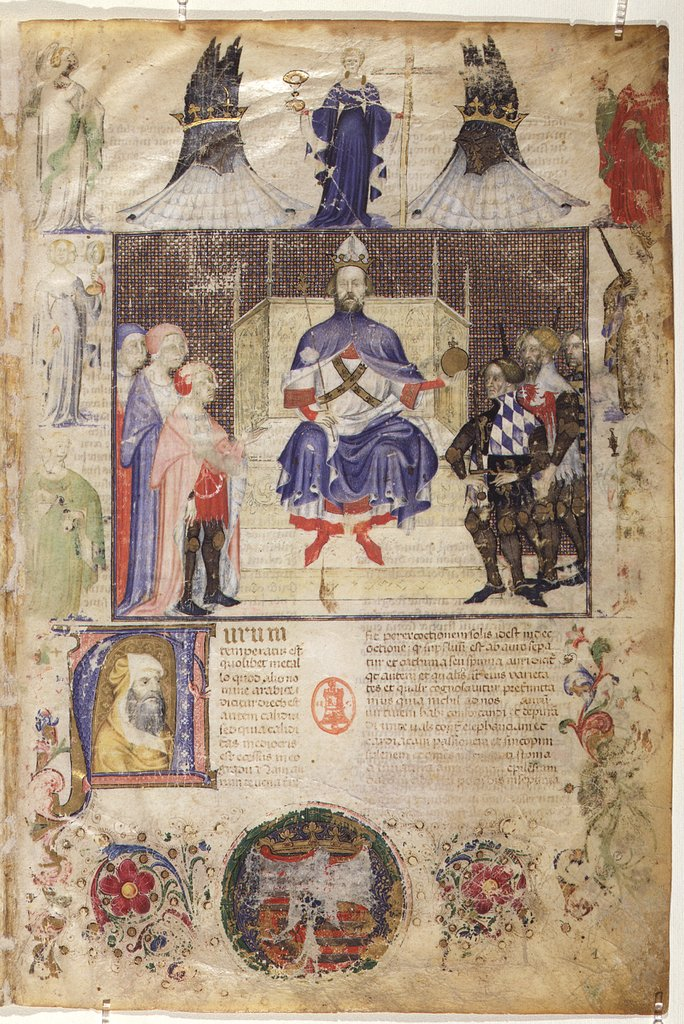
, : frontispice et chapitre dédié à l'or (De auro).

C'est à la cour des Visconti qu'a justement été réalisée la version la plus luxueuse des dérivés du traité de Manfred : le ms. 459 de la bibliothèque Casanatense de Rome, autrement connu sous le nom de Historia plantarum, est une édition grandiose de plus de 900 entrées qui incarne un sommet de l'illustration scientifique médiévale. Sa conception et la décoration de ses bordures correspondent au style employé par Giovannino et Salomone de' Grassi pour le Livre d'heures commandé par Jean Galéas Visconti. Il est probable que l'Historia plantarum ait été réalisé dans le même atelier, par les mêmes artistes et pour le même commanditaire. La représentation des espèces végétales s'inscrit dans la continuité de la tradition du Tractatus de herbis et ressemble beaucoup à celle du ms. Masson 116, ce qui pourrait faire penser à un archétype commun aux deux manuscrits. Celle des animaux et des scènes figurées s'en distingue en revanche nettement : elle correspond plutôt aux études effectuées dans l'atelier des de' Grassi et présente de nombreux points communs avec la production contemporaine des Tacuinum sanitatis illustrés dans la région lombarde.
Le manuscrit pourrait dater de la période 1394-1395, quand Jean Galéas tentait de persuader le roi des Romains de l'investir du duché de Milan en échange de son soutien financier. Venceslas de Luxembourg, à qui l'ouvrage a été offert, est en effet représenté sur le frontispice entouré de ses électeurs et des sept vertus. Ces dernières pourraient d'ailleurs constituer une allusion au titre de comte de Vertus conféré à Jean Galéas après son mariage avec Isabelle de France. Le manuscrit a ensuite rejoint par héritage la célèbre bibliothèque du roi Matthias Corvin, en Hongrie ; ce dernier a fait placer ses armoiries par-dessus celles de la maison de Luxembourg sur ce même frontispice.
Une copie de l'Historia plantarum a été produite au XVe siècle durant ce séjour en Hongrie. Transmise par le ms. Cim. 79 (anciennement ms. 604 2°) de la Bibliothèque universitaire de Munich, et connue sous le titre de Lexicon plantarum, elle s'est essentiellement limitée aux simples d'origine végétale. Rédigé dans une écriture bâtarde latine, le manuscrit était probablement destiné à l'origine à un hôpital.

### Livres des simples médecines et ouvrages imprimés

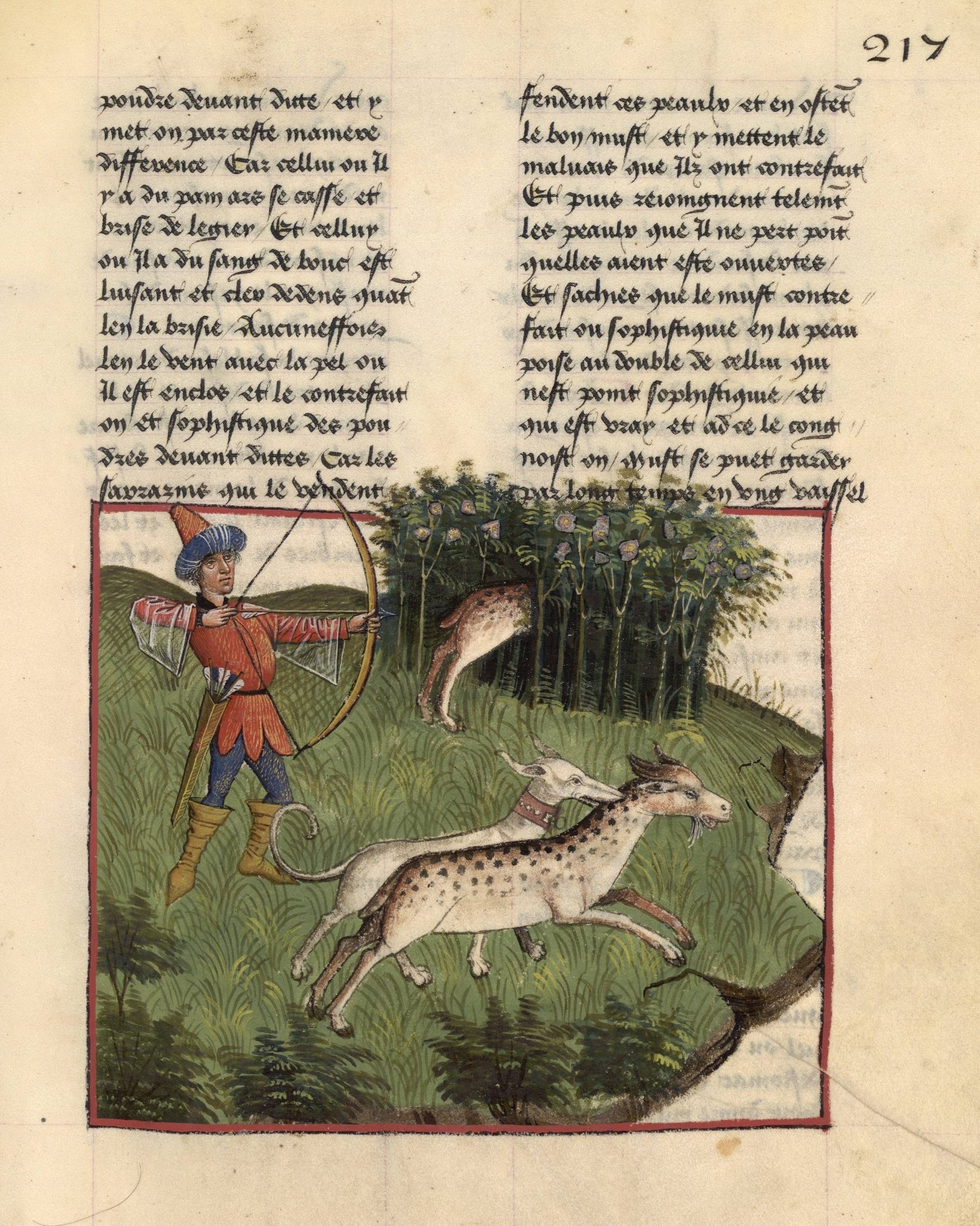
Chasse au porte-musc dans le de la Bibliothèque nationale de France,.

Le Tractatus de herbis a fait l'objet d'une traduction en français, communément appelée Livre des simples médecines, à la fin du XIVe siècle ou au début du XVe siècle. Cette période correspond en France au passage du latin à la langue vulgaire de nombreuses œuvres scientifiques et philosophiques. La version vernaculaire a été transmise par au moins 28 manuscrits, alternativement titrés Livre des secrets de Salerne ou Arboriste. Les plus anciens datent du deuxième quart du XVe siècle et la majorité de la seconde moitié de ce siècle. Le Livre des simples médecines est clairement dérivé de la version du Pseudo-Barthélémy Mini : il contient les mêmes chapitres, présentés selon la même séquence, et respecte strictement l'ordre alphabétique, même lorsque le passage au français en aurait exigé autrement. Il montre cependant certains traits spécifiques qui pourraient faire penser que la traduction originale a été réalisée non pas à partir du ms. Egerton 747, mais d'un autre codex contenant une version dérivée, plus proche de celle du ms. alfa.l.09.28 de Modène. Enfin, si le stemma codicum du Livre des simples médecines tend à indiquer un archétype unique, la traduction originelle s'est développée avec le temps et a évolué en plusieurs sous-rédactions, au gré de ce que ses copistes se sentaient autorisés à ajouter ou à retrancher. Certaines contiennent ainsi des extraits de l'œuvre du médecin italien Gentile da Foligno et du Tacuinum sanitatis, deux sources absentes des versions antérieures du traité .

#### Grands herbiers

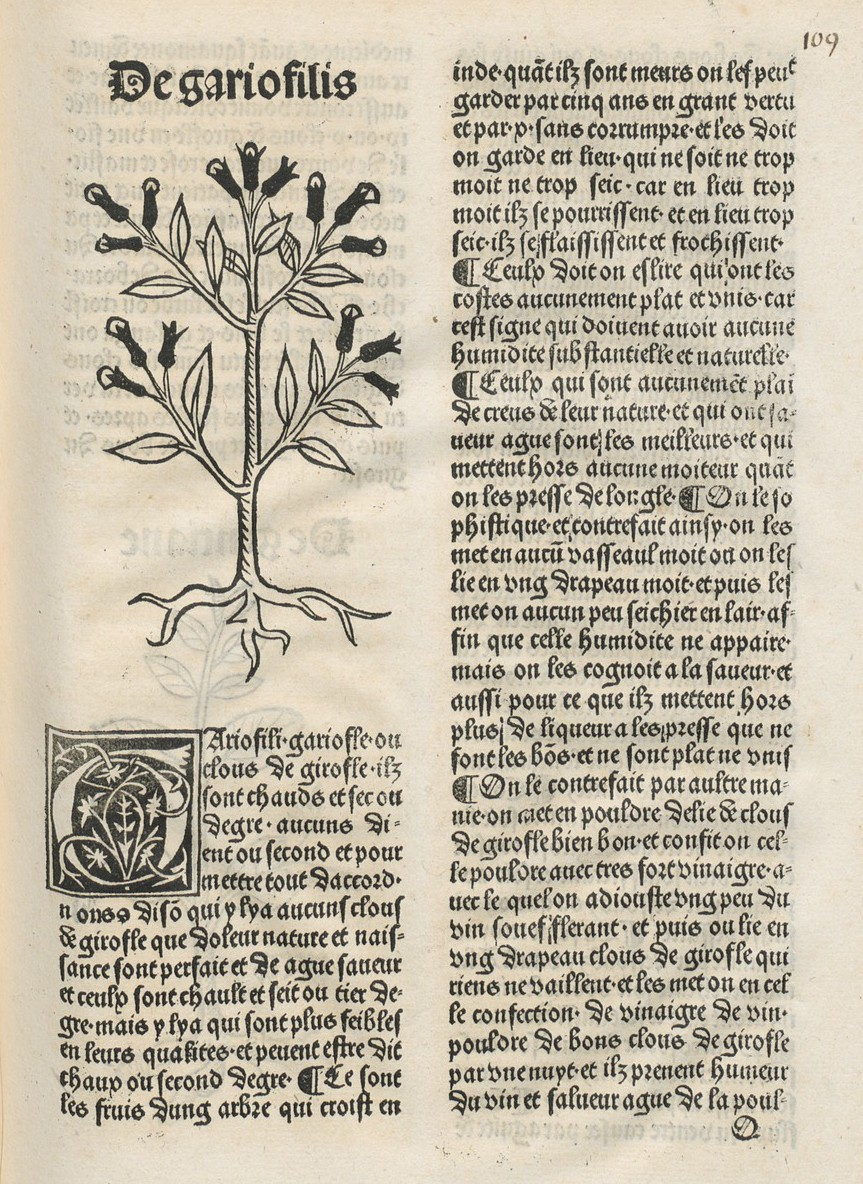
Arbolayre (1486), 109 : chapitre De gariofilis.

C'est précisément l'une de ces rédactions qui a servi à produire le premier herbier imprimé en langue française : publié à Besançon en 1486 ou 1487-1488, il a reçu le titre d'Arbolayre contenant la qualitey et virtus, proprietey des herbes, arbres, gommes et semences, extrait de pluseurs tratiers de medicine, comment d'Avicenne, de Rasis, de Constantin, de Ysaac et Plateaire, selon le commun usaige bien correct. L'ouvrage est un grand in-folio en écriture gothique sur deux colonnes, qui a fait l'objet d'au moins deux rééditions parisiennes en 1498 et en 1520, sous le nom cette fois de Grant Herbier en françoys. Les bois gravés de ces ouvrages ne suivent plus la tradition iconographique du Tractatus de herbis mais semblent plutôt empruntés au Gart der Gesundheit, le premier herbier imprimé en allemand publié à Mayence en 1485. Le texte de l'Arbolayre présente quelques points remarquables qui le différencient de toutes les versions dérivées du Tractatus de herbis et du Livre des simples médecines, telle la présence de chapitres absents ailleurs. Comme il semble peu probable que l'éditeur ait pris lui-même l'initiative de faire de tels ajouts à une œuvre existante, cela signifie que le manuscrit à la source de ces impressions doit encore être déterminé.
Le Grant Herbier a été à son tour traduit en anglais sous le titre de The Grete Herball et publié plusieurs fois entre 1526 et 1561. L'ouvrage est dédié à « la connaissance et à la compréhension parfaites de toutes les sortes d'herbes et de leurs vertus gracieuses » et incorpore un certain nombre de nouveautés : un registre des chapitres en latin et en anglais, un schéma anatomique indiquant le nom des différents os humains, une section consacrée à 25 traitements présentés comme « innovants » ou un traité sur l'urine attribué à Avicenne.

## Texte

### Matière traitée

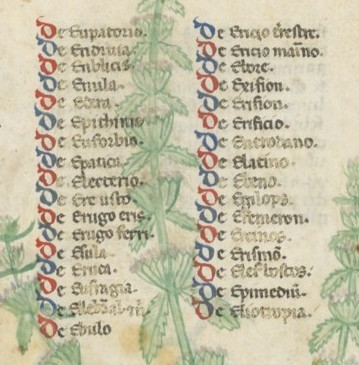
Sommaire de l'initiale E dans le de Paris.

Le Tractatus de herbis consiste en une compilation alphabétique de plus de 500 simples, chaque chapitre étant consacré à la description d'un produit différent. L'énumération débute après un court prologue issu du Circa instans, qui explique qu'une simple médecine est une substance utilisée telle qu'elle est trouvée dans la nature, sans ajouts ou modifications. Chaque initiale commence par un sommaire, qui ne correspond pas toujours exactement aux produits réellement traités. À l'intérieur d'une même section alphabétique, les chapitres suivent une séquence qui ne respecte pas l'ordre alphabétique, mais semble dictée par les sources utilisées pour la compilation. Le traité est majoritairement constitué de plantes et de substances d'origine végétale, mais présente également plusieurs simples animaux (comme l'ambre gris, le castoréum ou le musc) et minéraux (comme le mercure, l'orpiment ou la magnétite). Il contient également certains produits transformés, tels l'amidon, le beurre, le vinaigre, ou… la momie.
L'organisation interne des chapitres varie en fonction des sources utilisées. Ceux issus du Circa instans partagent cependant tous une structure similaire : ils débutent par la mention des qualités du simple (chaud ou froid, sec ou humide) et de leur degré d'intensité, puis donnent des informations de type lexicographique, comme les synonymes et parfois l'étymologie du nom, et indiquent enfin les qualités secondaires de la substance (par exemple une action astringente) ainsi que l'humeur qu'elle sert à réguler (sang, phlegme, bile, atrabile). Après cette introduction qui constitue en quelque sorte la « carte d'identité » du produit, le texte en mentionne les différentes propriétés thérapeutiques. Celles-ci sont regroupées par parties du corps et suivent souvent une séquence a capite ad calcem (« de la tête au talon »).

### Auteurs
Le colophon du ms. Egerton 747, intégralement recopié dans le manuscrit de Modène, cite Diascorides (Dioscoride), Platone (Appuleius Platonicus), Galienus (Galien) et Macronem (Macer Floridus) comme auteurs du traité, et mentionne le nom de « Bartholomeus Mini de Senis » comme compilateur et comme scribe :
« Explicit tractatus h[e]rbar[um] Diascorides &
Platone adq[ue] Galienus et Macrone[m] tra[n]s
latate manu et i[n]tellectu bartholomei mini
d[e] senis i[n] arte speciare se[m]p[er] i[n]fusus d[e]o gra[tia]s am[en].

Q[u]i scripsit scribat se[m]p[er] cu[m] d[omi]no vivat.
Vivat i[n] celis bartho[lo]m[eu]s i[n] no[m]i[n]e felix. »

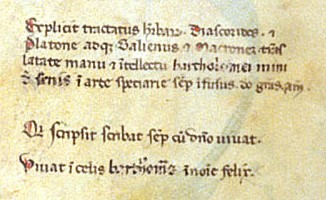
,.

« Barthélémy Mini de Sienne », dont on ne connaît aucune autre œuvre, a été identifié comme un apothicaire, « versé dans l'art des épices ». Jules Camus a suggeré qu'il était apparenté à Andrea Mino da Siena, un poète toscan du XIVe siècle de la famille Piccolomini. Le nom Bartholomeus Mini a également été retrouvé avec ses armoiries sur le plafond d'un salon du Museo dell'Opera Metropolitana del Duomo de Sienne et daté au plus tôt de 1347. Un dénommé Bartalomeo d'Antonio di Mino, résident du Terzo di Camollìa, est encore cité plusieurs fois entre 1453 et 1474 sur les listes de la guilde des apothicaires de Sienne, mais cette connexion tardive est peu vraisemblable.
Otto Pächt fait cependant remarquer que les deux mentions du nom dans le colophon sont des ajouts plus tardifs, rédigés dans une écriture similaire mais différente et avec une encre plus foncée. Il est aussi peu probable que le compilateur et le scribe du texte soient la même personne et que celle-ci ait signé deux fois. L'abréviation « barthoms » sert à remplir un espace de neuf caractères dans une formule (« Qui scripsit… ») par ailleurs très courante chez les scribes médiévaux. La raison de cette probable usurpation reste inconnue, mais il est possible que Barthélémy Mini de Sienne ait effectué plusieurs corrections et ajouts au texte original et qu'il ait considéré ces modifications comme une justification suffisante pour substituer son nom à ceux du compilateur et du scribe.

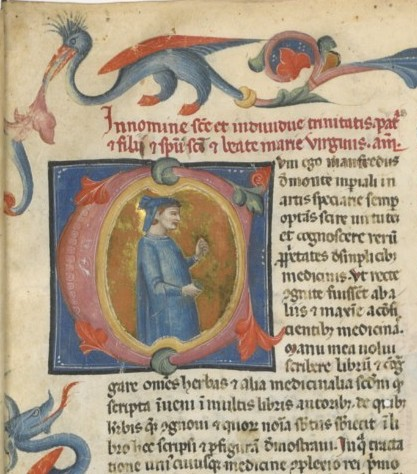
Incipit du,.

L'attribution du Tractatus de herbis du ms. latin 6823 de Paris à Manfred de Monte Imperiale est en revanche incontestable. L'incipit du traité contient en effet sa signature originale : « Cum ego, Manfredus de Monte Imperiali, in artis speciarie semper optans scire virtutes […] in libro hoc scripsi et per figuram demonstravi. » Le nom n'apparaît cependant dans aucune autre source, et rien n'est connu de l'auteur en dehors de ce qu'il dit lui-même dans ce passage, c'est-à-dire qu'il est un érudit en médecine ayant une connaissance approfondie de la littérature existante sur les simples médecines et une expérience de première main avec les plantes et leurs propriétés médicinales. Le toponyme « Monte Imperiale » a été rapproché de Kaysersberg en Alsace, de Poggibonsi (anciennement Poggio Imperiale) près de Sienne, ou encore de Castel del Monte dans les Pouilles, un château construit par l'empereur Fédéric II.
Pour François Avril, Manfred et Barthélémy appartenaient « à un milieu encore mal connu d'herboristes de la région siennoise », alors que pour Minta Collins, les deux auteurs travaillaient dans le Sud. Manfred aurait ainsi commandé l'enluminure du frontispice et de l'incipit de son œuvre à des artistes napolitains (voir infra), après avoir l'avoir compilée pendant son séjour à Salerne. L'explicit indiquerait d'ailleurs l'attachement de l'auteur aux enseignements de la célèbre école de médecine :
« Ne vero presentis operis prolixitas in immensum infundatur, haec leto fine illud concludimus. Actenus Arcanum Salerne diximus urbis littera et in lassa pollice sistat opus. »
« Afin d'éviter que la prolixité de cet ouvrage ne devienne trop longue, nous le clôturons avec plaisir. Jusqu'à présent, nous avons parlé des secrets de Salerne et l'ouvrage s'achève sur une écriture lasse et un pouce [fatigué]. »
La mention aux « secrets de Salerne » est présente sous une forme raccourcie en français dans les Livre des simples médecines et a souvent été utilisée comme titre alternatif de l'œuvre. Elle est cependant déjà présente dans le ms. Egerton 747, ainsi que dans plusieurs versions du Circa instans pourtant rédigées loin de Salerne.

### Sources
Les chapitres du Tractatus de herbis du Pseudo-Barthélémy Mini offrent une compilation pharmacologique caractéristique du champ de connaissances d'un expert en médecine et en thérapeutique du milieu du XIIIe siècle. Leur auteur n'était probablement pas un intellectuel formé dans une Université, car le recueil ne montre aucune influence des sources académiques typiques de l'époque, comme le Canon d'Avicenne. Il est en effet plutôt représentatif d'une médecine « populaire », basée sur les sources circulant dans le milieu culturel salernitain et sur les textes typiques de l'Antiquité tardive et du haut Moyen Âge. La méthodologie de la compilation est relativement simple à restituer : chaque section alphabétique débute par les chapitres du Circa instans, présentés selon la même séquence que dans l'œuvre originale. Ils sont suivis de chapitres additionnels construits à partir des autres sources, qui sont souvent regroupés en fonction de leur provenance. La structure interne des chapitres suit trois typologies distinctes :
1. La reproduction parfaite, sans modifications ou ajouts, à partir d'une source unique ;
2. L'interpolation du contenu d'une source à l'intérieur des données issues d'une autre source ;
3. Les « chapitres mixtes », dans lesquels plusieurs sources sont mises à profit pour décrire les différentes propriétés de la substance.

#### Héritage salernitain: leCirca instans

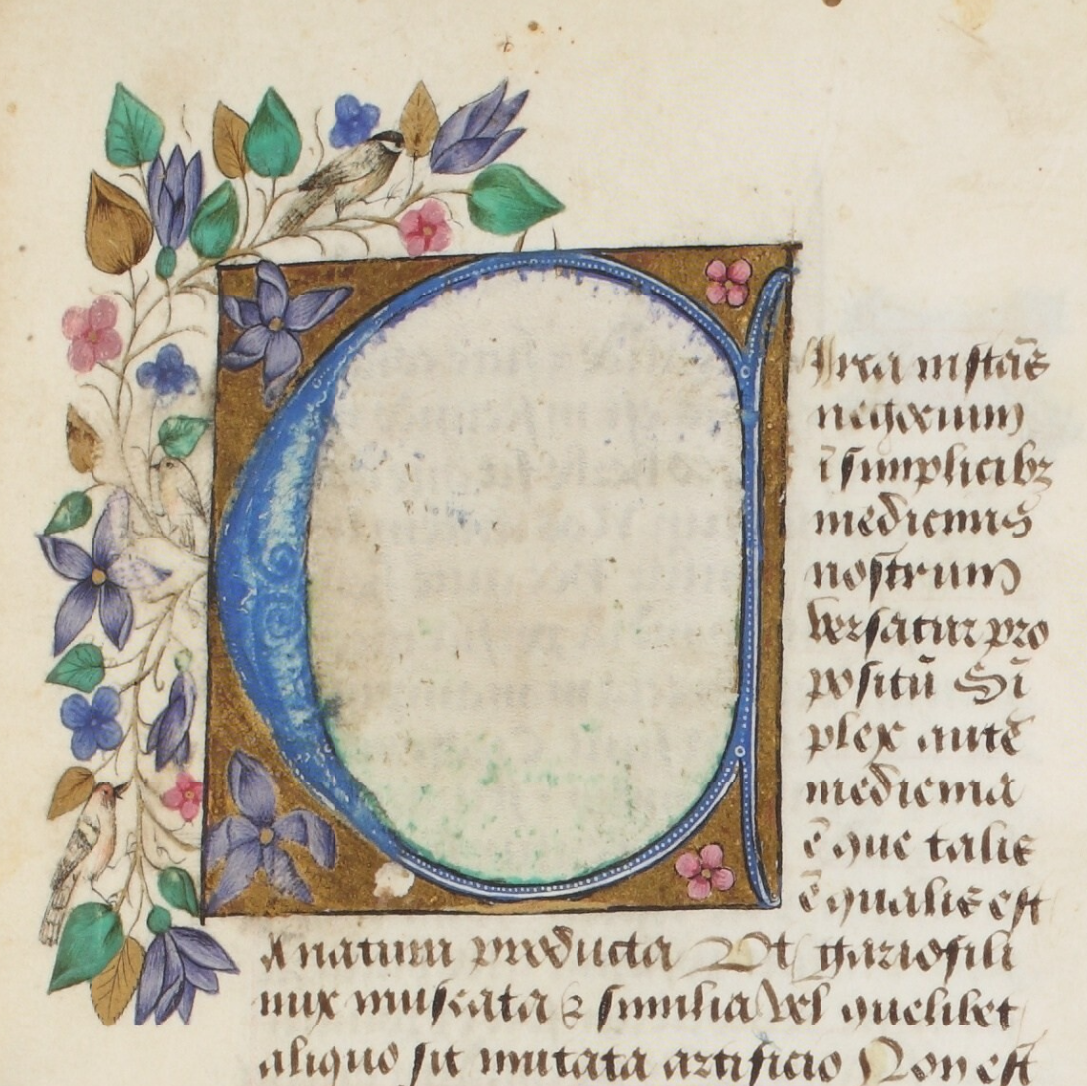
Incipit du Tractatus de herbis, copié du Circa instans, dans le,.

Bien que Platearius ne soit pas cité dans le colophon du traité, le Circa instans est la source principale du texte. Compilée au milieu du XIIe siècle par un membre de l'école de médecine de Salerne, l'œuvre est l'un des principaux textes de pharmacologie médiévale, qui a été diffusé dans toute l'Europe, et dont on a conservé près de 200 manuscrits. Son titre est issu du prologue qui commence par la phrase « Circa instans negotium in simplicibus medicinis ». L'attribution traditionnelle à Matthieu Platearius, personnage semi-légendaire, est désormais réfutée par la majorité des chercheurs. La question des sources du Circa instans est rendue particulièrement difficile par l'absence presque totale de renvois ou de mentions des auteurs consultés. Le traité se base néanmoins de façon certaine sur la pharmacopée de Constantin l'Africain, issue de ses traductions en latin des textes médicaux arabes. Le prologue et la totalité des chapitres du Circa instans sont inclus dans le Tractatus de herbis, ce qui le différencie des autres sources du traité qui n'apparaissent que sous forme d'extraits. Il dicte par ailleurs la structure générale de la compilation et lui transfère l'essentiel de la tradition thérapeutique salernitaine. Les autres textes typiques de la pharmacopée de l'école brillent d'ailleurs par leur absence : une poignée à peine de chapitres peuvent être rapprochés des antidotaires du Liber iste et de l'Antidotarium Nicolai, ou du glossaire de l'Alphita, mais il ne s'agit que de vagues réminiscences qui pourraient très bien provenir de gloses issues d'autres sources.
Parmi les nombreuses rédactions du Circa instans, celle contenue dans le ms. 674 de la bibliothèque universitaire d'Erlangen, qui compte 252 entrées, est celle qui présente le plus de similitudes avec le texte du Pseudo-Barthélémy Mini. L'élaboration de ce dernier est probablement plus tardive, comme en témoigne l'intégration sous l'initiale S de plusieurs chapitres additionnels placés à la fin du traité dans le codex d'Erlangen. Le manuscrit n'est pas daté avec précision, mais il est postérieur à d'autres versions du texte de Platearius réalisées dans la première moitié du XIIIe siècle, ce qui fournit un terminus post quem à la compilation du Tractatus. Les points communs et les divergences entre les manuscrits d'Erlangen et de Londres permettent de suggérer l'existence d'une rédaction intermédiaire entre les deux œuvres. Plusieurs chapitres sont ainsi tirés du Liber de gradibus de Constantin l'Africain et il est possible que le compilateur anonyme du Tractatus, plutôt que de les avoir extraits de sa propre initiative, les ait simplement copiés d'une version amplifiée du Circa instans aujourd'hui disparue.

#### Tradition alto-médiévale: le Pseudo-Apulée

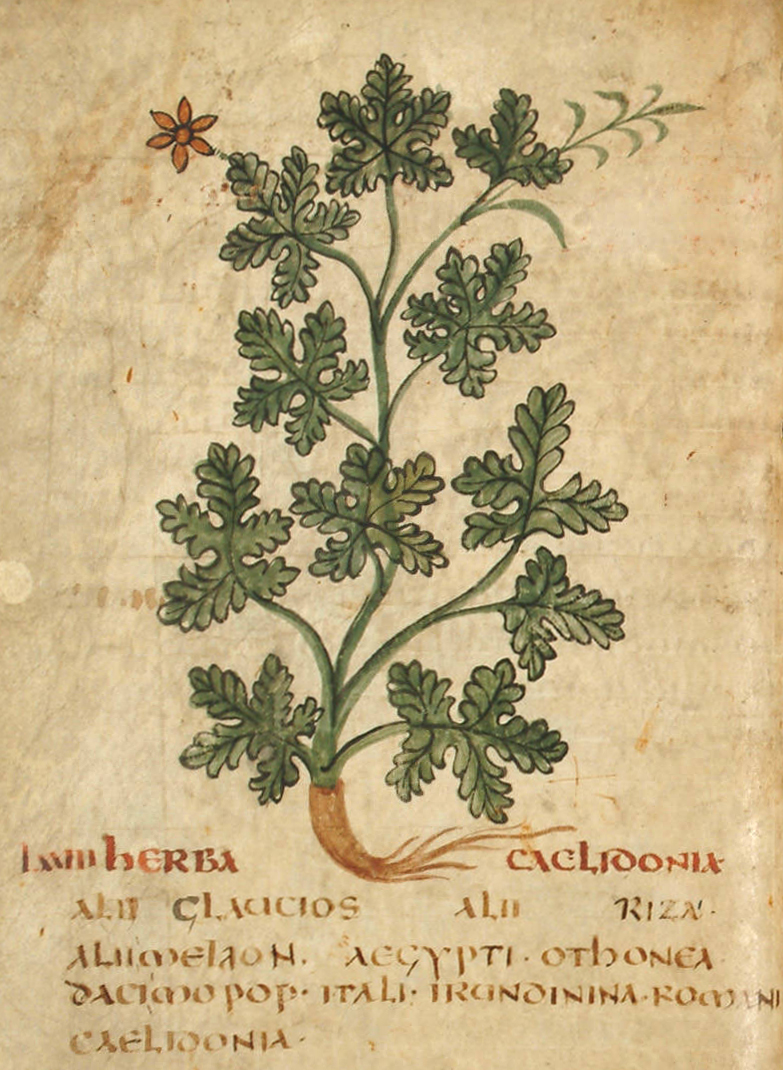
L'Herba celidonia (grande chélidoine) dans une version du VIe siècle de l'herbier du Pseudo-Apulée.

La seconde source principale du Tractatus est l'Herbarius dit du « Pseudo-Apulée », un herbier compilé en latin au IVe siècle et artificiellement attribué à Apulée de Madaure. Basé sur des sources grecques et latines, en particulier Pline l'Ancien et la Médecine de Pline, l'Herbarius comprend 131 chapitres illustrés, consacrés chacun à une plante distincte. Il existe sous deux rédactions différentes et a été préservé dans de très nombreux manuscrits, souvent accompagné d'autres textes courts de l'Antiquité tardive, comme l'anonyme Liber de taxone, le Liber medicinae ex animalibus de Sextus Placitus, l'Ex herbis femininis du Pseudo-Dioscoride ou le Liber de herba vettonica, abusivement attribué à Antonius Musa pour en augmenter l'autorité. Ce dernier est entièrement consacré aux propriétés thérapeutiques de la Bétoine et sert partiellement de source au chapitre « De bectonica » du Tractatus dédié à cette plante. Ces recueils ont connu une immense popularité entre le VIe et le Xe siècle en raison de leur concision, de leur structure simple et accessible, et de leur forme facilement compréhensible et dépourvue de termes techniques excessifs. La diffusion ultérieure de l'Herbarius est moins documentée : il est probable qu'au XIIIe siècle, le traité ne faisait plus partie des textes de référence, mais plutôt du bagage de sources qui dominait la médecine populaire.
Dans le Tractatus de herbis, 49 chapitres sont directement copiés de l'œuvre du Pseudo-Apulée, et dans 32 cas supplémentaires, des extraits servent à interpoler le contenu du Circa instans. L'herbier alto-médiéval n'est cependant pas représenté de manière homogène : ses trente derniers chapitres sont quasiment absents de la compilation, ce qui pourrait faire penser que l'exemplaire utilisé n'était pas complet. Il est aussi intéressant de noter que dans le cas des extrapolations, seule la liste des synonymes de la substance est insérée. Cette démarche lexicographique est étrange, car la plupart de ces noms n'étaient plus en usage à l'époque de la compilation du Tractatus, et s'explique peut-être par la fascination qu'ils exerçaient encore dans la culture populaire. En insérant ces synonymes, l'auteur aurait donc choisi de fournir des éléments accessoires sans utilité pratique, présentés comme des raretés précieuses et exotiques.

#### Compléments diététiques: Isaac Israeli

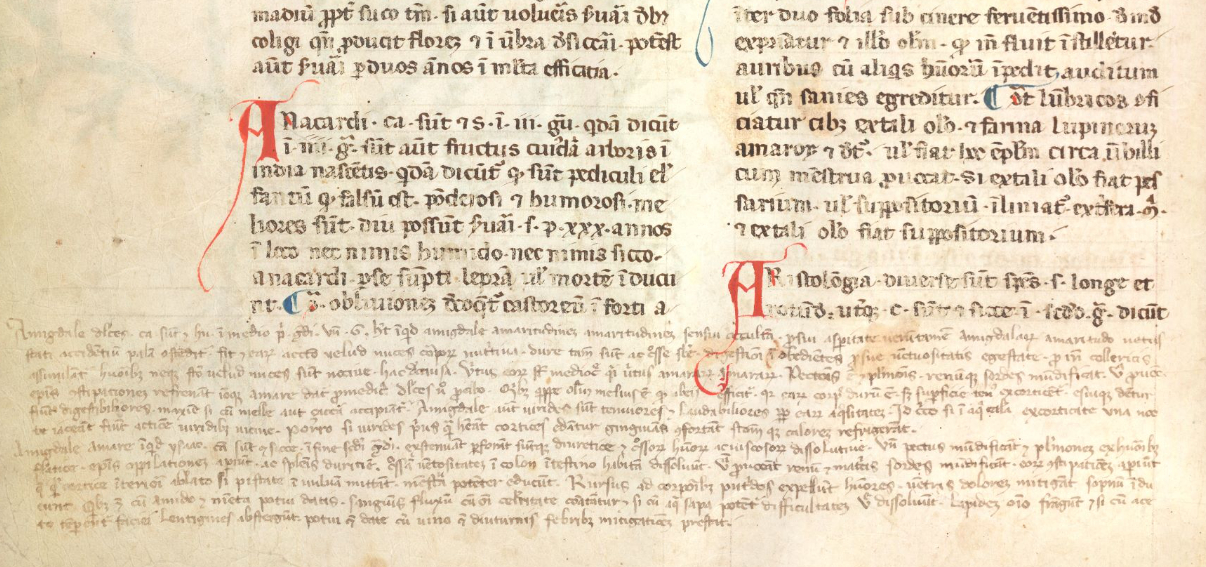
Le chapitre sur l'amande douce, extrait d'Isaac Israeli, est intégré dans la marge inférieure du du.

La dernière source d'importance du Tractatus de herbis n'a pas de liens avec la médecine et la pharmacologie : il s'agit du De diaetis particularibus, un traité de nutrition et de diététique d'inspiration galénique. Rédigé à Kairouan au Xe siècle par le médecin et philosophe juif Isaac Israeli, l'ouvrage est traduit en latin par Constantin l'Africain et fait partie du corpus typique de textes médicaux de l'école de Salerne. Si le Tractatus de herbis n'est pas la première version amplifiée du Circa instans à inclure des extraits de l'œuvre d'Isaac, la modalité de ces extrapolations y est très spécifique : elles sont pour la plupart rédigées dans une écriture plus petite insérée dans les espaces vides des colonnes ou dans les marges. Bien qu'ils soient de la même main que le texte principal, ces extraits sont incontestablement des ajouts ultérieurs. Ils enrichissent parfois simplement les informations sur une substance issues d'une autre source, mais ils forment aussi dans certains cas des entrées séparées, absentes des sommaires alphabétiques. Au total, le De diaetis particularibus représente la source de 60 chapitres disséminés dans tout le traité. Leur forme particulière pourrait constituer la preuve que le manuscrit de Londres n'est pas une copie mais un arrangement original. Les versions ultérieures du Tractatus de herbis intègrent les chapitres diététiques dans le corps du texte et les citent dans les sommaires ouvrant chaque section alphabétique, ce qui pourrait indiquer qu'elles sont directement dérivées du ms. Egerton 747.

#### Autres sources

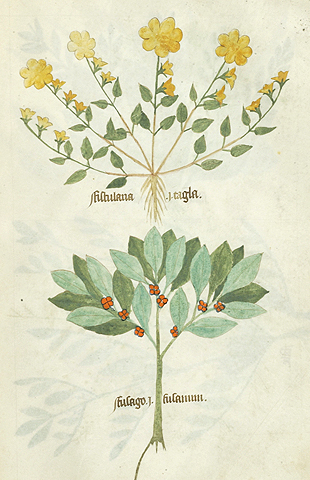
L'hélianthème et le fusain dans le de New York,. Aucune source antérieure au Tractatus ne mentionne ces plantes.

En comparaison de l'utilisation massive du Circa instans et de l'Herbarius, et de la place particulière du De diaetis, le rôle des autres sources est plutôt limité. Trois chapitres seulement sont tirés du De viribus herbarum de Macer Floridus, un poème botanique composé en France à la fin du XIe siècle. Il est cependant utilisé à de nombreuses reprises, non pas comme texte de référence, mais pour introduire des informations particulières dans le texte d'une autre source. Macer Floridus est aussi l'unique source du Tractatus qui soit systématiquement citée comme telle : les passages copiés du De viribus herbarum sont ainsi introduits par des phrases telles que « Et etiam dicit Macro, quod multas habet virtutes, […] » (« Et Macer, qui a de nombreuses vertus, dit encore […] »).
Le compilateur anonyme du Tractatus fait encore allusion à l'autorité de Dioscoride, et il est évident que de nombreux passages du texte sont extraits du De materia medica. La question de la version utilisée, parmi les nombreuses formes, directes et indirectes, sous lesquelles circulait le texte antique au XIIIe siècle, n'est pas résolue. Plusieurs chapitres présentent néanmoins des similitudes avec le texte des Dioscoride alphabétiques latins du XIe siècle, qui est le réarrangement par ordre alphabétique de la traduction latine du VIe siècle, enrichie de plusieurs additions.
Enfin, sur les plus de 500 chapitres du traité, une centaine n'ont pas de sources identifiées. Ils sont pour la plupart regroupés à la fin de chaque section alphabétique, ce qui pourrait montrer une volonté de la part du compilateur de les séparer des autres chapitres. Certains pourraient avoir été extraits d'appendices aux autres textes, dont on a perdu la trace. Le chapitre « De hecino » présente ainsi des similitudes avec un texte contenu en annexe d'un codex florentin comprenant en outre un Pseudo-Apulée et un Pseudo-Dioscoride. Mais de nombreux autres chapitres ont une forme tout à fait particulière qui amène une autre explication : ils sont rédigés dans un style moins rigide et dans une langue montrant d'importantes influences romanes ; ils contiennent également une description de la plante qui correspond toujours parfaitement à celle de l'illustration. L'hypothèse a donc été émise qu'ils proviennent non pas de sources écrites, mais de la tradition orale. Si elle se vérifie, la physionomie du Tractatus de herbis mériterait d'être redéfinie non plus comme une compilation savante, mais comme un vade-mecum mélangeant les données des manuels médicaux avec la pratique pharmaco-botanique.

#### Amplifications ultérieures

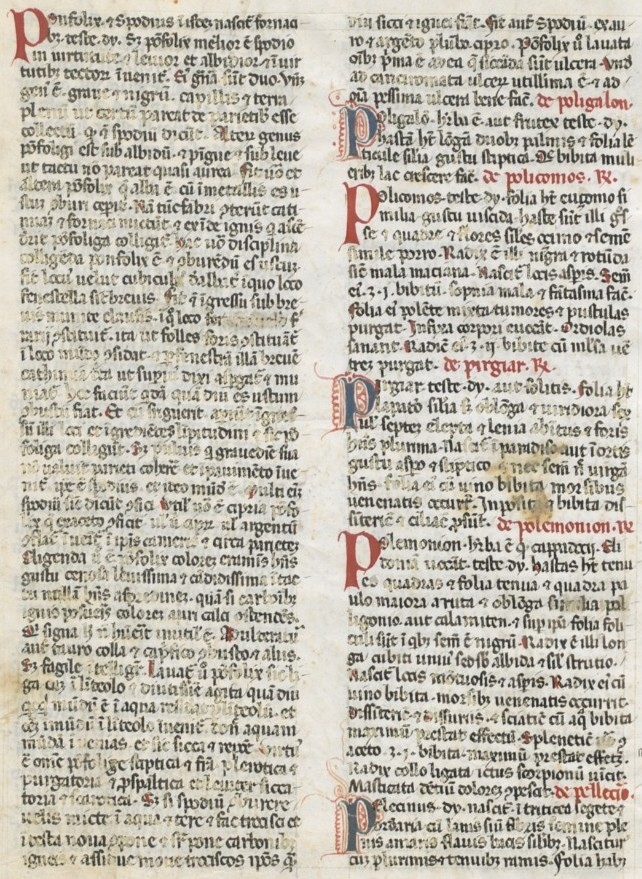
, : série typique de chapitres sans illustrations à la fin de l'initiale P.

Le texte original du Tractatus de herbis, celui du ms. Egerton 747 ou une version antérieure disparue, a fait l'objet de deux amplifications successives qui forment des rédactions distinctes incluant d'autres sources. Celle de Manfred de Monte Imperiale fait ainsi une utilisation plus vaste et plus fouillée de la littérature pharmaco-botanique disponible à la fin du XIIIe siècle : son auteur inclut en effet la science médicale arabe, représentée par le Canon d'Avicenne et le Liber aggregatus in medicinis simplicibus du Pseudo-Sérapion (de). Il fait également usage de la Clavis sanationis de Simon de Gênes, un dictionnaire de terminologie médicale latine, grecque et arabe. Manfred se réapproprie enfin la matière médicale de Dioscoride, et utilise pour cela une version qui ne correspond pas complètement aux Dioscoride alphabétiques latins. Les extraits attribuables au médecin d'Anazarbe sont ainsi beaucoup plus nombreux et développés que dans la version du ms. Egerton 747, et sont systématiquement substitués à ceux du Pseudo-Apulée. Les chapitres basés sur le De diaetis d'Isaac Israeli sont parfaitement insérés dans le corps du texte et souvent accompagnés d'une illustration qui faisait défaut dans le manuscrit de Londres. La gestion des images n'est d'ailleurs pas homogène : la plupart des sections alphabétiques s'ouvrent avec les entrées déjà présentes dans la version du Pseudo-Barthélémy Mini et sont accompagnées d'illustrations qui en sont clairement inspirées. À ce noyau central s'ajoute une série d'images uniques à la version de Manfred et dont le modèle n'a pas été déterminé. Les sections s'achèvent enfin avec des chapitres non illustrés dédiés aux substances minérales et animales, ou à des plantes peu connues citées par Dioscoride ou Avicenne. L'érudition supérieure de Manfred est finalement perceptible dans le traitement de plusieurs entrées originellement basées sur la tradition orale : l'auteur conserve le nom courant de la substance, mais remplace le contenu du chapitre par des sources écrites, principalement issues de l'œuvre de Dioscoride. Il procède ainsi, selon une méthode qu'on pourrait qualifier de « pré-scientifique », à l'identification de certaines espèces végétales mentionnées dans les sources antiques, et offre à leur autorité une sorte « d'actualisation ».

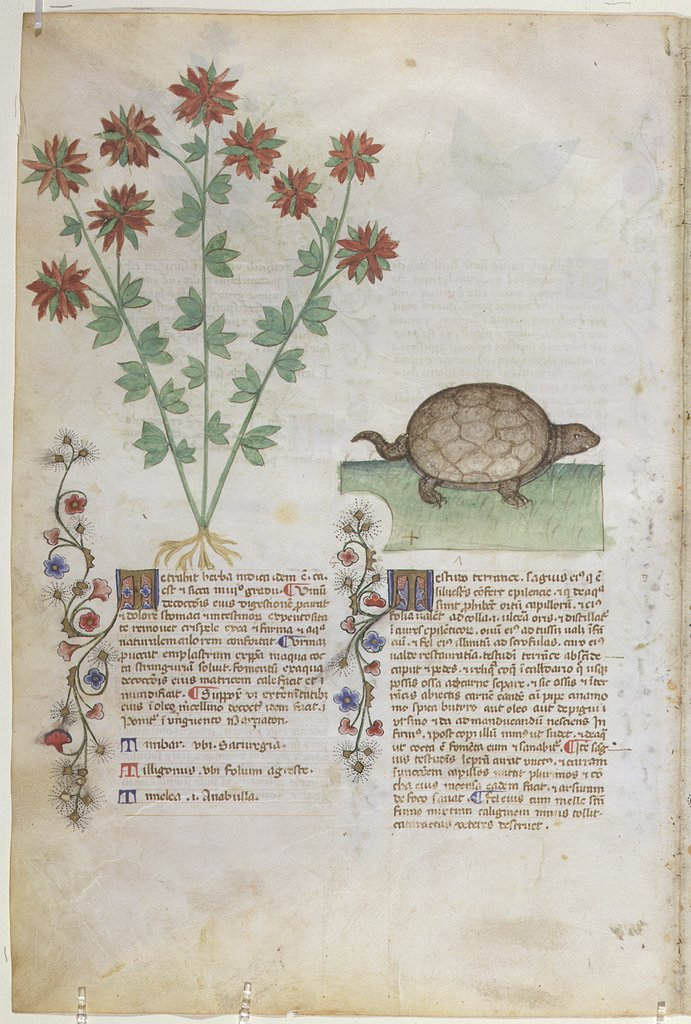
, : Tetrahit et Testudo (tortue).

Plus d'un siècle plus tard, le Tractatus de herbis de Manfred se trouve dans la bibliothèque des Visconti à Milan. Le plus ancien catalogue de cette collection, nommé Consignatio librorum et daté de 1426, indique en réalité la présence de deux copies du texte : celle actuellement conservée dans le ms. latin 6823 de Paris (entrée no 923 du catalogue) et une seconde aujourd'hui disparue (no 492). Il mentionne également deux Circa instans (nos 458 et 768), un Dioscoride alphabétique (no 780), plusieurs volumes du Canon d'Avicenne (nos 481, 487, 489, 491, 801 et 802) ou encore un De diaetis particularibus d'Isaac Israeli (no 431). Quelques décennies plus tôt, l'auteur anonyme de l'Historia plantarum a donc certainement eu accès à cette riche bibliothèque pour produire la plus imposante des versions du cycle. Il s'est servi de la structure établie par le Tractatus pour achever une compilation de plus de 900 chapitres basée sur les mêmes sources que celles utilisées par Manfred, mais exploitées de manière plus large et plus complète. L'auteur a également procédé à une réorganisation des chapitres en abandonnant l'arrangement « en blocs » de chaque initiale pour adopter l'ordre alphabétique strict. Une exception notable peut néanmoins être observée pour le chapitre dédié à l'or, « Aurum », qui aurait dû logiquement clore la section de l'initiale A, mais se trouve conservée en première position en dessous du frontispice. Ce choix trahit une tendance à la recherche de prestige de la part d'un compilateur qui a aussi opéré une sélection parmi les entrées de la version parisienne pour ne retenir que les substances « nobles » (parfums, épices, plantes et fruits exotiques), ainsi que celles pouvant être facilement illustrées. Des chapitres relatifs à la nature des animaux sont également intégrés au milieu de ceux traitant des simples (voir infra). Ils sont extraits du Liber medicinae ex animalibus de Sextus Placitus, mais aussi des Cyranides, un recueil de l'Antiquité tardive relevant plutôt de l'hermétisme. Cette singulière combinaison entre pharmacopée, diététique et magie est révélatrice de la nature de l'Historia plantarum : l'ouvrage n'était vraisemblablement pas une encyclopédie médico-botanique, mais plutôt une œuvre destinée à un public de cour curieux des merveilles du monde de la nature.

### Langue

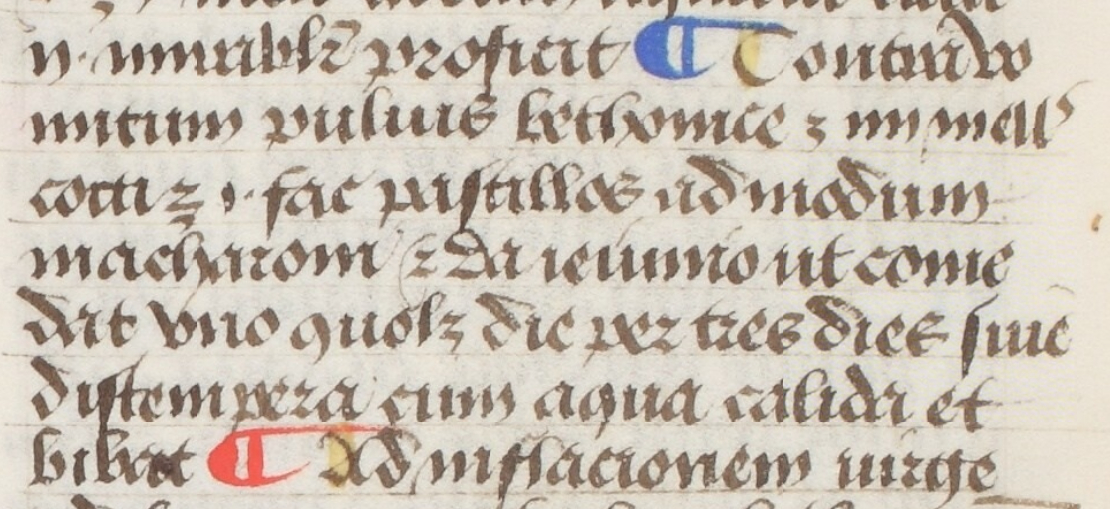
Ms. alfa.l.09.28, : dans cet extrait du chapitre De bectonica, la présence du mot macharoni (« macaroni ») à la quatrième ligne témoigne de l'influence des langues vernaculaires sur le texte latin.

De par sa nature composite, le Tractatus de herbis présente une importante variabilité linguistique : les différentes sources ayant servi à la compilation y sont en effet intégrées en respectant autant le contenu que la forme de leurs textes d'origine. La langue utilisée dans le traité varie ainsi substantiellement en fonction des chapitres, selon qu'ils sont extraits du Circa instans (rédigé dans un latin simple, mais correct), de l'Herbarius (une œuvre qui témoigne d'une phase de déclin du latin classique) ou d'autres sources. Les sections vraisemblablement issues de la tradition orale (voir supra) sont quant à elles profondément influencées par la langue vulgaire et peut-être même déjà l'italien. Il est également remarquable que le copiste du ms. Egerton 747, qui n'était apparemment pas le compilateur du texte, n'avait qu'une compréhension très partielle de ce qu'il écrivait, comme en témoignent les très nombreuses erreurs présentes dans tout le traité. Celles-ci sont particulièrement flagrantes dans les mauvaises retranscriptions des abréviations scientifiques, qui devaient pourtant être connues de tout expert en matière médicale. Cette tendance atteint son paroxysme dans les extraits du De diaetis, dans lesquels le scribe semble ne comprendre ni le vocabulaire technique, ni même le sens logique des phrases.
Au niveau phonétique, il faut noter que la langue utilisée pour la rédaction du traité ne montre pas tous les traits qui caractérisent habituellement le latin médiéval. Si les diphtongues classiques ‹ ae › et ‹ oe › sont systématiquement changées en ‹ e ›, la transformation du groupe ‹ ti › en ‹ ci › (par exemple vitium, « le défaut », en vicium), pourtant typique de la langue médiévale, n'est pas appliquée. Pour d'autres phénomènes, le texte témoigne d'une certaine incertitude graphique dans laquelle coexistent parfois deux formes différentes pour les mêmes termes. Il en est ainsi des oppositions ‹ ph › / ‹ f › (morphea et morfea, « la morphée »), ‹ x › / ‹ s › (axungia et asungia, « l'axonge ») ou ‹ l › / ‹ r › (clister et crister, « le clystère »). Cette variabilité est particulièrement marquée pour les termes techniques, comme le nom des maladies, des plantes ou des instruments médicaux : l'ictère est ainsi attesté sous les formes ictericia, yctericia et hictericia, et l'épilepsie est notée comme epilentia, epilensia ou encore epiletsia.
En ce qui concerne la morphologie et la syntaxe, la langue de rédaction du traité est surtout marquée par la disparition du système latin des cas grammaticaux. Le phénomène se manifeste par la perte de sensibilité pour la fonction de l'accusatif (purgandi colera au lieu de purgandi coleram) et par le manque de concordance entre les prépositions et les cas qui les accompagnent normalement dans la langue classique. Dans les titres des chapitres, la préposition de (« au sujet de ») est ainsi suivie du nominatif plutôt que de l'ablatif. Il en est de même des prépositions contra (« contre »), super (« sur »), circa (« autour de ») ou propter (« près de »), normalement régies par l'accusatif. Une autre caractéristique de la transition vers les langues romanes est la transformation des genres et la disparition partielle du neutre. Comme dans d'autres textes contemporains, ce dernier est souvent remplacé par le féminin : par exemple le neutre pluriel menstrua, « les menstruations », devient le féminin singulier menstruam. Le phénomène se remarque aussi par le manque de concordance entre nom et adjectif (exemple : vinum [neutre] bibitus [masculin]) ou encore par l'usage indistinct des formes genrées (qui, quae, quod) du pronom relatif « que ».

## Iconographie

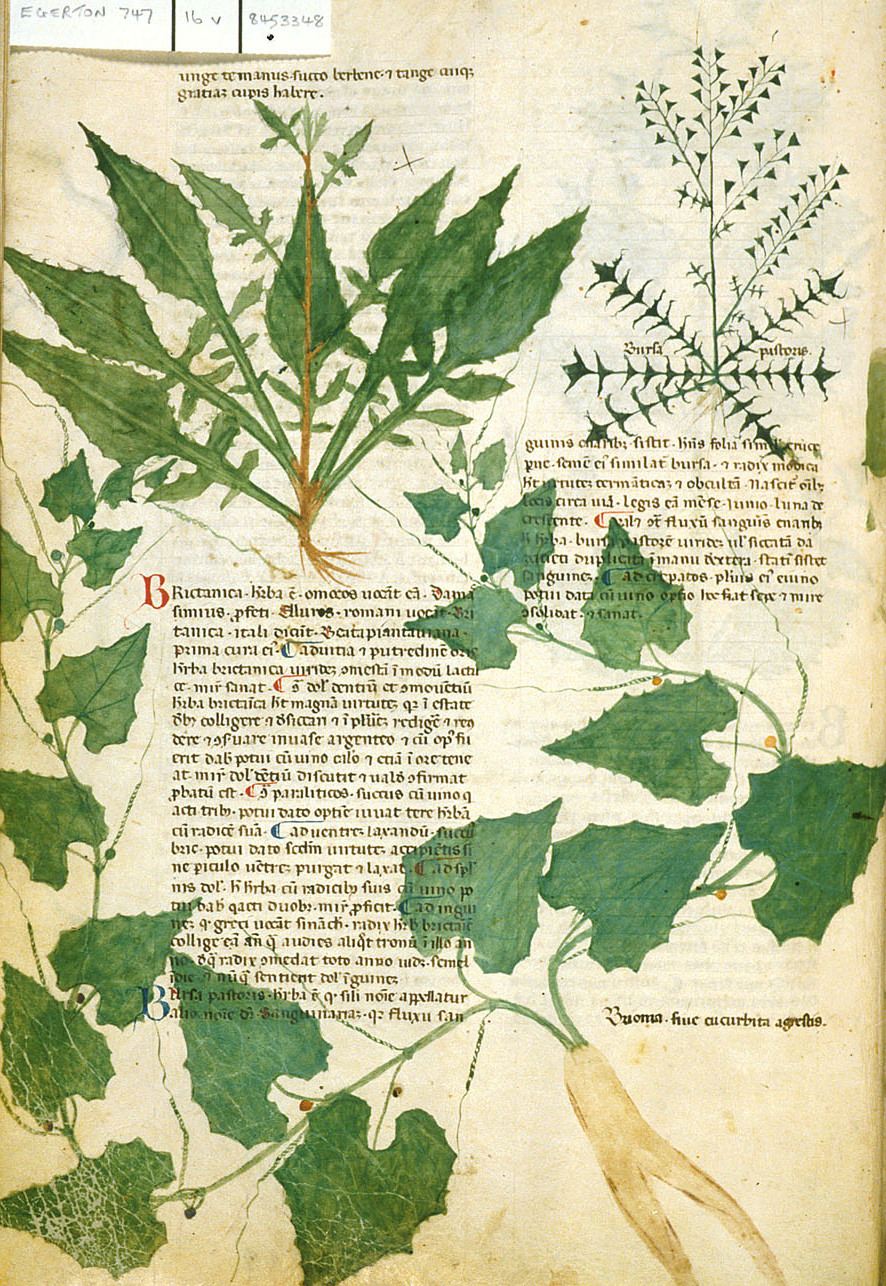
Exemple de la variété des techniques utilisées pour les illustrations de plantes dans le.

La tradition iconographique du Tractatus de herbis, qui trouve vraisemblablement son origine dans le ms. Egerton 747, constitue une importante innovation dans le domaine de l'illustration médiévale. Elle reproduit en effet, pour la première fois depuis la fin de l'Antiquité, des images botaniques riches en observations naturalistes. Pour Otto Pächt, cette nouvelle tradition n'est pas due à un changement de credo esthétique, mais tient son impulsion de l'extérieur du domaine de l'art : c'est le développement croissant de la science empirique qui aurait adopté la représentation picturale comme moyen d'enseignement.

### Végétaux
Le ms. Egerton 747 contient 406 illustrations de plantes, qui ont été qualifiées par Pächt de « mi-images, mi-diagrammes ». Il n'y a aucune tentative d'ombrage ou de modélisation, et les végétaux sont représentés de manière schématique et strictement bidimensionnelle. Dans quelques rares cas, les feuilles, les tiges ou les branches se chevauchent, s'entrelacent ou se courbent pour montrer le profil de croissance de la plante. Les détails des feuilles et des fleurs, ainsi que leur disposition sur la tige, sont cependant représentés avec suffisamment de précision pour que la plante puisse être, dans la majorité des cas, identifiée à partir de la seule illustration. Un certain nombre de techniques ont été employées pour fournir des images agréables et variées et accentuer le caractère des différentes espèces. Cet effet est créé par le large spectre des teintes de vert ainsi que par l'utilisation de nuances plus claires et plus foncées pour représenter les nervures des feuilles.
Il est possible de distinguer au moins trois groupes stylistiques de plantes. Les arbres et arbrisseaux originaires de l'outre-mer ou « des Indes », comme l'arbre à encens (fig. A, bas droite), dont les produits parvenaient sous forme sèche en Europe, sont illustrés d'images qui n'offrent aucune correspondance avec leur aspect naturel. Elles sont caractérisées par des lignes nettes et fines et une application soignée de la peinture, et sont bien cadrées dans l'espace de la colonne qui leur est réservé. Les arbres familiers comme le figuier (fig. B, droite), qui ont des formes de feuilles plus reconnaissables, sont quant à eux marqués par une utilisation plus libre et plus audacieuse de la peinture, et un style plus esquissé et moins délicat. Enfin, les herbes aromatiques courantes comme la coriandre ou le cerfeuil (fig. C) sont représentées de façon plus précise, plus petite et plus schématique. Ces groupes suggèrent que les artistes ont travaillé à partir d'ensembles de dessins, certains inventés pour des plantes inconnues, d'autres composés de traits caractéristiques mais sans proportion, et d'autres encore dessinés d'après nature.
Concernant ce troisième groupe, Felix Baumann soupçonne que les représentations souvent bidimensionnelles des plantes sont basées sur des originaux pressés. Les feuilles de la chicorée sauvage (fig. D, gauche), qui sont naturellement disposées en rosette autour de la tige, sont ainsi représentées en étoile comme s'il s'agissait d'un spécimen aplati. Les premières attestations de la technique de l'herbier, c'est-à-dire de collections de plantes séchées, n'est cependant connue qu'à partir du XVIe siècle et si elle se vérifie, cette hypothèse en avancerait la découverte de près de deux siècles. La thèse est aussi d'une importance décisive pour la question de la relation entre l'art et la nature aux XIIIe et XIVe siècles, car elle suggère une nouvelle forme de production de connaissances qui se concentre sur la relation entre l'expérimentation et le vécu de l'artiste au-delà de la copie de modèles picturaux. Le Tractatus de herbis pourrait ainsi être un exemple inédit de hortus siccus peint, transférant en images les pratiques de collecte, de pressage, de conservation et de classement des plantes.
- Exemples d'illustrations de simples dans le ms. Egerton 747.

Exemples d'illustrations de simples dans le.
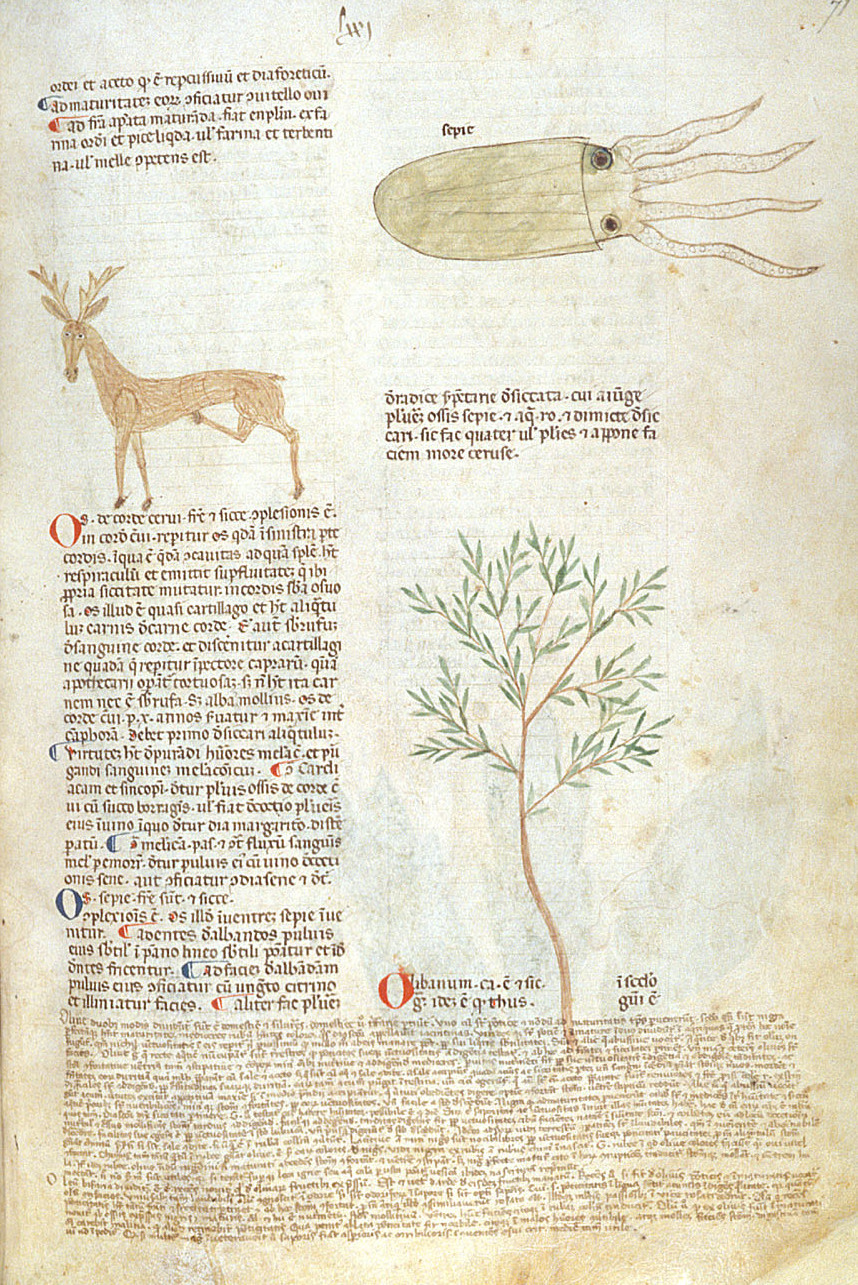
A. De ossis de corde cervi, De ossis sepie, De olibano (fo 71 ro).
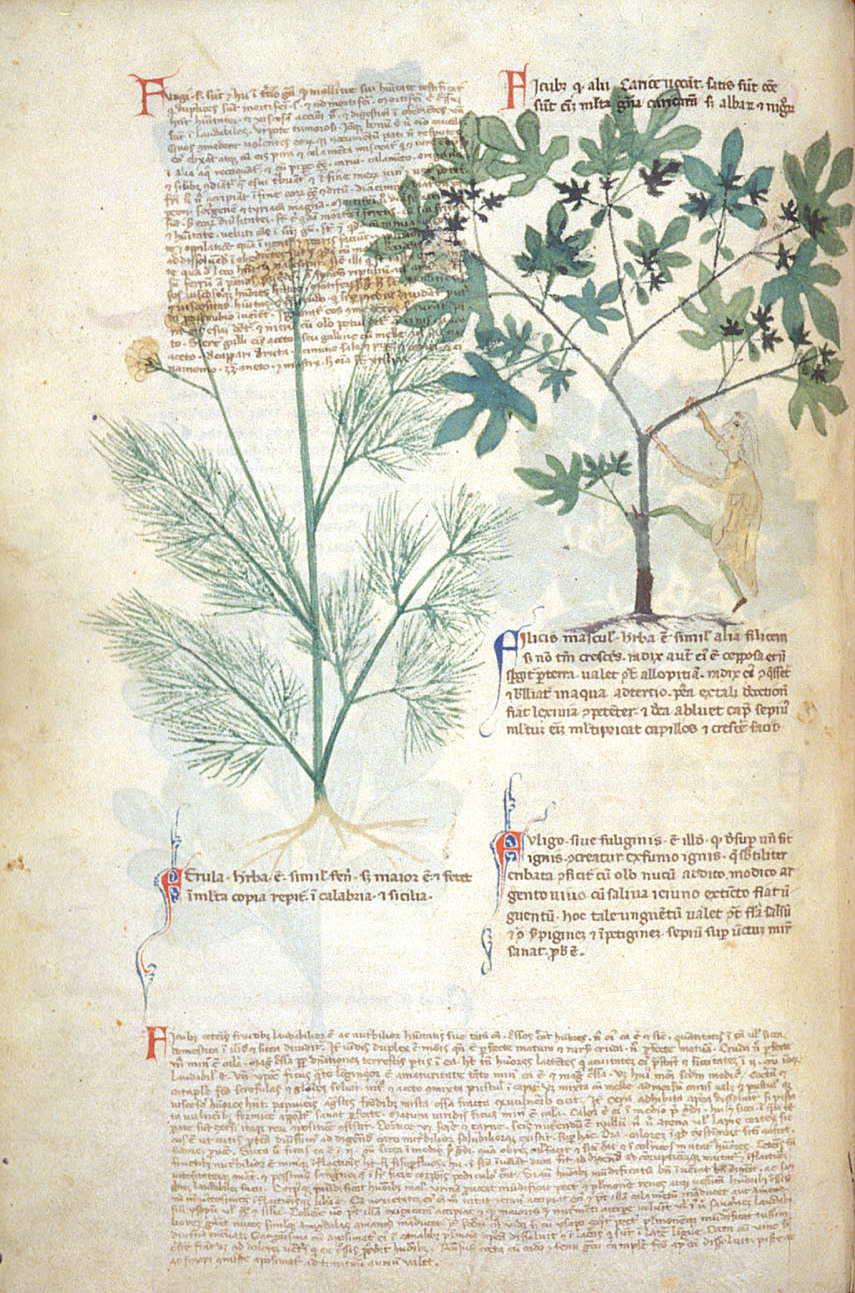
B. De ferula, De ficubus (fo 41 vo).
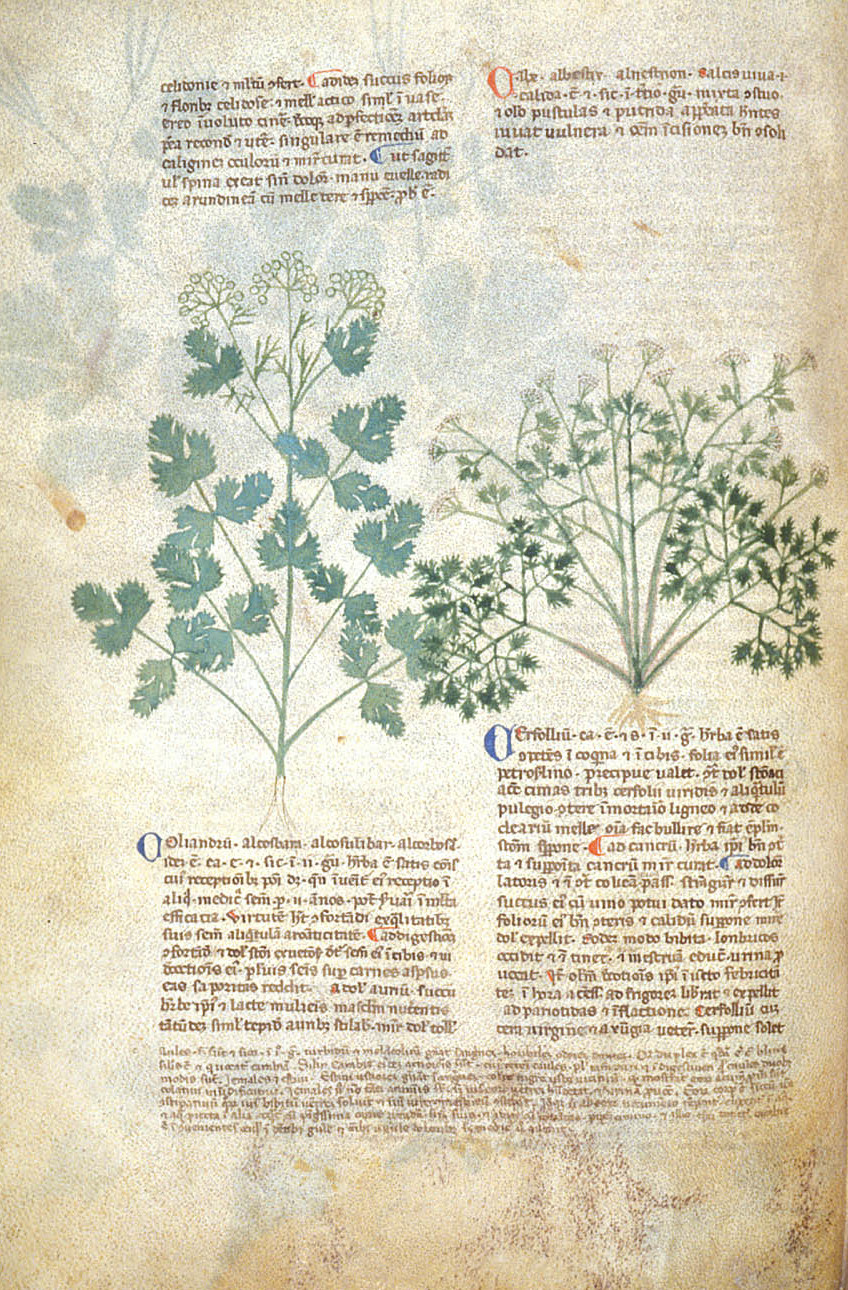
C. De coliandro, De cerfollio (fo 27 vo).
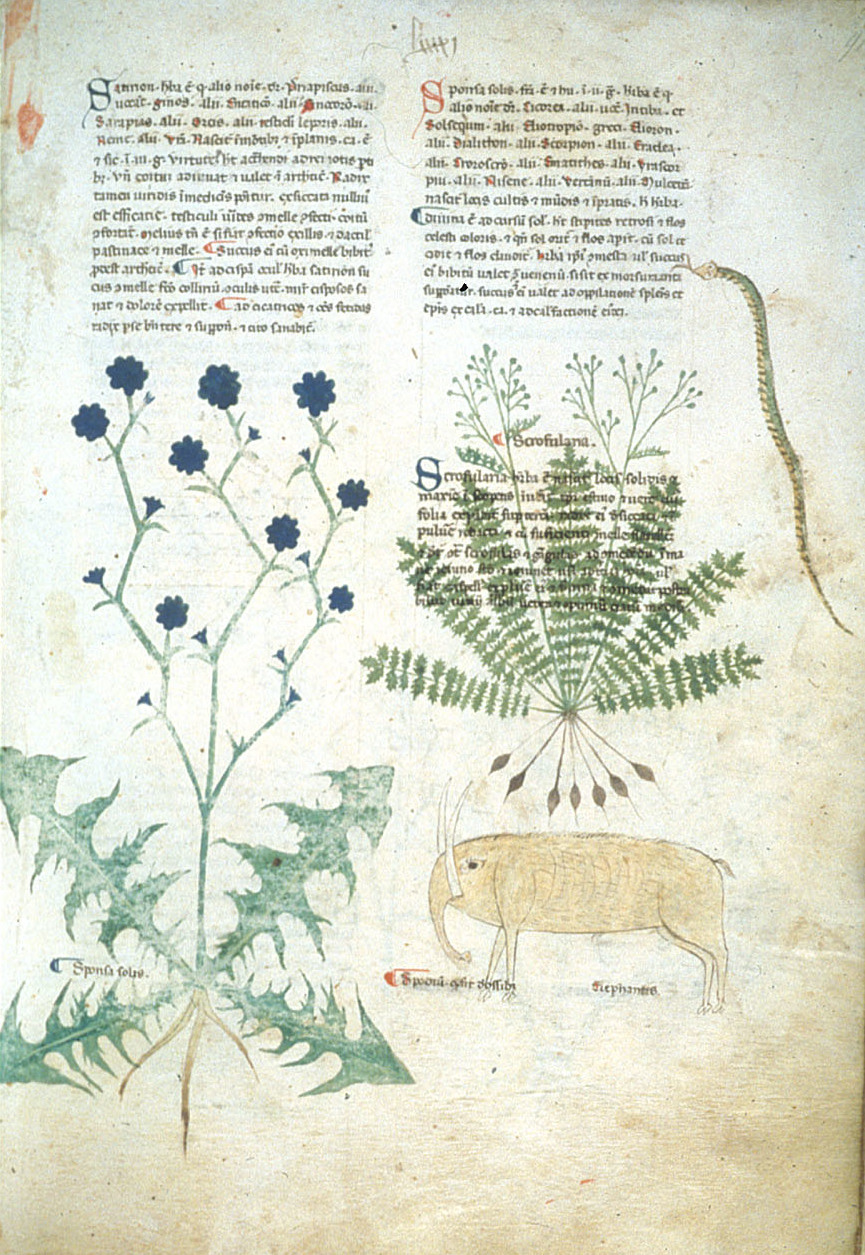
D. De sponsa solis, De scrofularia, De spondio (fo 91 ro).
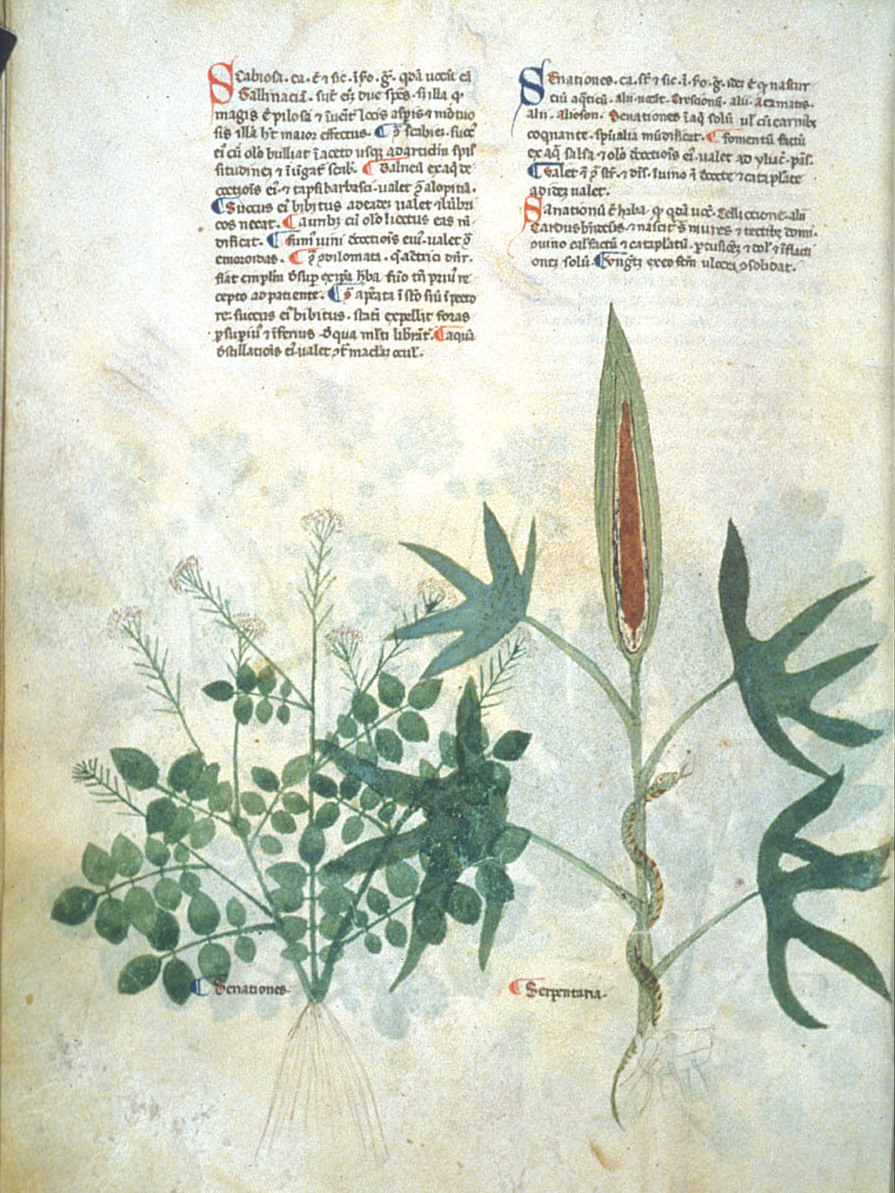
E. De senationes, De serpentaria (fo 93 vo).

Dans le ms. latin 6823, Manfred de Monte Imperiale s'inspire en grande partie du corpus illustratif du manuscrit londonien, mais parvient à pousser plus loin encore le rendu naturaliste des images. Par exemple, la disposition du folio consacré au cresson officinal et à la serpentaire (fig. E et F) est très similaire dans les deux codex, mais dans la version de Manfred, la serpentaire est dépeinte avec le spathe et les feuilles de profil et montre une proéminence sur le cresson en proportion de la nature des deux plantes. Les modèles schématiques et frontaux du ms. Egerton 747 sont ainsi adaptés pour représenter les feuilles sous différents angles. Les fleurs et leurs différentes couleurs sont également restituées avec plus de précision, et la taille relative des espèces est mieux rendue. Selon qu'il s'agit de la vue de face ou de dos de la feuille, les nervures apparaissent comme si elles étaient enfoncées à l'intérieur ou au contraire courbées vers l'extérieur, ce qui crée un fort effet haptique.
L'œuvre des artistes des différents Tractatus de herbis, bien que novatrice, n'est cependant pas nécessairement objective. Pour les plantes exotiques, l'enlumineur n'a d'autres choix que de jouer de sa propre imagination à partir des indices textuels. La version de Manfred inclut ainsi l'une des plus anciennes représentations de bananier en Occident (fig. G, gauche). Pour accompagner le chapitre dédié à « l'arbre du Paradis », qui est dépourvu d'illustration dans le ms. Egerton 747, le peintre a suivi les indications données par le texte : la plante y est décrite avec des feuilles ressemblant à celles de la grande aunée, mais plus longues et plus larges, avec des branches longues et épaisses et des fruits semblables à des citrons, dont le goût sucré plaît à la vésicule biliaire. L'image est ainsi basée sur celle de l'aunée (fig. H, gauche), mais montre des feuilles agrandies d'environ un tiers et des tiges portant des fruits jaunâtres de forme ovale. Ces derniers rappellent davantage le melon ou la citrouille plutôt que le citron, peut-être dans une tentative d'en accentuer la douceur.
- Exemples d'illustrations de simples dans le ms. latin 6823.

Exemples d'illustrations de simples dans le.
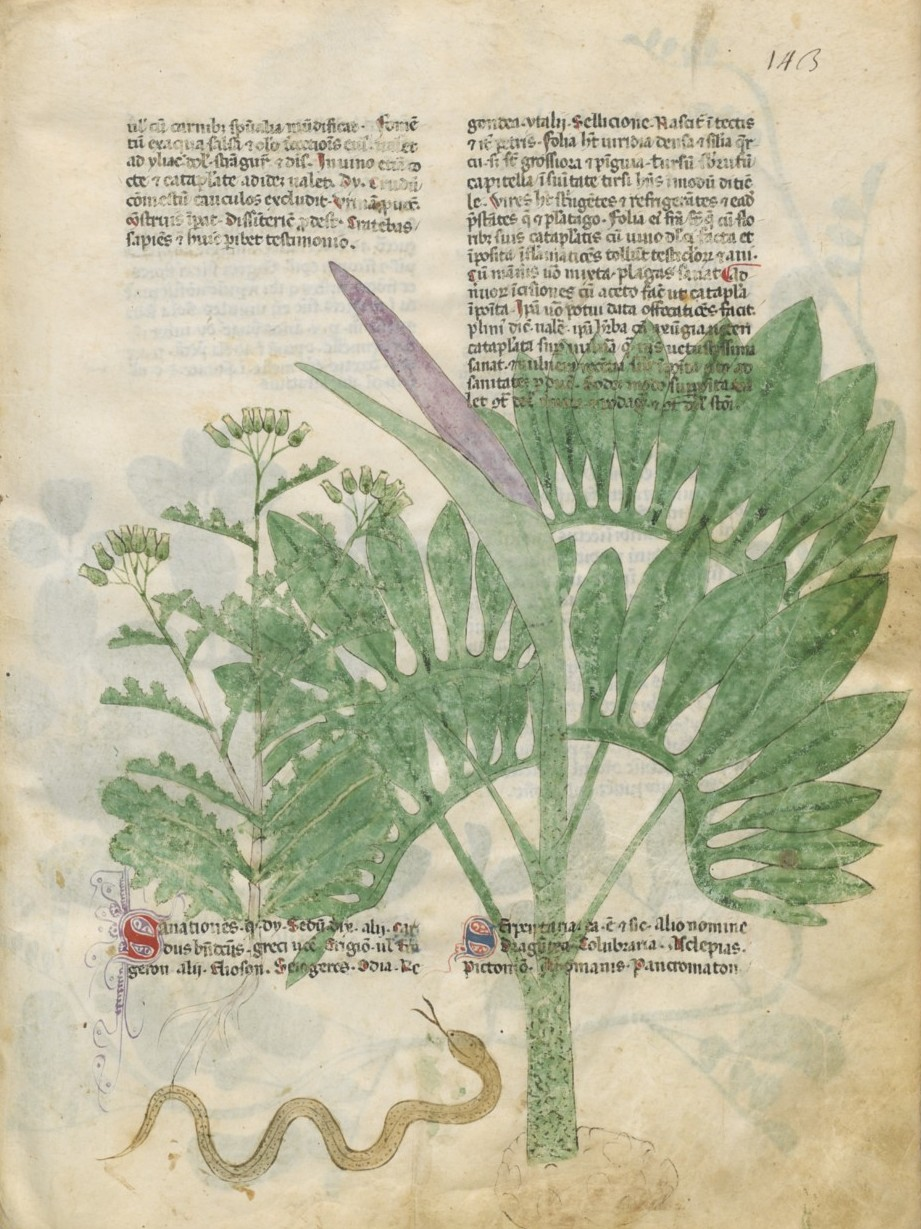
F. De senationes, De serpentaria (fo 143 ro).
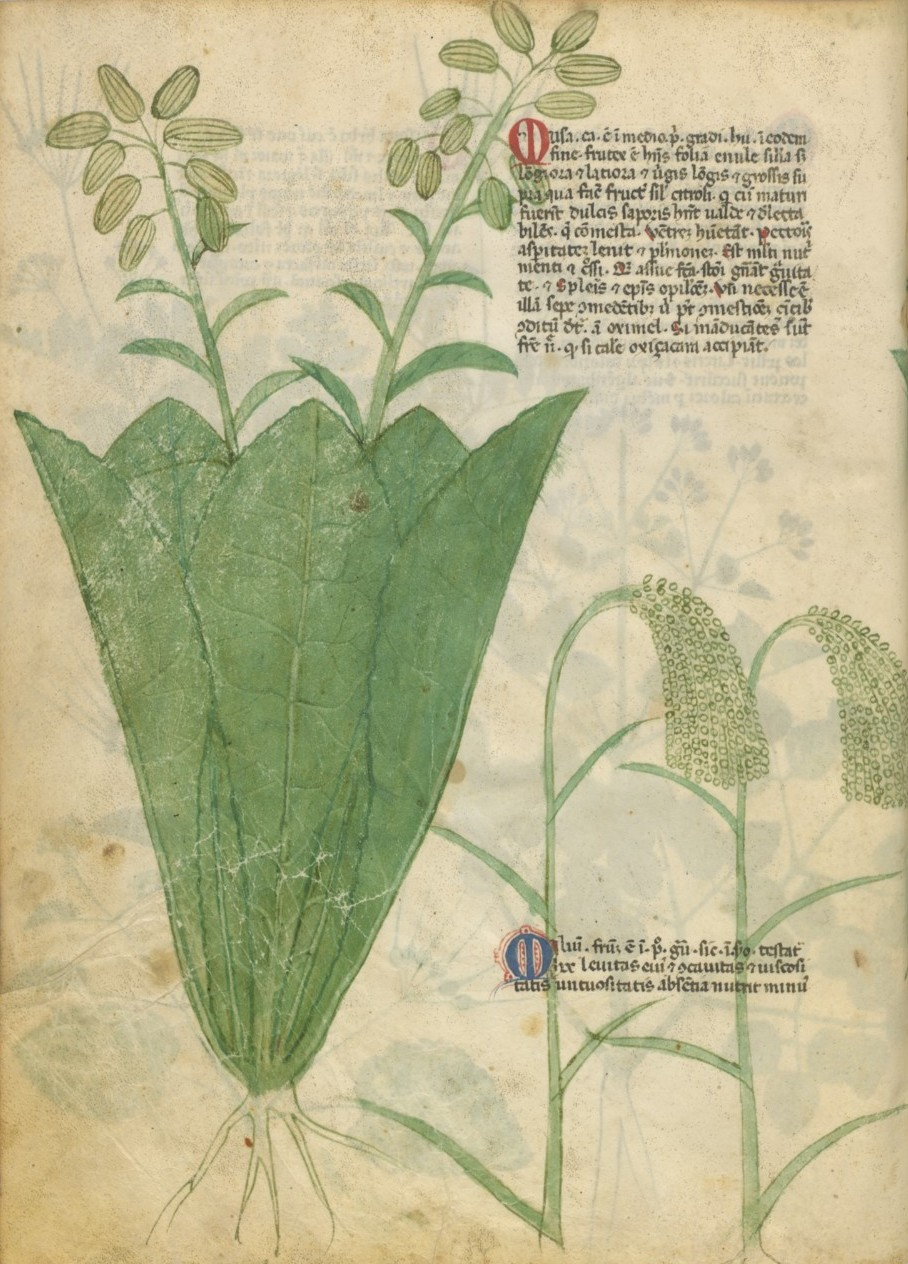
G. De musa, De milio (fo 105 vo).
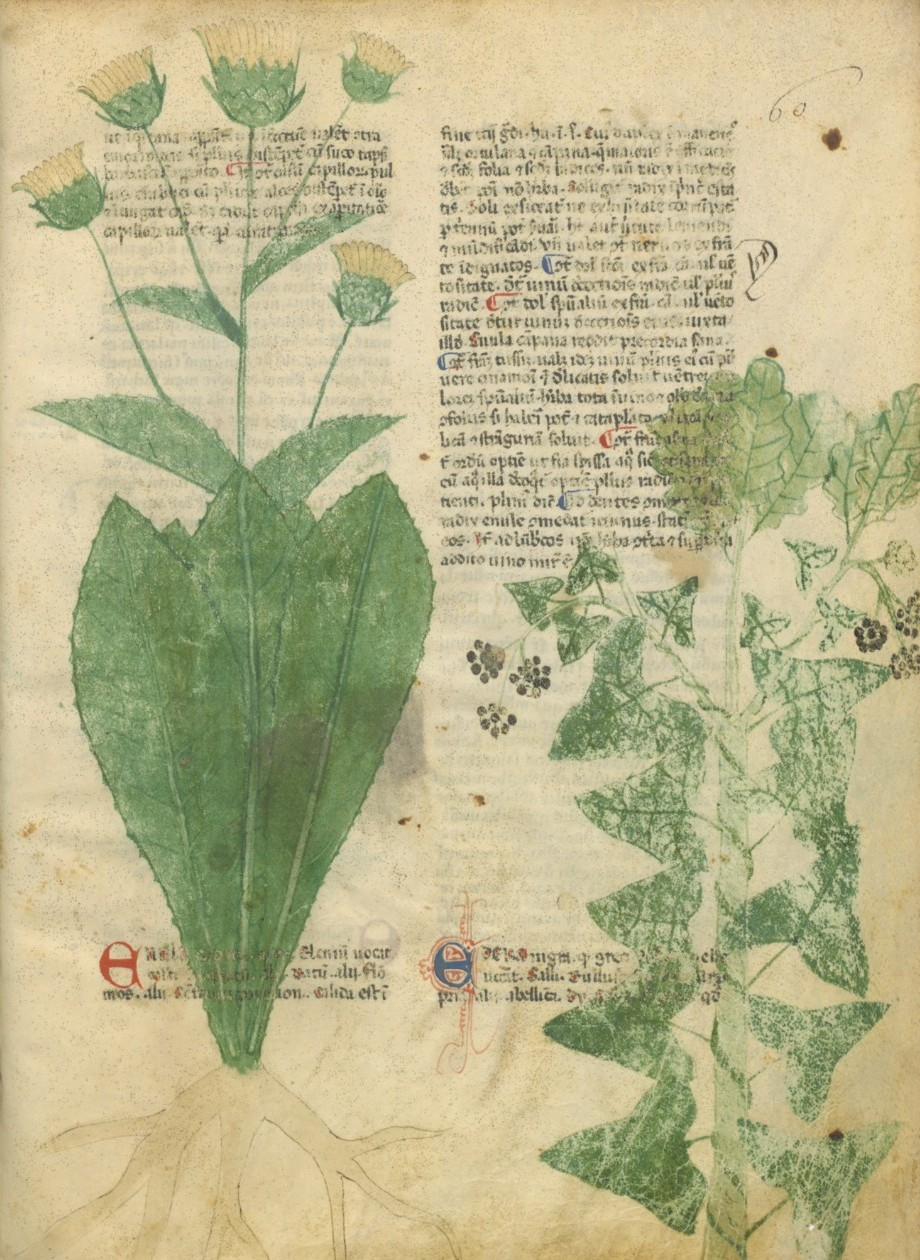
H. De enula, De edera nigra (fo 60 ro).
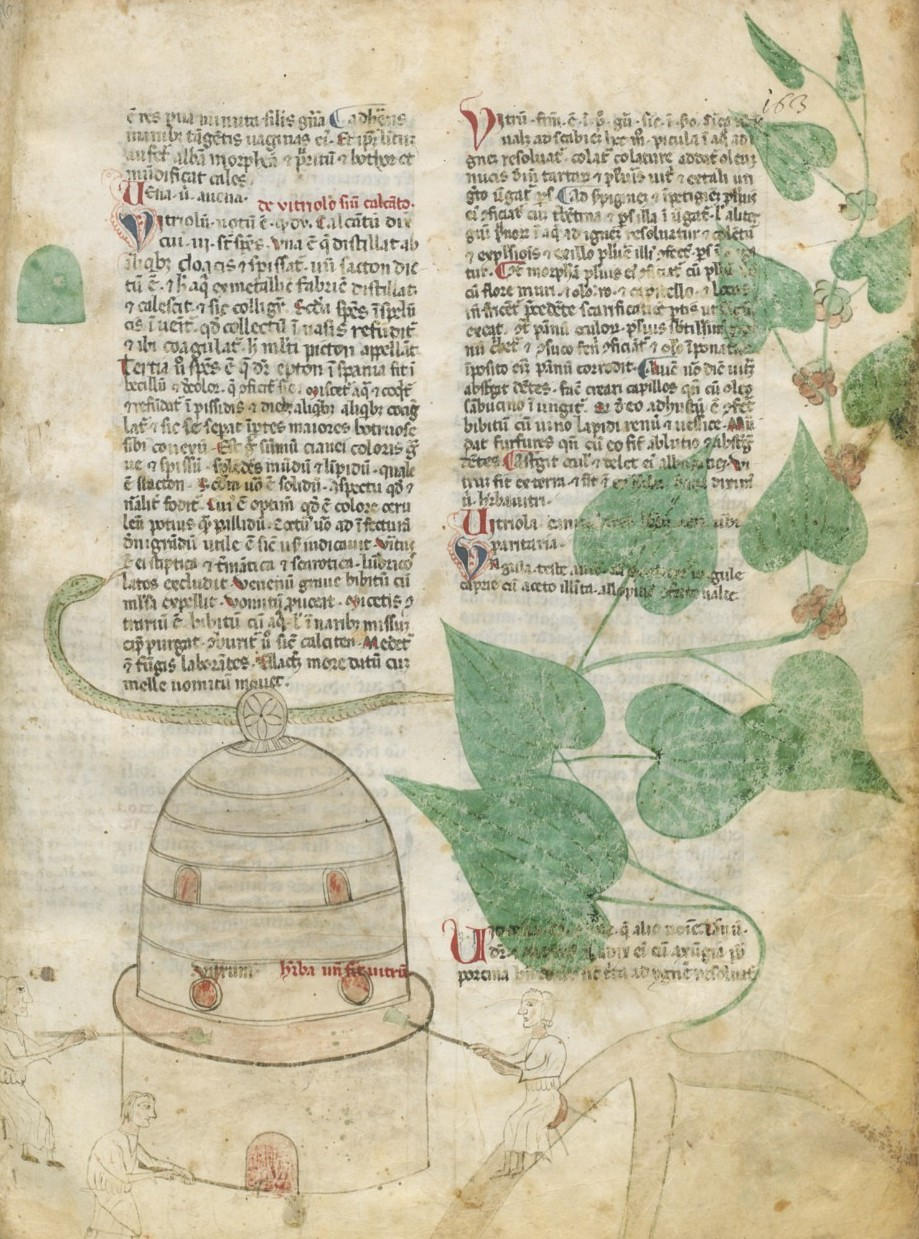
J. De vitriolo, De vitro, De viticella (fo 163 ro).

Les liens entre le texte et les images sont en réalité multiples et dépassent le cadre de la seule explicitation des caractéristiques botaniques. Parallèlement, les interactions entre les images elles-mêmes, bien qu'elles soient a priori dictées par l'ordre alphabétique, sont elles aussi nombreuses. Un exemple intéressant de ce phénomène est fourni par le folio 163 ro  du ms. latin 6823, qui présente le vitriol, le verre et la viticella, c'est-à-dire le tamier commun (fig. J). Les feuilles de la plante, qui sont beaucoup plus grandes dans la partie inférieure, s'effilent vers le haut et découvrent des baies qui sont d'abord rouges, puis vertes dans la partie supérieure de la vrille. Cette illustration indique ainsi l'ensemble du processus de croissance et de maturation de la plante grimpante, dont la caractéristique principale reste cependant une racine surdimensionnée et divisée en trois branches. Sur l'une d'elles, un homme est assis sur un tabouret avec une canne de verrier à la main. Il fait partie de la scène adjacente qui illustre la fabrication du verre dans un four. Au-dessus de celui-ci, un serpent pointe vers la phrase du texte indiquant le caractère vénéneux du vitriol (voir infra). Il forme à la fois comme une branche latérale du tamier et comme une corde à laquelle est suspendu le four en forme de cloche. Ce jeu visuel crée de nouveaux réseaux de relations entre les simples en dissolvant les relations dimensionnelles et suggère au spectateur qu'il existe un lien possible entre elles. Celui-ci est notamment établi dans le texte par plusieurs indications : on y trouve d'abord la récurrence du motif de l'élément feu comme moyen de transformation, qui agit comme un tertium comparationis des trois substances. La recette d'un remède indique ainsi de brûler la racine râpée avec du saindoux. Le verre est également décrit comme procédant d'une double origine : de la terre et d'une plante. L'une des variétés du vitriol, produite en Espagne, est obtenu par coagulation et se sépare en morceaux semblables à du raisin. Les baies immatures du Tamier sont d'ailleurs du même vert pâle que le vitriol et que les échantillons de verre sortis du four. Ce dernier partage aussi la même forme de cloche que le morceau de sulfate de cuivre. Certains de ces liens sont peut-être fortuits, mais ils sont suggérés par la composition idiosyncrasique du peintre et illustrent comment l'interaction entre la mesure naturelle et l'imagination créative ont donné naissance à quelque chose d'entièrement nouveau.

### Minéraux et animaux
Dans le ms. Egerton 747, les simples issus de substances animales ou minérales sont illustrés soit par des croquis lavés à la plume, soit par des scènes figurées montrant le processus de récolte ou d'extraction. Celles-ci comportent des personnages mal proportionnés et grossièrement tracés et se démarquent par leur aspect peu professionnel en comparaison des illustrations végétales. Ces scènes ont cependant été recopiées dans toute la tradition iconographique du Tractatus de herbis au point d'en constituer la principale caractéristique, et, une fois réélaborées par des artistes plus experts, sont devenues bien plus attrayantes. Dans la plupart des manuscrits du Livre des simples médecines, les scènes figurées reçoivent ainsi une attention toute particulière : elles mettent en valeur le détail des costumes et représentent des poses vivantes et un rendu plausible de l'espace.

Évolution de la représentation de l'extraction du bol d'Arménie (« De bolo armenico ») du Tractatus au Livre des simples médecines
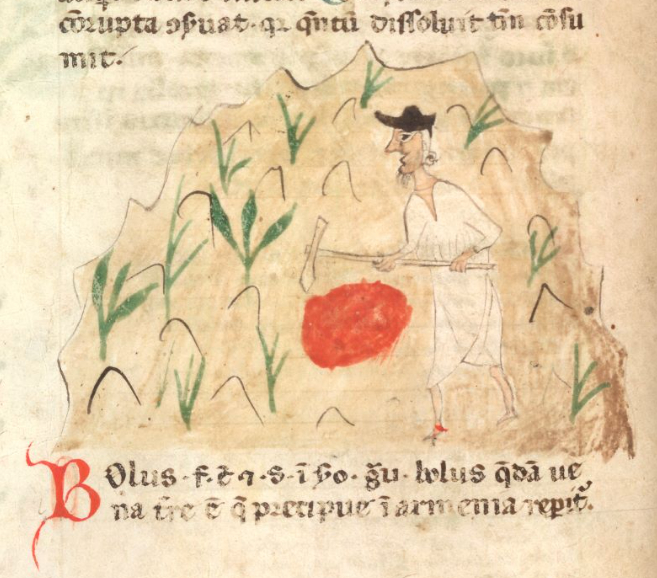
ms. Egerton 747
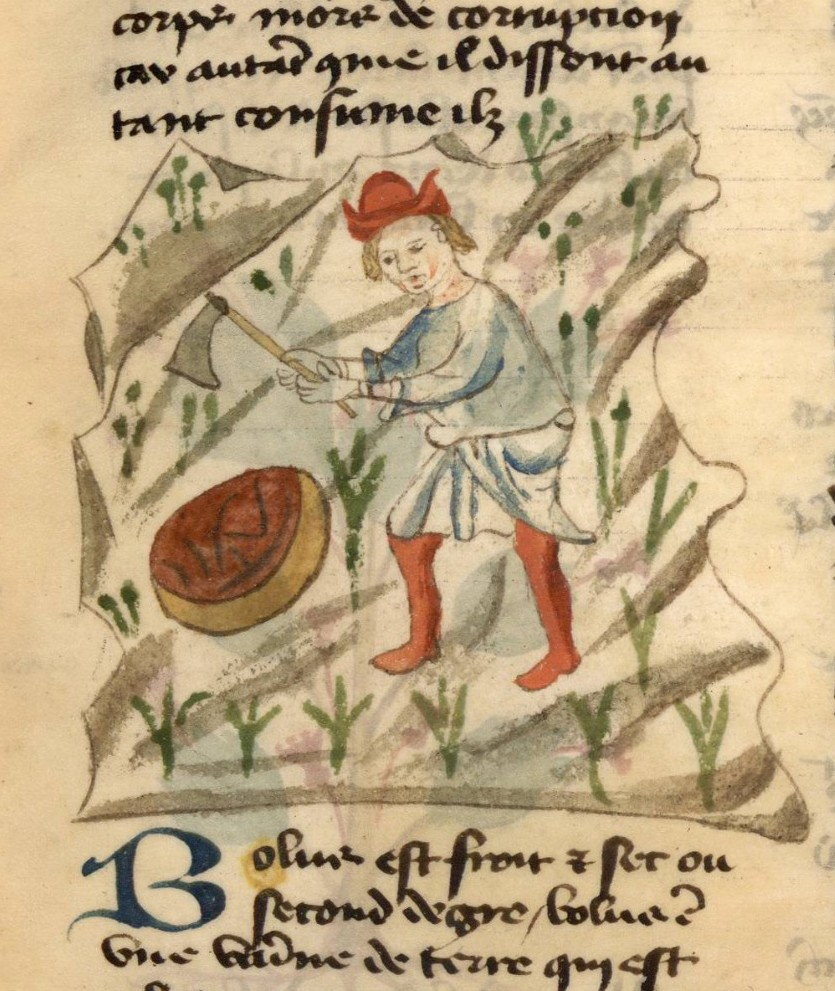
ms. fr. 19081
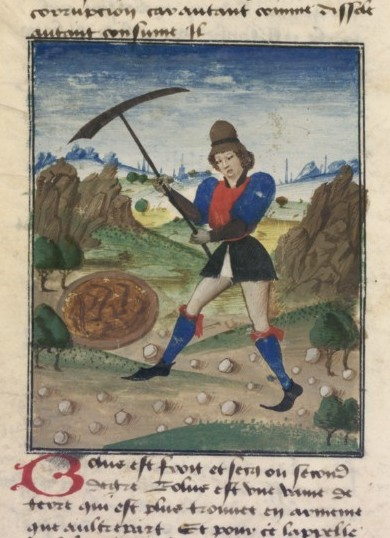
ms. fr. 623
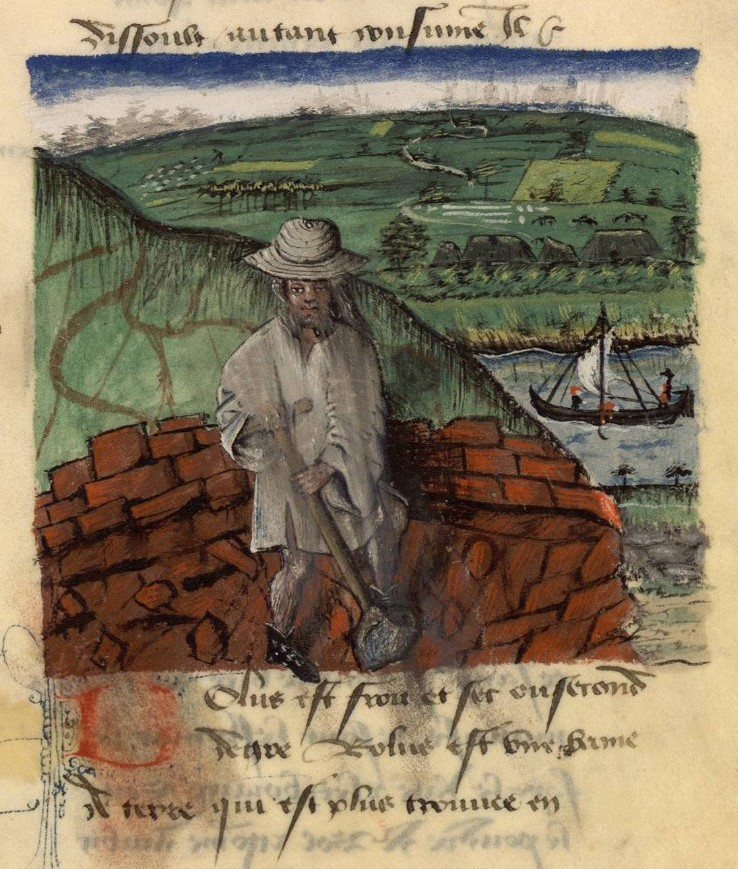
ms. fr. 12321
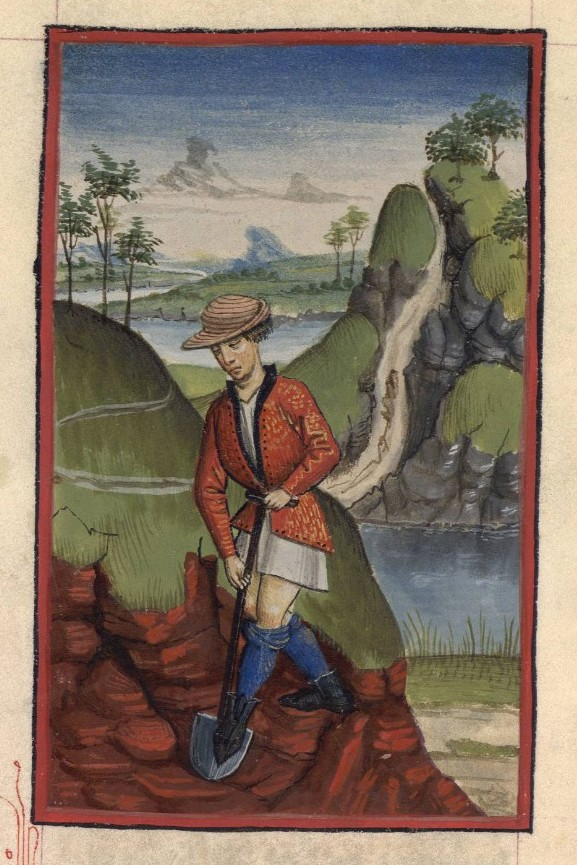
ms. fr. 12319
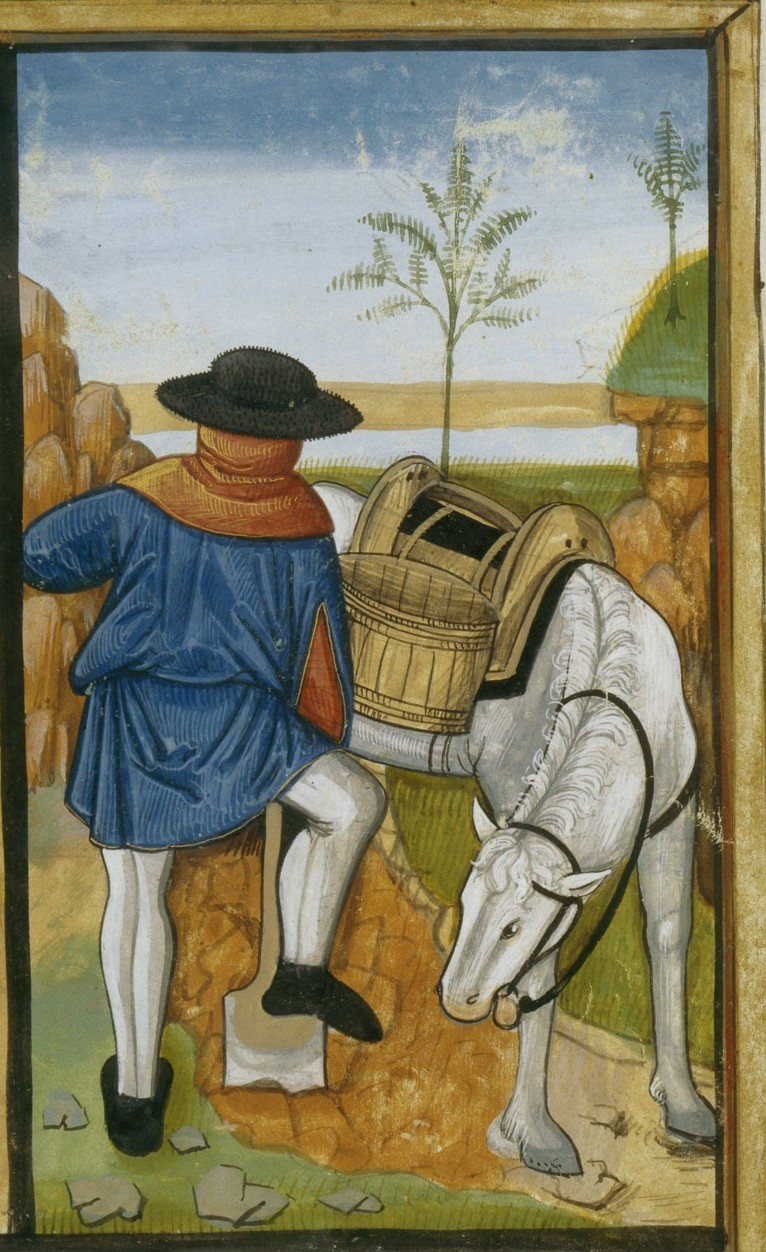
ms. fr. 12322

Le manuscrit londonien contient deux scènes de chasse marquées par l'ignorance de l'enlumineur pour les animaux concernés. Le castoréum, une sécrétion issue de glandes spécifiques du castor, est interprété comme provenant de ses testicules : le mammifère, représenté comme une sorte de cervidé, se castre avec ses propres dents dans l'espoir de laisser aux chasseurs le produit à l'origine de leur traque. Les chevrotains asiatiques produisant le musc sont eux aussi méconnaissables. La représentation de l'éléphant fournisseur d'ivoire (voir supra), bien que beaucoup plus courante dans l'art médiéval, est tout aussi inexacte : l'animal ressemble à un cochon avec une trompe, des poils courts le long du dos, des défenses qui poussent abruptement vers le haut et des côtes marquées. Le ms. latin 6823 n'est guère plus riche ou plus exact dans ses représentations animales, mais le Tractatus est suivi d'un court traité illustré dédié aux oiseaux et aux poissons. Il s'agit vraisemblablement de la réminiscence d'une version complète du Liber medicinae ex animalibus de Sextus Placitus, un texte de l'Antiquité tardive transmis dans le même corpus médical que l'Herbarius du Pseudo-Apulée. Dans les manuscrits du groupe d'Italie du Nord dérivés de la version de Manfred, les chapitres du texte sont intégrés aux simples du Tractatus en respectant l'ordre alphabétique. Selon une tradition courante dans les herbiers, la plupart des manuscrits comprennent finalement de nombreuses illustrations de serpents, d'araignées et de scorpions. Ceux-ci sont représentés en face des paragraphes qui décrivent les antidotes contre leurs morsures ou leurs piqures respectives.

### Doctoresetmagistri
Les pages des incipit du Tractatus de herbis et de l'antidotaire (voir supra) du ms. Egerton 747 sont ornées de bordures décorées d'un style et d'une technique très différents des autres illustrations. D'après Minta Collins, elles ressemblent beaucoup aux œuvres de Jacobellus de Salerne, un enlumineur actif durant les dernières années du XIIIe siècle : les vrilles incurvées dans les angles forment des rondeaux contenant des têtes ou des grotesques sur fond d'or, certains ayant des ailes en forme de petites feuilles d'acanthe. Les couleurs (gris-bleu, rouille et garance rehaussés de blanc) sont également typiques des enluminures de l'artiste. Les initiales des deux textes contiennent des bustes de personnages sur fond de feuille d'or. Ils portent l'habit distinctif des docteurs d'université en Italie à la césure des XIIIe et XIVe siècles : une cape doublée et bordée de petit-gris, une sous-tunique et un bonnet à deux pointes sur une coiffe blanche. Les lignes droites et allongées des nez et le traitement prononcé des pupilles ressemblent également au style utilisé par Jacobellus pour représenter les visages.

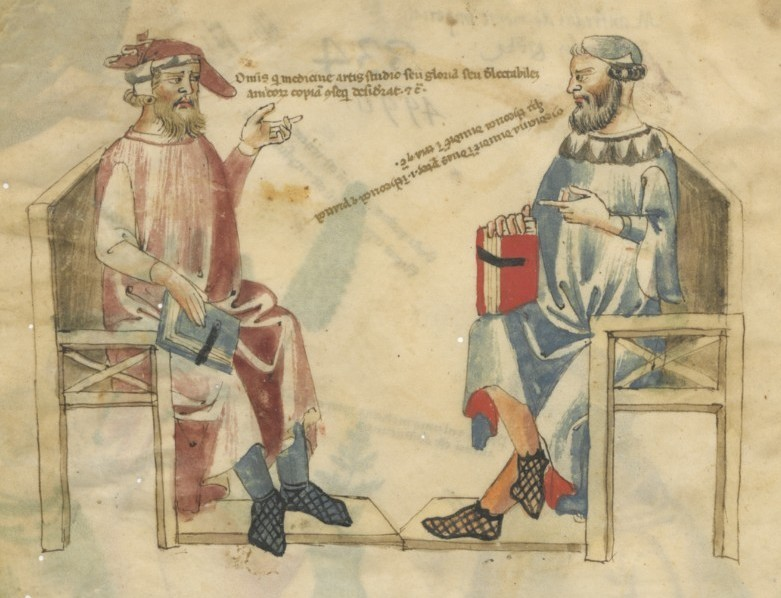
Discussion entre Hippocrate et Johannitius dans le,.

Le ms. latin 6823 montre aussi des docteurs dans les initiales des incipit du Tractatus (voir supra) et de l'Antidotarium. Leur style a systématiquement été qualifié comme italien du Nord et les enluminures attribuées à des artistes de Bologne, de Lombardie ou de Pise. Pour Minta Collins en revanche, il est très probable que les deux pages aient été commandées à Lippo Vanni ou à l'un de ses proches associés. Bien que le peintre soit solidement documenté comme ayant été actif à Sienne en 1344, il pourrait aussi avoir travaillé à Naples dans les années précédentes, ce qui reste compatible avec la thèse d'une origine méridionale du manuscrit. Deux folios de préface contiennent en outre des figures à la plume et au lavis d'auteurs médicaux célèbres, dont le style a été rapproché de celui des fresques de Roberto D'Oderisio dans l'église Santa Maria Incoronata de Naples. Une figure barbue en robe à capuche est habituellement identifiée comme Manfred lui-même, faisant face à un groupe de docteurs lui présentant des plantes à identifier. Les folios suivants montrent quatre paires de médecins célèbres assis sur des bancs et engagés dans des discussions, chacun étant identifié par un aphorisme extrait de ses œuvres et formant comme un phylactère. Les deux premières représentent Hippocrate et Johannitius, puis Hippocrate et Galien, trois auteurs classiques dont les travaux faisaient partie du corpus de base du curriculum médical à Salerne et à Naples. Viennent ensuite Jean Mésué et Barthélémy de Salerne, puis Averroès et Porphyre de Tyr, commentateurs des précédents et d'Aristote. Le ms. Palatino 586 de Florence commence par une série comparable de sept médecins : Adam, Hippocrate, Avicenne, Johannitius, Averroès, Jean Mésué et Sérapion. Il est possible que le ms. Egerton 747 débutait lui aussi par des portraits d'auteurs médicaux qui n'ont pas été conservés.

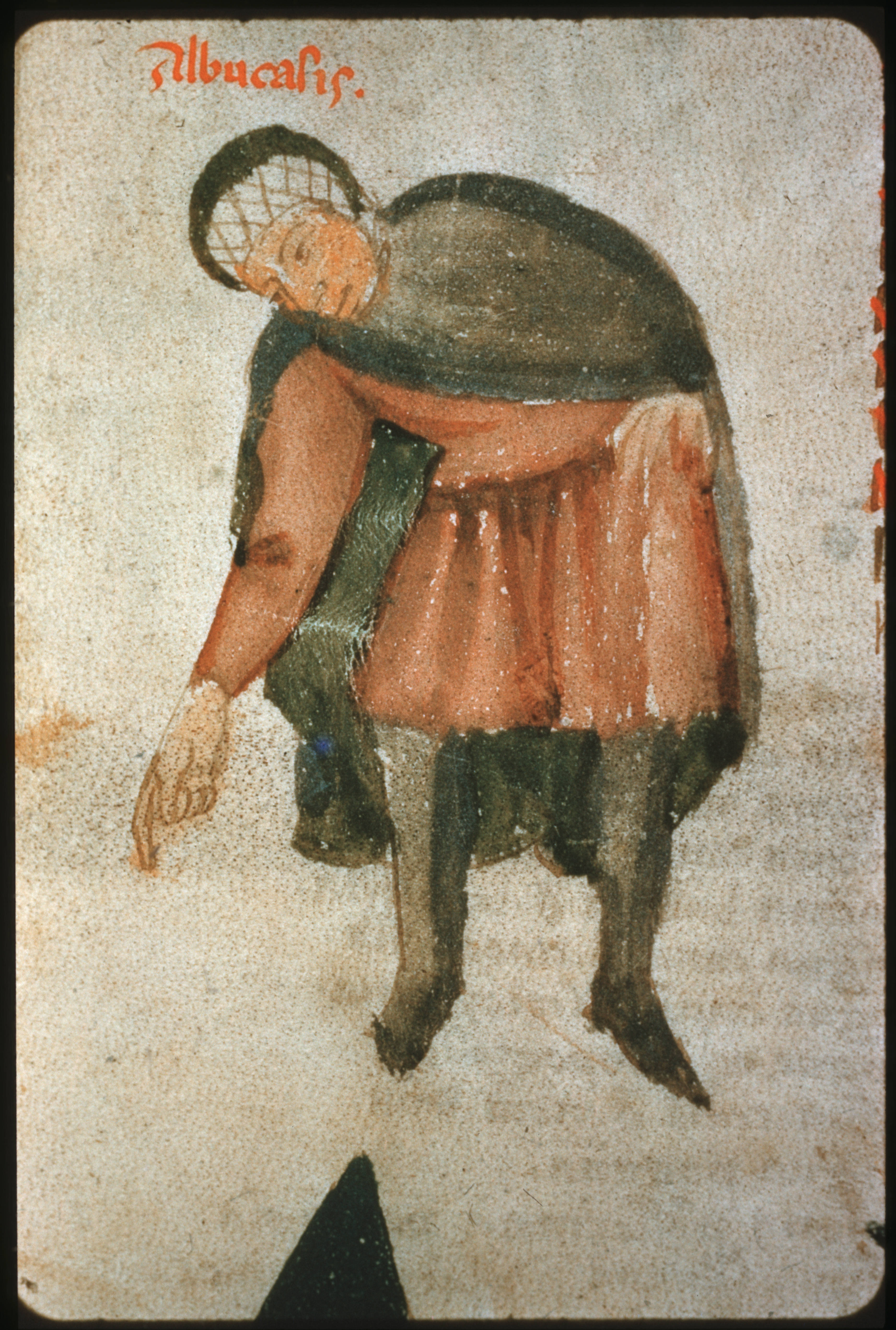
, : Albucasis penché pour cueillir un simple.

Dans les manuscrits suivants, le motif des hommes de médecine est souvent repris sous d’autres formes. Le ms. Chigi F. VII. 158 du Vatican présente une série très complète et s'ouvre sur une représentation de Dioscoride cueillant des fraises, en face d'une autre figure non identifiée. Par la suite, chaque sommaire alphabétique est accompagné d'une illustration en pied d'un savant examinant l'un des simples présenté sur le folio, et surmontée du nom d'un auteur médical célèbre. La plupart d'entre eux sont vêtus de longs vêtements aux couleurs vives, alors que quelques uns portent une tunique courte, peut-être parce qu'ils n'étaient pas considérés comme des médecins professionnels. Parmi les auteurs représentés, neuf sont grecs : Dioscoride, Galien (initiale A), Démocrite (B), Moschion (D), Oribase (F), Alexandre de Tralles (G), Paul d'Égine (H), Palladius et Gerodius (N) ; neuf sont latins : Antyllus (E), Butanicus (T), Cornelius Celsus (X), Macer Floridus (Y), Pline l'Ancien (Z), Isidore de Séville, Cassius Felix et Théodore Priscien (présents sur d'autres folios, au milieu des herbes) ; et dix sont arabes : Abraham (C), Avicenne (I), Albucasis (K), Sérapion (L), Açaravius (M), Avenzoar (O), Jean Mésué (P), Isaac Israeli (R), Haly Abbas (S) et Rhazès (V).
Les enlumineurs du ms. 459 de la Casanatense se sont peut-être inspirés de cette série pour orner l'initiale du premier chapitre de chaque section alphabétique avec le buste d'un magister anonyme. Certains sont des femmes, d'autres portent le turban symbolique des médecins arabes, et beaucoup ont les mains levées dans des gestes typiques d'enseignants. Ils constituent une généalogie de médecins illustres qui fait penser aux séries de portraits d'ancêtres typiques de plusieurs autres manuscrits contemporains des Visconti. Le thème est également visible dans le Livre des simples médecines, dont certains manuscrits présentent un incipit borduré mettant en scène plusieurs médecins. Ceux-ci sont dépeints en pleine activité : ils lisent, enseignent, examinent un patient, inspectent un urinal ou font chauffer un alambic. La figure de Galien est aussi souvent présente, pour suggérer la base théorique et historique des arts médicaux.

## Fonctions et lecture
Le Tractatus de herbis est né de l'effort de compilation par un érudit de la fin du XIIIe siècle des connaissances de l'époque en matière de pharmacologie et de botanique. Si de tels recueils de textes étaient des compléments communs de la théorie et de la pratique thérapeutiques, l'auteur inconnu du traité s'est écarté de plusieurs siècles de tradition médiévale en incluant plus de 400 images à sa stratégie de communication. Ce choix s'est avéré gagnant, comme le prouvent les nombreux manuscrits qui l'ont suivi, et des lecteurs du XVIe siècle consultaient encore sous forme imprimée un traité qui avait gardé l'essentiel de la structure et du contenu de son ancêtre. La fonction exacte du Tractatus reste cependant inconnue et a vraisemblablement varié au cours de ses plus de 200 ans d'utilisation.

### Guide de terrain?

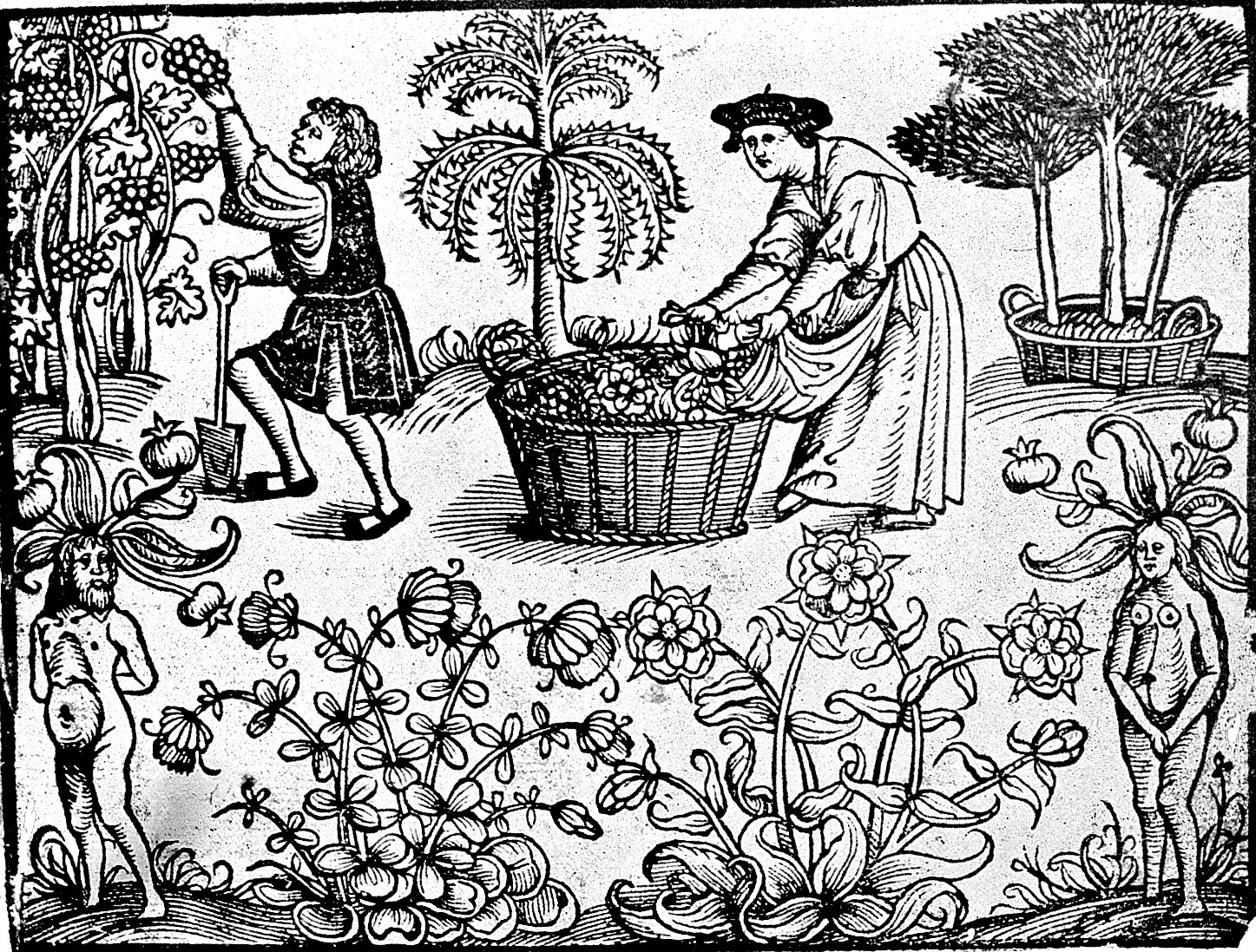
Cueilleurs de simples sur la page de couverture du Grete Herball, 1526.

La caractéristique la plus frappante des premières versions du traité est la présence de plusieurs centaines d'images dont le naturalisme a attiré l'attention des historiens de l'art. Les illustrations de plantes sont en effet remarquablement descriptives et se démarquent en cela significativement de l'imagerie utilisée à l'époque. En se basant sur les travaux de l'historien des sciences Charles Singer, Otto Pächt considère les herbiers médiévaux comme des guides de terrain et affirme que « l'illustration de ces manuels serait inutile pour l'herboriste (et le médecin) si les plantes n'étaient pas représentées avec une véracité telle qu'elles puissent être facilement identifiées ». Dans cette perspective, la plupart des ouvrages antérieurs auraient échoué à atteindre ce standard en recopiant inlassablement les mêmes images inutiles, et le succès des Secreta Salernitana serait dû à la grande valeur informationnelle de leur observation de la nature.
Bien qu'elle semble intuitivement évidente, l'idée que les images médiévales servaient en premier lieu à identifier les plantes dans la nature est contredite par une analyse plus poussée. Il est tout d'abord difficilement imaginable qu'un volume aussi coûteux et encombrant que le ms. Egerton 747 ait pu être emmené sur le terrain. Il faut aussi remarquer que la grande majorité des herbiers médiévaux ne comprenaient aucune image et qu'à l’époque de la réalisation du Tractatus, les érudits susceptibles de l'utiliser recevaient leur matériel végétal sous forme préparée, comme c'est le cas aujourd’hui. Les cueilleurs de plantes médicinales sont identifiés dans les textes contemporains sous le nom de rustici, un groupe social que le savant anglais Roger Bacon qualifie d'illettrés, et qui ne constituaient certainement pas le public cible de tels traités. La véritable fonction des herbiers illustrés reste donc une question beaucoup plus ouverte que ce que les déclarations de Pächt ou de Singer pourraient suggérer.

### OrdinatioetCompilatio

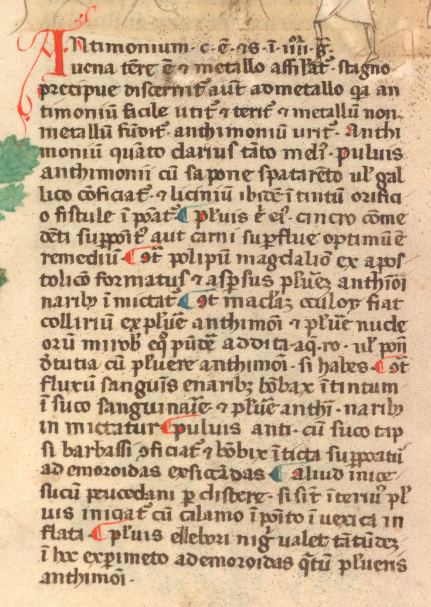
Des pieds-de-mouche colorés signalent les vertus de la substance contre le cancer, les polypes, les problèmes ophtalmologiques, les saignements de nez

La conception du Tractatus de herbis s'inscrit dans une période de transition de l'érudition occidentale qui voit l'établissement, entre les XIIe et XIVe siècles, de nouvelles pratiques de pensées savantes et le passage de la lecture monastique méditative à la lecture scolastique analytique. D'après une thèse du paléographe britannique Malcolm Parkes, ce changement s'effectue en partie grâce au développement dans les livres des concepts d'Ordinatio (« ordonnance, arrangement ») et de Compilatio (« compilation »). Le premier désigne les caractéristiques fonctionnelles et l'organisation d'un ouvrage écrit pour faciliter la référence, alors que le second décrit le souci d'étudier un argument du début à la fin en fournissant les auctores in toto, le corpus original et intégral de l'auteur. Les lecteurs qui dépendaient auparavant des gloses pouvaient désormais se faire une opinion éclairée grâce à une nouvelle structure textuelle, qui aurait favorisé le développement de la lecture analytique et systématique à laquelle les chercheurs modernes sont habitués.
Le Tractatus de herbis du ms. Egerton 747 constitue un analogue pratique de la thèse de Parkes. Sa forme a été pensée pour aider le lecteur à trouver facilement certains types d'informations (Ordinatio) : une table des matières ouvre presque chaque section alphabétique, et dans chaque table, chaque élément est mis en valeur par un pied-de-mouche (le C de capitulum, « chapitre ») alternativement rouge ou bleu. Dans le corps du texte, les entrées sont indiquées par une image et le nom de la substance. Celui-ci est introduit par une littera notabilior, une lettre agrandie destinée à marquer le début d'une unité textuelle, qui est colorée en alternance en rouge ou en bleu. Chaque substance est elle-même associée à une série de remèdes et la citation évoquant chaque traitement est signalée à son tour par un pied-de-mouche rouge ou en bleu. Un lecteur connaissant le nom latin d'une substance pouvait ainsi aisément la situer dans le traité grâce aux sommaires alphabétiques, puis trouver tout aussi facilement chacune de ses utilisations thérapeutiques.
Au niveau de son contenu, le manuscrit obéit strictement au principe de la Compilatio en présentant des versions résumées de textes d'autorité réorganisées et complétées pour offrir un tableau complet des connaissances disponibles. Le résultat est souvent rapproché du Liber de virtutibus herbarum, un traité légèrement postérieur basé sur les mêmes sources et compilé de manière comparable. Il est l'œuvre d'un certain Rufin, qui se présente lui-même comme un érudit s'étant appliqué aux sept arts à Naples et à Bologne, et qui aurait, après avoir appris l'astronomie, poursuivi par l'étude de la science des plantes. Il est possible que l'auteur anonyme du Tractatus ait été un homme de médecine au parcours d'érudition similaire.

### Copies pour bibliophiles
La version du traité réalisée par Manfred de Monte Imperiale partage la même érudition que celle d'Egerton 747 et constitue, en quelque sorte, l'aboutissement de sa démarche de compilation. Mais dès la deuxième moitié du XIVe siècle, la fonction du Tractatus évolue dans une autre direction. En Italie du Nord, le ms. Masson 116 n'est jamais achevé et perd sa valeur scientifique en ne présentant plus que des images. Ses descendants, les mss. Casanatense 459 et Sloane 4016, sont de somptueux ouvrages illustrés par des artistes de premier plan, qui sont surtout destinés à une élite fortunée.
Dans la France du XVe siècle, ce sont des princes comme Charles d'Anjou, Louis de Bruges, Isabelle de Portugal, Charles d'Orléans ou même le roi Louis XII qui se font réaliser ou possèdent un Livre des simples médecines. Si le passage en langue vernaculaire aurait pu a priori rendre le traité plus accessible, un examen approfondi du texte montre plutôt le contraire. La conservation de l'ordre des listes selon l'initiale de leur nom en latin demande de connaître à la fois la terminologie latine et la traduction française pour situer une substance dans l'ouvrage. De manière générale, la mise en page des versions traduites présente un nombre plus réduit de repères visuels. Le système des pieds-de-mouches pour signaler les différentes indications thérapeutiques est souvent omis et les listes de synonymes qui ouvrent chaque entrée sont tronquées. La version française s'accompagne néanmoins de nouveautés : un glossaire alphabétique permettant d'expliciter les termes savants, souvent traduits littéralement depuis le latin, et un index des remèdes efficaces contre les différentes affections, qui commence par les maux de tête et finit par les troubles plus généraux comme la fièvre ou les poisons. Les illustrations de plantes sont pour la plupart copiées de celles du ms. Egerton 747, mais les détails physiques, notamment la forme des feuilles et des fleurs, sont souvent simplifiés et parfois mal interprétés. Les figures humaines sont en revanche bien plus nombreuses et représentées dans des scènes aux couleurs vives soigneusement exécutées (voir supra). Certaines substances connues pour soigner spécifiquement les patients royaux, comme le musc, l'os du cœur de cerf ou la pierre de lynx, sont spécifiquement réhaussées à la feuille d'or dans plusieurs manuscrits. Comme pour les versions plus anciennes du traité, il est difficile de déterminer la fonction des images et de juger si elles servaient à informer, à aider la mnémotechnique, à signaler visuellement les entrées ou simplement à affirmer un certain degré d'autorité textuelle. Mais sans dire que les Livre des simples médecines n'étaient pas consultés pour leur contenu médical, il paraît évident que l'objectif scientifique initial du traité a peu à peu cédé la place aux intérêts des bibliophiles.

Exemple d'évolution des illustrations : le chapitre « De appio emorroidarum »
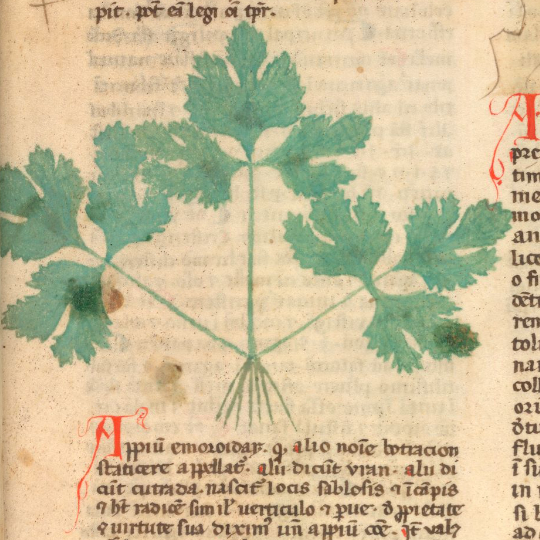
Tractatus de herbis : l'image montre trois feuilles basales palmatiséquées, profondément découpées et longuement pétiolées.
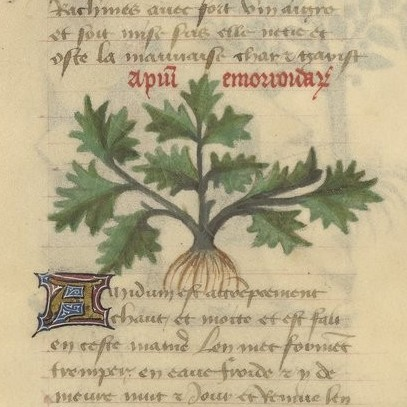
Livre des simples médecines (ms. 2888 de la Bibliothèque de l'Arsenal de Paris) : l'image de la plante n'a plus aucune valeur descriptive.

### Fin d'une tradition

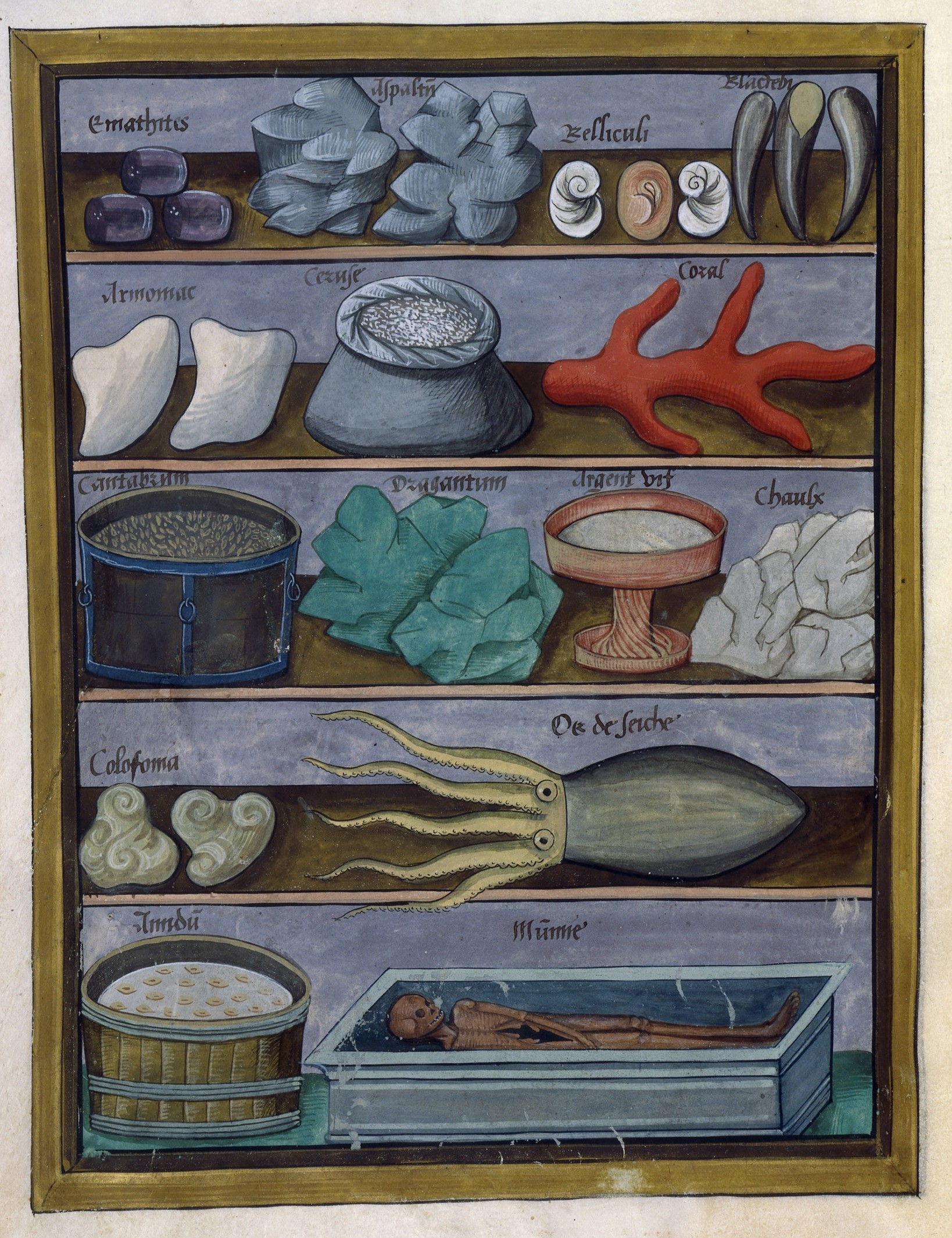
« L'étagère à simples » du,.

Le cycle du Livre des simples médecines s'achève avec deux manuscrits qui, par leur mise en page et leur iconographie, marquent la fin de la tradition et préfigurent une nouvelle approche du sujet. Il s'agit du ms. fr. F. v. VI, 1 de la Bibliothèque nationale russe de Saint-Pétersbourg, enluminé par Robinet Testard pour Charles d'Angoulême et Louise de Savoie entre 1489 et 1495, et de sa réplique du premier quart du XVIe siècle, le ms. français 12322 de la Bibliothèque nationale de France. Leur première singularité consiste dans le fait que les illustrations qui accompagnaient précédemment chaque chapitre ont été extraites pour former un « album » séparé. Le texte lui même, plutôt que de suivre l'ordre alphabétique, est divisé en cinq sections successives par catégories de substances : « herbes », « arbres, fruits et résines », « métaux et minéraux », « matières animales » et « autres substances ». L'arrangement des images n’est cependant que très partiellement conforme à ce plan et l'album qui suit le texte se divise en deux parties seulement : la première est consacrée aux herbes et la seconde aux arbres et arbustes. Dans chacune d'elles sont intercalés des folios qui brisent la règle apparente. L'un contient plusieurs cadres contenant des scènes figurées (extraction de métaux et de minéraux, pêche du bois d'aloès) et la baleine dont est extrait l'ambre gris. Deux autres sont des compositions sous forme de paysage mêlant plusieurs simples. Le reste des substances non végétales est enfin rassemblé sur un unique folio qui se présente comme une armoire à deux faces dont les rayonnages sont chargés d'échantillons étiquetés.

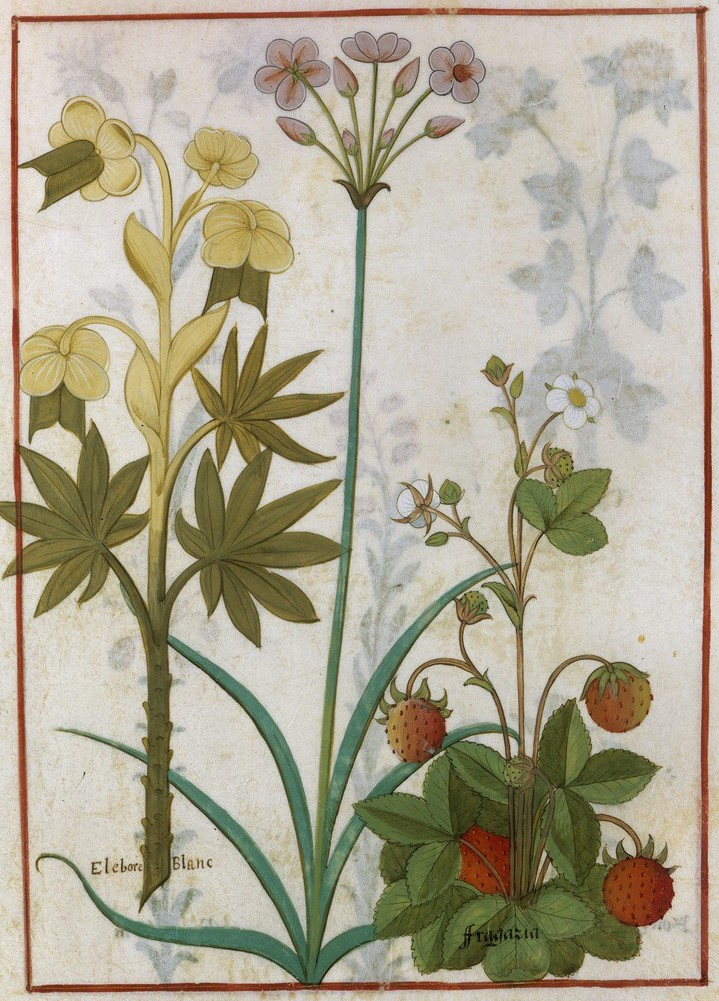
Représentations de style « réaliste » dans le,.

Dans l'ensemble, l'album ne recouvre que partiellement le contenu du texte car il illustre seulement 324 des 486 chapitres du Livre des simples médecines. Ce décalage est difficile à expliquer mais pourrait signifier que le manuscrit de Saint-Pétersbourg n'aurait en réalité jamais été achevé, peut-être à la suite de la mort prématurée de son destinataire, Charles d'Angoulême. Si la moitié des figures de végétaux reproduisent le mode schématique de la tradition, les autres sont de type réaliste, en rupture totale avec le cycle illustratif du Tractatus de herbis, et pour la majorité peintes d'après nature pour l'original du manuscrit. Treize plantes sont également représentés en double, selon chacun des deux styles, et une soixantaine ne sont mentionnées nulle part dans le texte.
S'ils ne sont pas les premières versions à avoir réinterprété ou modifié l'agencement initial du traité, le manuscrit de Saint-Pétersbourg et sa copie parisienne constituent un césure assez nette pour ne pas être fortuite. Le besoin de réorganiser les simples selon des critères différents, plus « modernes », et l'apparente lassitude pour les représentations végétales bidimensionnelles montrent bien bien que la tradition bicentenaire n'était déjà plus jugée satisfaisante. Le changement semblait évident et inévitable, et le Tractatus devait bientôt être remplacé par les illustrations botaniques précises et les herbiers imprimés. Le Grant Herbier en françoys et sa traduction du Grete Herball, derniers représentants de la tradition, disparaîtront à leur tour dans la deuxième moitié du XVIe siècle à la suite de l'introduction dans les pharmacopées européennes des produits issus du Nouveau Monde et des principes médicaux paracelsiens.